# Wismut (Unternehmen)

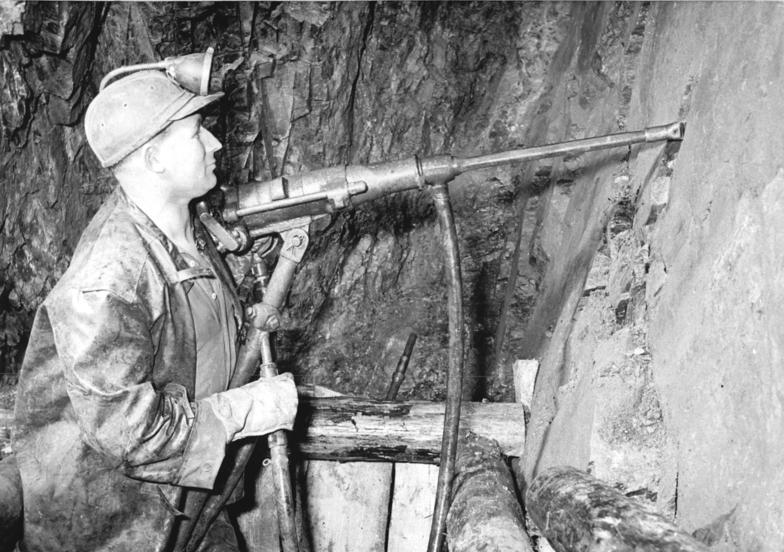
Bergarbeiter der SDAG Wismut, 1957

Standorte der Wismut

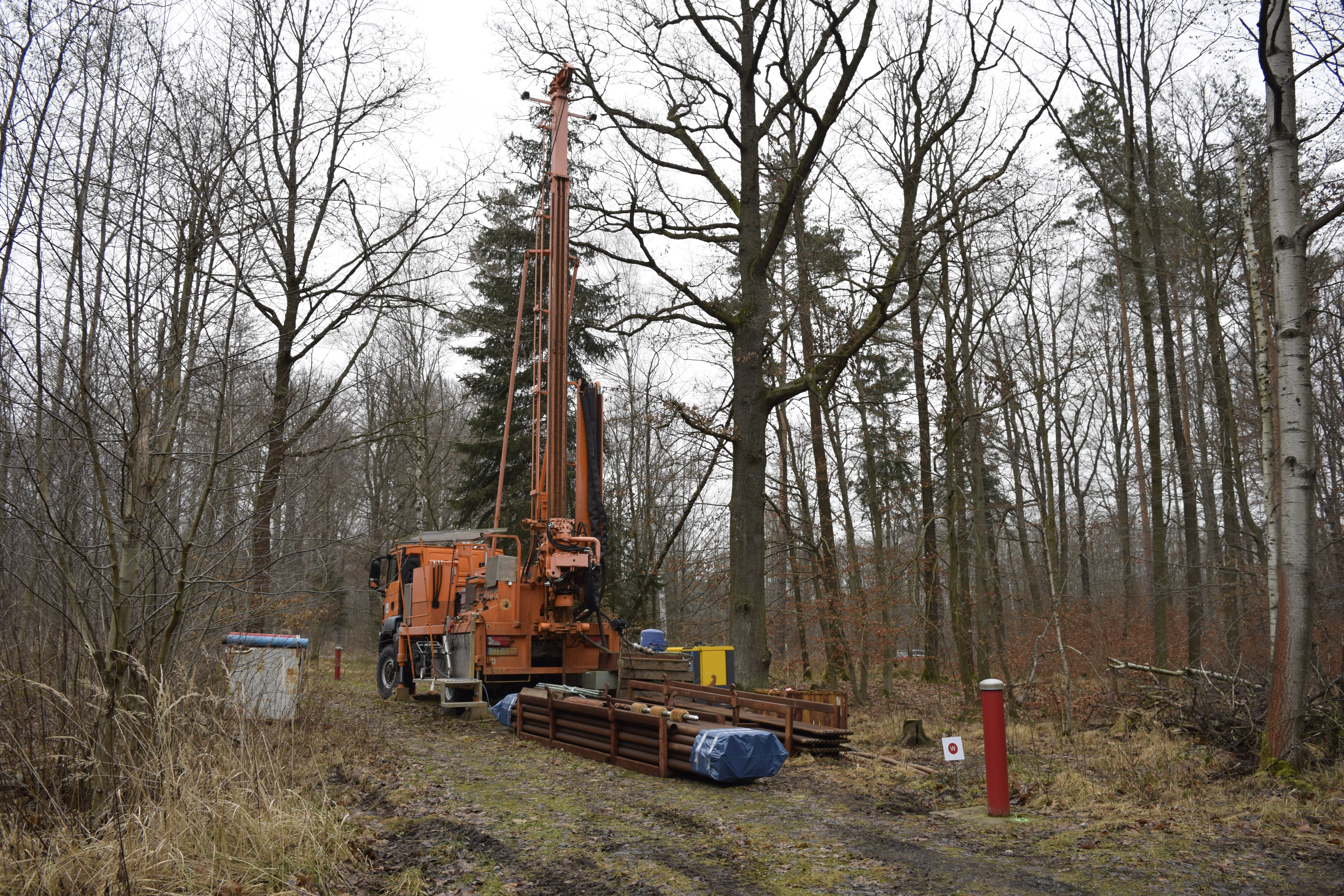
Wismut Königstein – Tiefbohrung einer Flutungs-Messstelle zur Kontrolle der vier Wasserhorizonte

Die Wismut AG oder ab 1954 SDAG Wismut (Sowjetisch-Deutsche Aktiengesellschaft Wismut) war ein Bergbauunternehmen, das sich zwischen 1946 und 1990 zum weltweit viertgrößten Produzenten von Uran (nach der UdSSR, den USA und Kanada) entwickelt hatte. Das auf dem Territorium der Sowjetischen Besatzungszone und DDR an Standorten in Sachsen und Thüringen geförderte und aufbereitete Uran war die Rohstoffbasis der sowjetischen Atomindustrie. Das Nachfolgeunternehmen Wismut GmbH (mit Hauptsitz in Chemnitz) ist als Bundesunternehmen mit der Sanierung und Rekultivierung der Hinterlassenschaften des Wismut-Bergbaus betraut.

## Geschichte im Überblick

### Beginn von Erkundung und Abbau

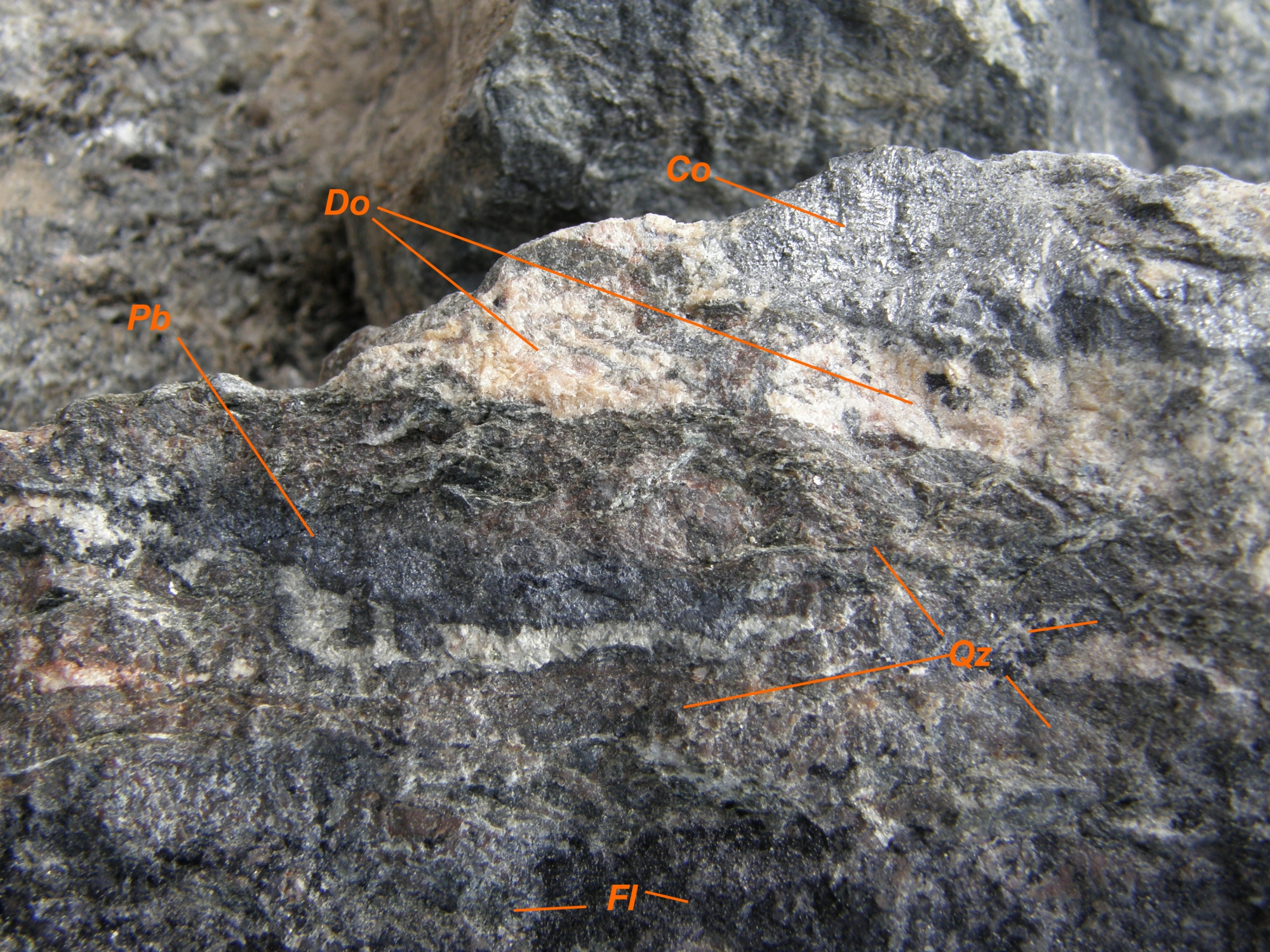
Typisches kobalt- und uranführendes Erz aus dem Erzgebirge

Die Geschichte des Urans ist mit keiner anderen Region der Welt so eng verknüpft wie mit dem sächsisch-böhmischen Erzgebirge. Der Bergbau im Erzgebirge setzte ab dem 12. Jahrhundert mit Silber und Zinn ein; es folgte die Gewinnung weiterer Mineralien. Vor allem in den Silber-Kobalt-Bergwerken im Westerzgebirge war schon seit dem 16. Jahrhundert ein schwarzes, schweres, nutzloses Mineral bekannt, das verschiedentlich dem Eisen oder Zink zugeordnet wurde. Es entstand der Name „Pechblende“ für dieses Mineral. Als Typlokalität für die Pechblende (bzw. Uraninit) wird Joachimsthal (heute: Jáchymov) im böhmischen Teil des Erzgebirges angegeben.
Der Berliner Chemiker Martin Heinrich Klaproth bearbeitete 1789 Material aus der Johanngeorgenstädter Grube Georg Wagsfort und entdeckte darin das Element Uran. Im 19. Jahrhundert wurde Uran in einigen erzgebirgischen Gruben als Nebenprodukt für die Farbenherstellung gewonnen. In Joachimsthal erreichte dies industrielle Ausmaße (bis 1898 wurden 1600 Tonnen Uranfarben u. a. für die Herstellung von Uranglas erzeugt); es war der erste Uranbergbau (Uran als Hauptprodukt) weltweit. Bis 1898 waren wissenschaftlich 21 Uranminerale bekannt, davon wurden 14 im Erzgebirge zum ersten Mal beschrieben.
Das Erzgebirge war eine fast monopolartige Quelle für Uran in der wissenschaftlichen Forschung jener Zeit: Marie und Pierre Curie nutzten große Mengen von Aufbereitungsrückständen aus Joachimsthal für ihre Entdeckung des Poloniums und des Radiums. Dies hatte große Auswirkungen: Zum einen begann man in Joachimsthal mit der Gewinnung von Radium parallel zur Farbenproduktion; zum zweiten nutzte man stark radioaktive Wässer aus den Gruben zum Aufbau eines bis heute andauernden Kurbetriebes. Vor allem Letzteres weckte Begehrlichkeiten in Sachsen. Der Freiberger Professor Carl Schiffner betrieb zwischen 1906 und 1911 ein intensives Erkundungsprogramm auf radioaktive Quellen und Mineralvorkommen im Erzgebirge. Er fand mit der Hindenburgquelle die stärkste Quelle in Oberschlema im Marx-Semler-Stolln. In Oberschlema wurde ab 1918 ein Kurzentrum errichtet.
Die detaillierten Untersuchungen von Schiffner waren hochwertiges Ausgangsmaterial für die sowjetischen Experten in der Sowjetischen Besatzungszone nach dem Zweiten Weltkrieg. Einen direkten Uranbergbau gab es in Sachsen vor dem Zweiten Weltkrieg durch das in Köln ansässige Stahlwerk Mark in Johanngeorgenstadt. Ziel war die Urangewinnung zur Herstellung von Uranstahl für Rüstungszwecke. Auch im Schneeberger Revier wurde die Suche nach Uranerzen ab 1910 mit Fördermitteln bezuschusst. Der Versuch eine Urangrube in Niederschlag zu eröffnen, blieben in den 1920er und 1930er Jahren allerdings erfolglos. Ab 1938 verlagerte sich der Uranbergbau nach St. Joachimsthal.
Bald nach dem Ende des Zweiten Weltkriegs kamen sowjetische Experten ins Land, um den Stand der deutschen Atomforschung zu untersuchen. Das Auffinden von mehr als 100 t Uranoxid in Neustadt-Glewe war ein großer Sprung für das sowjetische Nuklearprogramm. Gleichzeitig begannen Untersuchungen im Erzgebirge, um natürliche Uranvorkommen zu finden. Im wieder tschechoslowakischen Joachimsthal lief die Produktion, nun für die Sowjetunion, ohne Unterbrechung weiter. Anlaufstelle in Sachsen war zuerst Freiberg mit dem Bergarchiv und der Bergakademie. Obwohl viele Uranvorkommen in Sachsen bekannt waren, gab es keine entsprechenden wirtschaftlichen Betrachtungen zur Größe der Vorkommen. Die Professoren Schumacher und Aeckerlein an der Bergakademie erstellten im Auftrag der Sowjetunion eine Analyse der Uranressourcen des Erzgebirges und kamen zu einem ernüchternden Ergebnis von gerade einmal achtzig bis neunzig Tonnen Uran für Johanngeorgenstadt als Ort mit dem höchsten zu erwartenden Potenzial.
Am 14. September 1945 bildete die 9. Verwaltung des Ministeriums des Innern der UdSSR die Geologische Gruppe (Геологопоисковая Партия Geologopoiskowaja Partija). Die ihr unterstellte Sächsische Erzsuchgruppe (Саксонская Рудно-Поисковая Партия Saksonskaja Rudno-Poiskowaja Partija) suchte die Uranlagerstätten im Erzgebirge. Die Untersuchungsarbeiten der Sächsischen Erzsuchgruppe begannen im September 1945 und dauerten bis zum 16. März 1946. Die Untersuchung wurde anschließend durch die mit der Anordnung Nr. 720-294 des Ministerrats der UdSSR vom 4. April 1946 rückwirkend zum 1. April 1946 gebildete Sächsische Gewinnungs- und Erkundungsgruppe (Саксонская Промышленно-Разведочная Партия Saksonskaja Promyschlenno-Raswedotschnaja Partija) weitergeführt. Bergbauanlagen wurden dazu teilweise von der 1944 gegründeten Sachsenerz Bergwerks AG übernommen. Das Abschlussgutachten vom 16. März 1946 schätzte für Johanngeorgenstadt 22,2 t und für Schneeberg 10 t Uran und empfahl die unverzügliche Aufnahme der Uranförderung in beiden Revieren. Mit dem Ministerratsbeschluss Nr. 9372 vom 29. Juli 1946 wurde die Sächsische Gewinnungs- und Erkundungsgruppe in die Sächsische Bergbauverwaltung des Ministeriums des Innern der UdSSR, den Vorläufer der späteren Generaldirektion der Wismut AG, mit der Feldpostnummer 27304 der Roten Armee umbenannt. Der Name des Minerals Wismut diente nun als Tarnbezeichnung des Unternehmens. Sie setzte die begonnenen Arbeiten fort und erweiterte sie auf die Standorte Annaberg und Marienberg. Während 1946 schon 15,7 t Uran gefördert wurden, stieg das Ausbringen 1947 bereits auf 145 t Uran an und die Wismut wurde zum wichtigsten Uranproduzenten im Machtbereich der UdSSR.
| Jahr   | UdSSR  | SBZ/DDR | ČSR   | Bulgarien | Polen |
| ------ | ------ | ------- | ----- | --------- | ----- |
| 1945   | 14,6   |         |       |           |       |
| 1946   | 50,0   | 18,0    | 018,0 | 26,6      |       |
| 1947   | 129,3  | 145,0   | 49,1  | 7,6       | 2,3   |
| 1948   | 182,5  | 327,0   | 103,2 | 18,2      | 9,3   |
| 1949   | 278,6  | 829,0   | 147,3 | 30,3      | 43,3  |
| 1950   | 416,9  | 1308,0  | 281,4 | 70,9      | 63,6  |
| gesamt | 1071,9 | 2627,0  | 599,0 | 153,6     | 118,5 |

### Wismut AG (1947–1953)

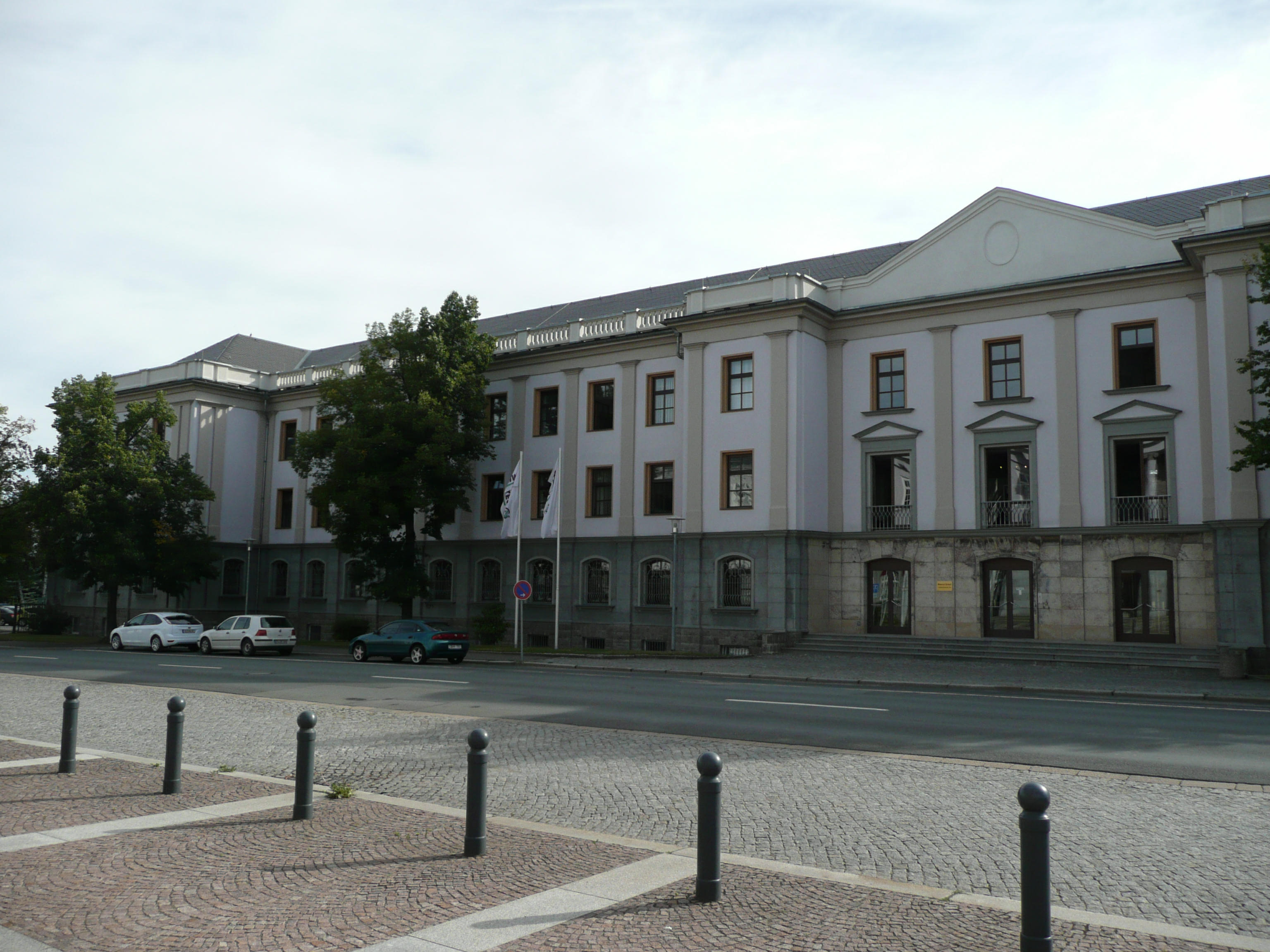
Wismut-Unternehmenssitz in Chemnitz, Jagdschänkenstraße, seit 1990

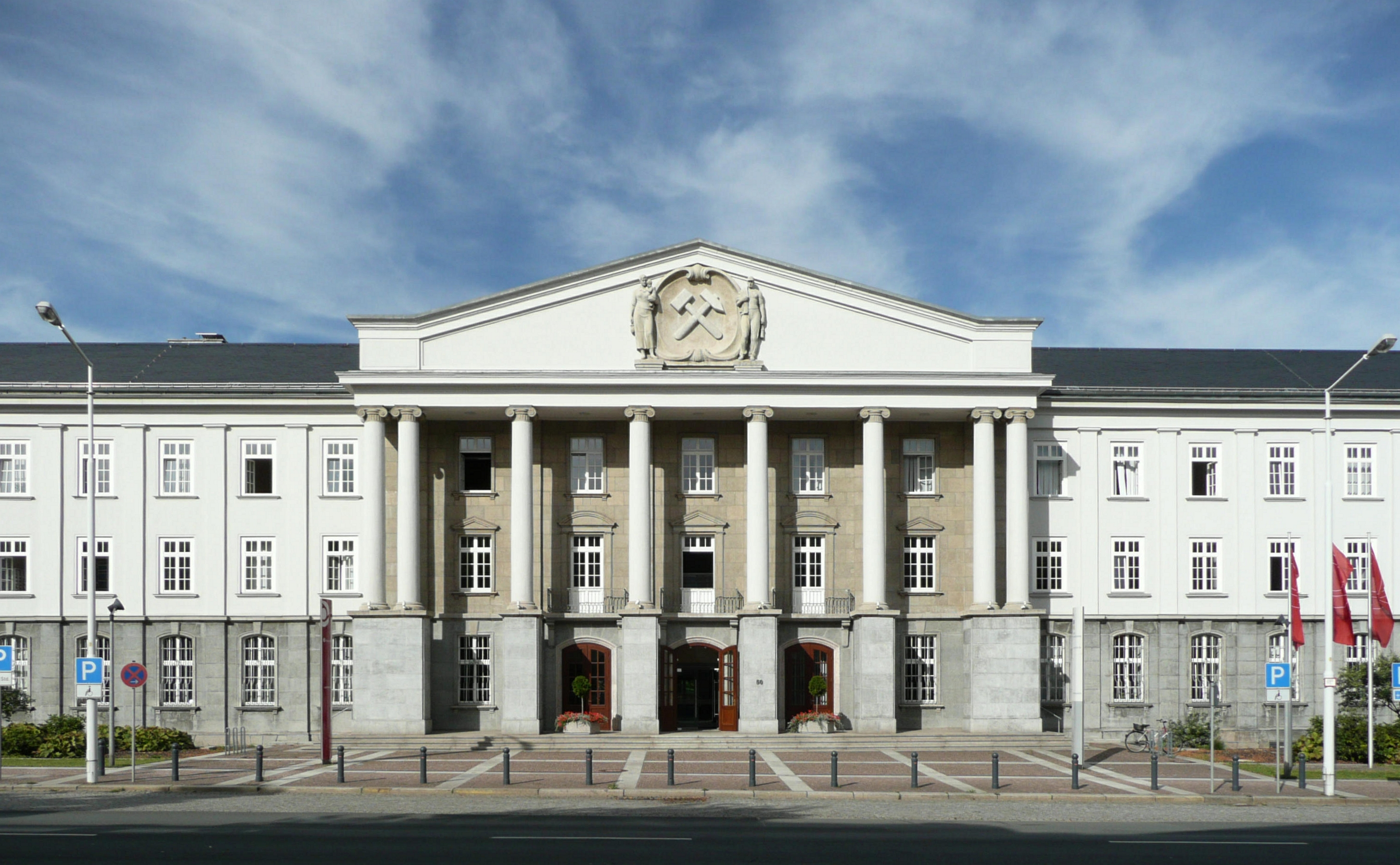
Wismut-Unternehmenssitz in Chemnitz bis 1990 (heute: Regionaldirektion Chemnitz der Deutschen Rentenversicherung Knappschaft-Bahn-See (auf gegenüberliegender Straßenseite))

Am 26. Mai 1947 wies der Chef der SMAD, Marschall Sokolowski, mit dem Befehl 0155 den Chef der SMA Sachsen (Sowjetische Militäradministration Sachsen) Generalmajor Dubrowski an, den Befehl 128 der SMAD vom 26. Mai 1947 in einen für das Land Sachsen gültigen Befehl umzusetzen. Inhalt des Befehls war die Übergabe deutscher Bergbaubetriebe in sowjetisches Eigentum und die Anrechnung auf das Reparationskonto der UdSSR. General Dubrowski kam dieser Anordnung am 30. Mai 1947 mit dem Befehl 113 der SMA nach. Die Wismut AG erhielt daraufhin die Bergbauverwaltungen Schneeberg, Johanngeorgenstadt, Annaberg-Buchholz, Marienberg, Lauter und die Erzaufbereitung in Pechtelsgrün als Grundausstattung. Die am 4. Juni in Moskau gegründete deutsche Zweiggesellschaft hatte ihren Sitz in Aue, wo sie am 2. Juli 1947 im Handelsregister eingetragen wurde. Der Eintrag lautete: „Staatliche Aktiengesellschaft der Buntmetallindustrie ‚Wismut‘, Aue, Zweiggesellschaft der unter der gleichen Firma in Moskau bestehenden Hauptgesellschaft. Gegenstand des Unternehmens: Die Gewinnung, das Schürfen und der Absatz bunter Metalle, wie innerhalb des Gebietes der UdSSR, so auch im Ausland. Grundkapital: 50.000.000 Rubel. Aktiengesellschaft“ (Auszug). Ihr erster Generaldirektor wurde Generalmajor Michail Mitrofanowitsch Malzew. Dieser hatte schon im September 1946 die Leitung der Sächsischen Bergbauverwaltung übernommen. 1948 wurde der Sitz der Gesellschaft nach Chemnitz-Siegmar in das Rathaus in der Rathausstraße 5 verlegt. 1952 wurde der Firmensitz in das an der Jagdschänkenstraße 29 neuerbaute Verwaltungsgebäude verlegt. Auch die Nachfolgegesellschaften SDAG Wismut und Wismut GmbH behielten diesen Sitz bei. Die Wismut AG unterstand zuerst direkt der sowjetischen Verteidigungsindustrie, später dem sowjetischen Ministerium für mittleren Maschinenbau.

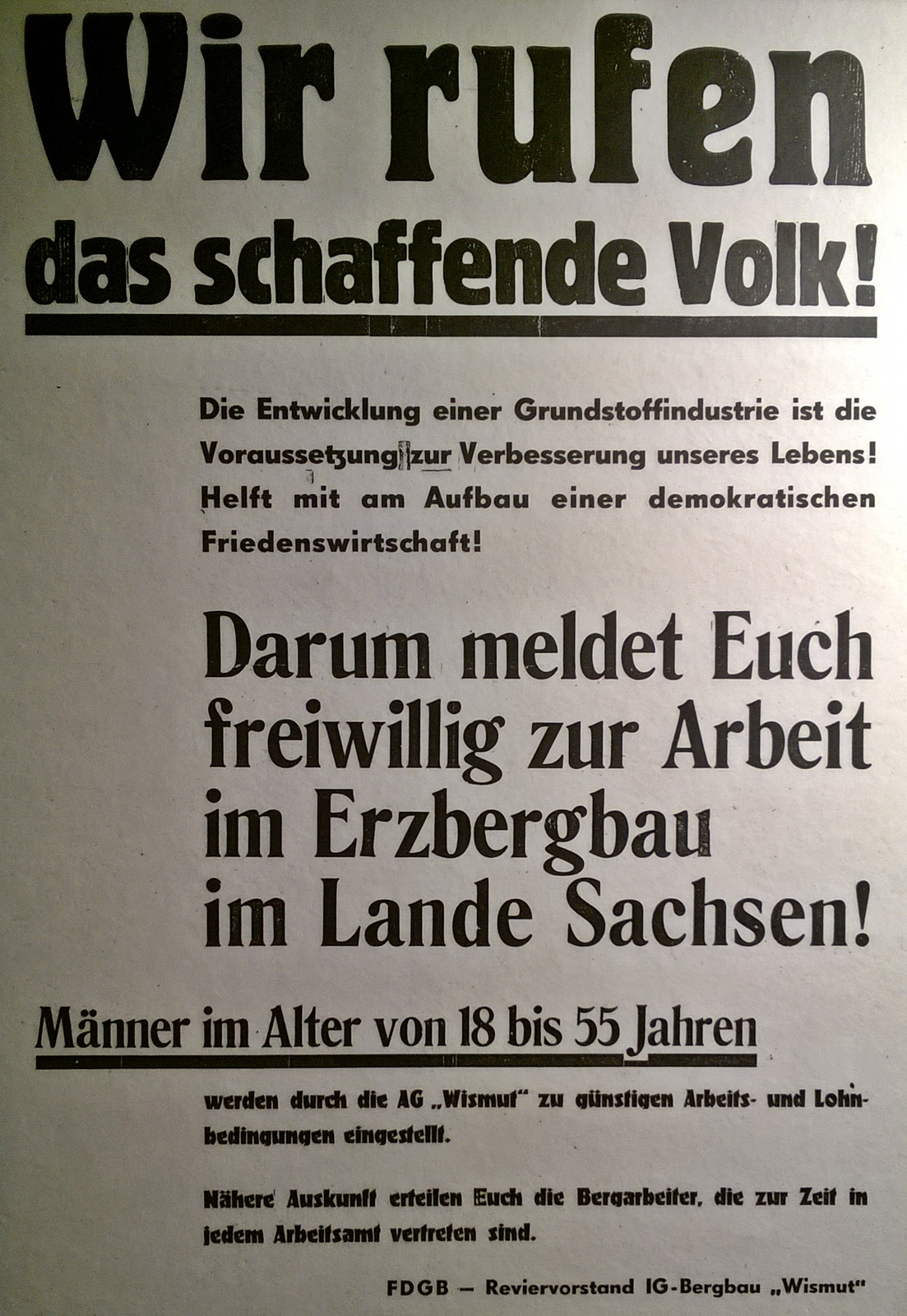
Werbeaufruf für die Arbeit im Uranbergbau der AG „Wismut“ (vermutlich Ende der 1940er Jahre)

Auf die positiven Resultate der Erkundung im Jahr 1946 und die darauf einsetzenden Gewinnungsarbeiten folgte ein hoher Bedarf an deutschen Arbeitskräften, die – nach der zu dieser Zeit gängigen Praxis – durch Arbeitsverpflichtungen (Alliierter Kontrollratsbefehl Nr. 3 vom 17. Januar 1946) sowie intensive Werbemaßnahmen dem Bergbau zugeführt wurden. So wurden von Oktober 1946 bis Dezember 1947 43.590 Arbeitskräfte zur Arbeit für die Wismut AG gezwungen, davon 31.626 aus dem Land Sachsen. Politische oder Kriegsgefangene waren von dieser Maßnahme – anders als im frühen tschechoslowakischen Uranbergbau – nicht betroffen. Heftige Auseinandersetzungen zwischen der sächsischen Bergbauverwaltung, dem MWD, der Sowjetischen Militäradministration in Deutschland (SMAD) und der für das sowjetische Atombombenprojekt zuständigen Hauptverwaltung beim Ministerrat der UdSSR führten sehr zeitig zu Korrekturen der Zwangspraktiken, die daraufhin eingeschränkt und bald darauf ganz abgeschafft wurden. Auf der anderen Seite erfolgte Anfang der 1950er eine Verschärfung der Objektbewachung sowie der Überwachung der Belegschaft, in deren Folge hunderte Bergleute wegen kleinerer Vergehen mit drakonischen Strafen belegt wurden. Darüber hinaus wurden mindestens 70 Wismut-Mitarbeiter allein in den Jahren 1951 bis 1953 als vermeintliche Spione in die Sowjetunion verschleppt und dort hingerichtet.
Abgesichert von Truppen des sowjetischen MWD kam die Produktion gut voran und erreichte 1950 erstmals mehr als eintausend Tonnen Uran pro Jahr. Bis zum Ende dieses Jahres hatte die Wismut und der ihr vorangegangene Bergbau rund 2500 t Uran an die Sowjetunion geliefert, gegenüber einer sowjetischen Eigenproduktion von etwa 1000 t Uran sowie weiteren rund 850 t aus der Tschechoslowakei, Bulgarien und Polen. Etwa ab Mitte 1949 dehnte sich das Arbeitsgebiet der Wismut auch nach Thüringen aus, in dessen südlichen und östlichen Teilen Uranerze gefunden wurden. Neben den eigentlichen Bergbau- und Aufbereitungsanlagen übernahm oder gründete die Wismut auch Maschinenbau-, Instandhaltungs- und Versorgungsbetriebe. Einzelne Schächte und Betriebe wurden zu sogenannten „Objekten“ zusammengefasst, von denen 1953 im Süden der DDR 22 bestanden. Am 22. August 1953 unterzeichneten die UdSSR und die DDR ein Abkommen, in dem die beiden Regierungen die Liquidierung des deutschen Zweigs der Wismut AG und die Neugründung der „Sowjetisch-Deutschen Aktiengesellschaft Wismut“ beschlossen. Die Gesamtproduktion der Wismut AG bis zu ihrer Liquidierung am 31. Dezember 1953 lag bei rund 10.000 t Uran.

### SDAG Wismut (1954–1991)
Zum Jahresende 1953 wurde die Wismut AG liquidiert und als Sowjetisch-Deutsche Aktiengesellschaft (SDAG) neu gegründet, die bis 1991 existierte. Die SDAG übernahm alle Anlagen der Wismut AG, wurde aber nicht deren Rechtsnachfolger. Das Aktienkapital wurde zur Gründung auf zwei Milliarden Mark festgesetzt, wobei die DDR und die UdSSR je die Hälfte besaßen. Die DDR musste ihren Aktienanteil allerdings in Raten von jeweils 200 Mio. Mark pro Jahr von der UdSSR kaufen. Der Hauptsitz der Gesellschaft wurde von der Wismut AG in Karl-Marx-Stadt/Siegmar übernommen (Chemnitz). Die SDAG nahm ihre wirtschaftliche Tätigkeit am 1. Januar 1954 auf. Zu diesem Tag standen 32.632 t Uran in der Vorratsbilanz der Wismut. In den Jahren 1962, 1968 und 1975 wurden zwischen der DDR und der UdSSR mehrere Abkommen zur Verlängerung der Tätigkeit der SDAG Wismut getroffen – das Abkommen von 1975 galt bis zum Jahr 2000.
Die Beschäftigtenzahl, die 1953 mit 132.800 ihren Höhepunkt erreicht hatte, sank bis 1962 auf etwa 45.000 und blieb bis Ende der 1980er Jahre fast unverändert. In den 1950er Jahren erfolgten auch intensive Modernisierungsmaßnahmen, was zu einer Verbesserung der Arbeitssituation der Beschäftigten sowie zur Erhöhung der Produktivität führte. So wurden moderne leistungsfähige Schachtanlagen auf den Lagerstätten Ronneburg und Niederschlema geteuft und nach dem 1951 in Betrieb gegangenen Aufbereitungsbetrieb in Crossen ein weiterer zentraler Aufbereitungsbetrieb in Seelingstädt eröffnet. Über die Jahre wurde die technische Basis durch Hilfsbetriebe in Aue, Zwickau, Grüna und Karl-Marx-Stadt erweitert. Außerdem erhielten die Bergleute unter Tage modernere Technik. In den 1960er Jahren verfügte die Wismut über einen technischen Stand, der dem weltweiten Niveau gleichartiger Bergbauunternehmen entsprach. In diesen Zeitraum fielen auch die Entdeckungen der letzten beiden bedeutenden Uranlagerstätten in Königstein (Sächsische Schweiz) und Pöhla.
Anfang der 1970er Jahre hatte sich die SDAG das Ziel gesetzt, Uran zu Weltmarktpreisen zu produzieren. Allerdings verschlechterte sich die Vorratssituation ab Mitte der 1970er Jahre. Bis 1976 konnte durch stete Erkundung der Vorratsstand ständig erhöht werden, in den nachfolgenden Jahren hingegen überstieg die Vorratslöschung die Menge der neu erkundeten Vorräte. Weil außerdem auch die Weltmarktpreise sanken, konnte dieses Ziel letztendlich niemals erreicht werden.
1989 stellten der Bergbaubetrieb „Willy Agatz“ in Freital sowie die Aufbereitungsanlage Crossen ihren Betrieb ein. Im gleichen Jahr wurde beschlossen, auch die Uranförderung des Bergbaubetriebes Beerwalde auf der Ronneburger Lagerstätte einzustellen. Die politischen Geschehnisse überholten allerdings die Planung für die SDAG Wismut. Nach der Wende, im Jahr 1990, einigten sich die DDR und die UdSSR darauf, die Tätigkeit der SDAG Wismut zum 1. Januar 1991 einzustellen, was die meisten der zehntausend Beschäftigten ihren Arbeitsplatz kostete. Da sich die UdSSR bereits 1990 weigerte, vereinbarte Uranlieferungen abzunehmen und zu bezahlen, geriet die SDAG in ernsthafte finanzielle Schwierigkeiten. Die drohende Zahlungsunfähigkeit konnte nur unter Aufnahme von Krediten abgewendet werden, die durch Bundesbürgschaften ermöglicht wurden.
Mit der deutschen Wiedervereinigung am 3. Oktober 1990 ging der DDR-Anteil der SDAG auf die Bundesrepublik Deutschland über, wodurch ab diesem Zeitpunkt die Verantwortlichkeit beim Bundesministerium für Wirtschaft lag. Am 16. Mai 1991 wurde zwischen der Bundesrepublik und der UdSSR ein Abkommen getroffen, mit dem die sowjetischen Anteile des Unternehmens unentgeltlich an die Bundesrepublik übergingen. Das Abkommen trat am 20. Dezember 1991 in Kraft, am darauffolgenden Tag löste sich die Sowjetunion auf. Um langwierige Verhandlungen zu vermeiden, hatte die Bundesrepublik darauf verzichtet, auf eine Beteiligung der UdSSR an den Sanierungsmaßnahmen zur Wiedernutzbarmachung der ehemaligen Betriebsflächen zu bestehen.
Am 18. Dezember 1991 trat das durch den Bundestag beschlossene „Wismut-Gesetz“ in Kraft, das die Umwandlung der SDAG in eine bundeseigene GmbH regelte. Bereits zwei Tage zuvor trat der Vorstand der SDAG Wismut zum letzten Mal zusammen und entband die Generaldirektion sowie sich selbst von seinen Aufgaben.

### Gesamtproduktion
Zwischen 1946 und Ende 1990 lieferten die Aufbereitungsbetriebe der SDAG Wismut und ihrer Vorläufer 216.300 t Uran. Die Bergbaubetriebe selbst hatten im gleichen Zeitraum Gewinnungsumfänge von 231.300 t Uran bei einer Ressourcenlöschung von 251.510 t. Die Differenzen stellen Gewinnungsverluste während des Abbaus, Transport und der Aufbereitung der Erze dar. Damit lieferte die DDR etwa ein Drittel des im sowjetischen Einflussbereich geförderten Urans bis 1990.
Die letzte Vorratsbilanz der SDAG Wismut lag zum 1. Januar 1991 vor. Diese nannte gelöschte Vorräte in Höhe von 251.510 t Uran, Bilanzvorräte von 57.922 t Uran sowie prognostische Ressourcen von 74.079 t Uran.
Nach 1990 fand in Ronneburg, Niederschlema-Alberoda und Pöhla ein geringer „Entsorgungsbergbau“ statt, um die Kontaktfläche zwischen anstehendem Uranerz und dem späteren Flutungswasser zu minimieren. In Königstein fiel bei der Grubenwasseraufbereitung Uran an, das durch Verkauf „entsorgt“ wurde. Im Rahmen des Sanierungsbergbaus wurden zwischen 1991 und 2011 an allen Standorten insgesamt 3.089 t Uran gewonnen und durch Verkauf Erlöse in Höhe von ca. 67 Millionen Euro erzielt. Die letzte Uranlieferung verließ den Sanierungsbetrieb Königstein am 1. Juni 2021. Deutschland schied offiziell aus dem Kreis der uranproduzierenden Staaten aus. Insgesamt wurden von 1990 bis 2021 im Rahmen der Sanierung noch 3350 t Natururan gewonnen und verkauft.
Für die Erkundung und Vorrichtung von Uranlagerstätten wurden in Ostdeutschland zwischen 1946 und 1990 umgerechnet 1,9 Milliarden USD investiert (Preisniveau 2008). Dies entspricht etwa 95 % der entsprechenden Ausgaben für Gesamtdeutschland und 12 % der weltweiten Ausgaben bis zum Jahr 2008.

### Wismut GmbH (ab 1991)
Durch den Staatsvertrag zwischen der Bundesrepublik Deutschland und der UdSSR vom 16. Mai 1991 ging der sowjetische Anteil an der SDAG Wismut auf Deutschland über. Die Aktiengesellschaft wurde in das Sanierungsunternehmen Wismut GmbH umgewandelt, von dem Anfang 1992 die umfangreichen Neben- und Hilfsbetriebe als Deutsche Fertigungs- und Anlagenbaugesellschaft mbH (DFA) abgespalten wurden. Einzelne Teile der DFA wurden bis 1995 privatisiert, die Restgesellschaft ging danach in Liquidation.
Gesellschafter der Wismut GmbH ist die Bundesrepublik Deutschland, die durch das Bundesministerium für Wirtschaft und Energie vertreten wird. Seit der Gründung 1991 befindet sich der Sitz des Unternehmens in Chemnitz. Die damals etwa 1100 Beschäftigten der Wismut stellen sich mit der Sanierung der Uranbergbauhinterlassenschaften einer der größten ökologischen und technischen Herausforderungen.
Das Ziel der Wismut GmbH besteht bis heute darin, im Interesse der in den betroffenen Gebieten lebenden Menschen eine ökologisch sinnvolle Sanierung der Wismut-Standorte durchzuführen und akzeptable Umweltverhältnisse zu schaffen. Für dieses weltweit einmalige Großprojekt stellte die Bundesregierung Haushaltsmittel in Höhe von rund 13 Milliarden DM über einen Zeitraum von 10 bis 15 Jahren zur Verfügung. Etwa 1,5 Milliarden DM entfielen davon auf die Standorte Schlema-Alberoda (Schacht 371) und Pöhla. Die Sanierungsziele wurden von den geltenden gesetzlichen Vorschriften und nationalen und internationalen Empfehlungen abgeleitet. Vordringlich nach Einstellung der Uranproduktion war zunächst:
- die Abwehr der unmittelbaren Gefährdung der Bevölkerung und der Schutzgüter Luft, Wasser und Boden
- eine Bestandsaufnahme der durch den Bergbau eingetretenen Umweltschädigungen
- die Entwicklung eines tragfähigen Konzepts für eine systematische Langzeitsanierung

Bis Ende 2011 wurden Sanierungsmaßnahmen für rund 5,5 Milliarden Euro aus Bundesmitteln umgesetzt. Zur Wismut GmbH gehörte das 2002 gegründete Tochterunternehmen Wisutec GmbH (Wismut Umwelttechnik GmbH), das für die Vermarktung von Sanierungstechnologien verantwortlich war. Am 17. Mai 2010 wurde die Wisutec von der G.E.O.S. Ingenieurgesellschaft mbH übernommen.
Am 1. Juni 2021 verließ der letzte Urantransport – ein Gemisch aus Wasser und Uran-Oxid – das Wismutgelände in Königstein. Damit schied Deutschland aus der Liste uranproduzierender Staaten aus. In den vergangenen 31 Jahren waren rund 3350 Tonnen Uran bei der Sanierung in Sachsen und Thüringen angefallen. Das Uran wurde seit 1997 an die US-Firma Nuclear Fuels verkauft, die es in Tschechien verarbeiten und anreichern ließ, um es in Kernkraftwerken zu verwenden. Für die Beseitigung und Rekultivierung der Wismut-Uran-Förderung hat der Bund 6,8 Milliarden Euro bereitgestellt.
Im Archivbestand des Unternehmens befindet sich auch die Kunstsammlung der Wismut, mit über 4200 Werken von 450 Künstlern die umfangreichste derartige Sammlung eines Unternehmens der DDR. 2025 findet dazu in Zwickau die Ausstellung Sonnensucher! Kunst und Bergbau der Wismut statt.

## Geschäftsführung

### Generaldirektoren der SDAG Wismut
- 1947–1951: Michail Mitrofanowitsch Malzew (1904–1982)
- 1951–1957: Walentin Nikanorowitsch Bogatow (1909–1980)
- 1957–1961: Wassili Alexejewitsch Sobko (1911–2004)
- 1961–1986: Semjon Nikolajewitsch Woloschtschuk (1911–2004)
- 1986–1990: Horst Bellmann
- 1990–1991: Horst Richter (1938–)

## Entwicklung der Betriebsstätten

### Schneeberg/Schlema/Alberoda

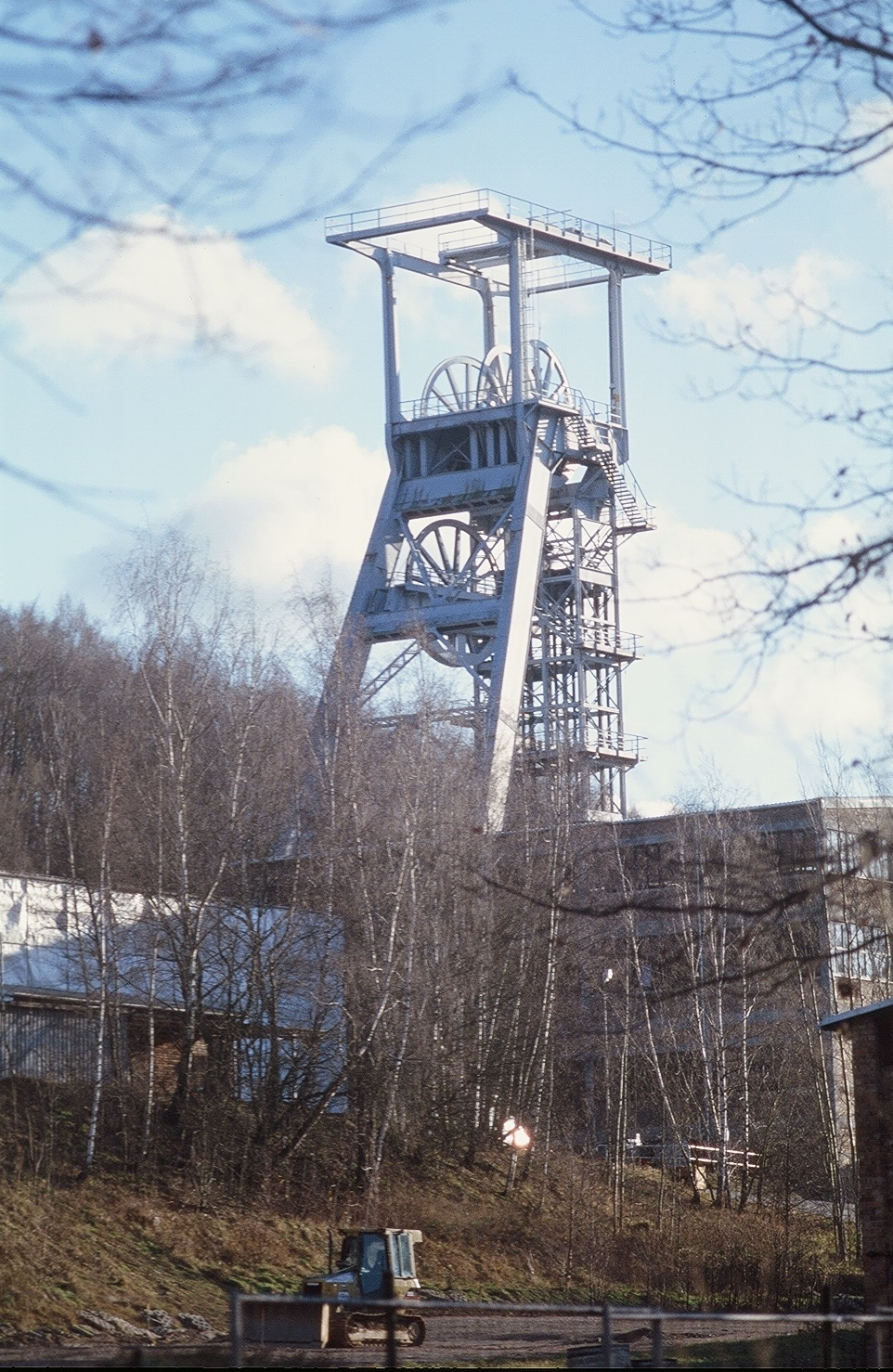
Schacht 371 in Hartenstein, ehemaliger Hauptschacht auf der Lagerstätte Niederschlema-Alberoda

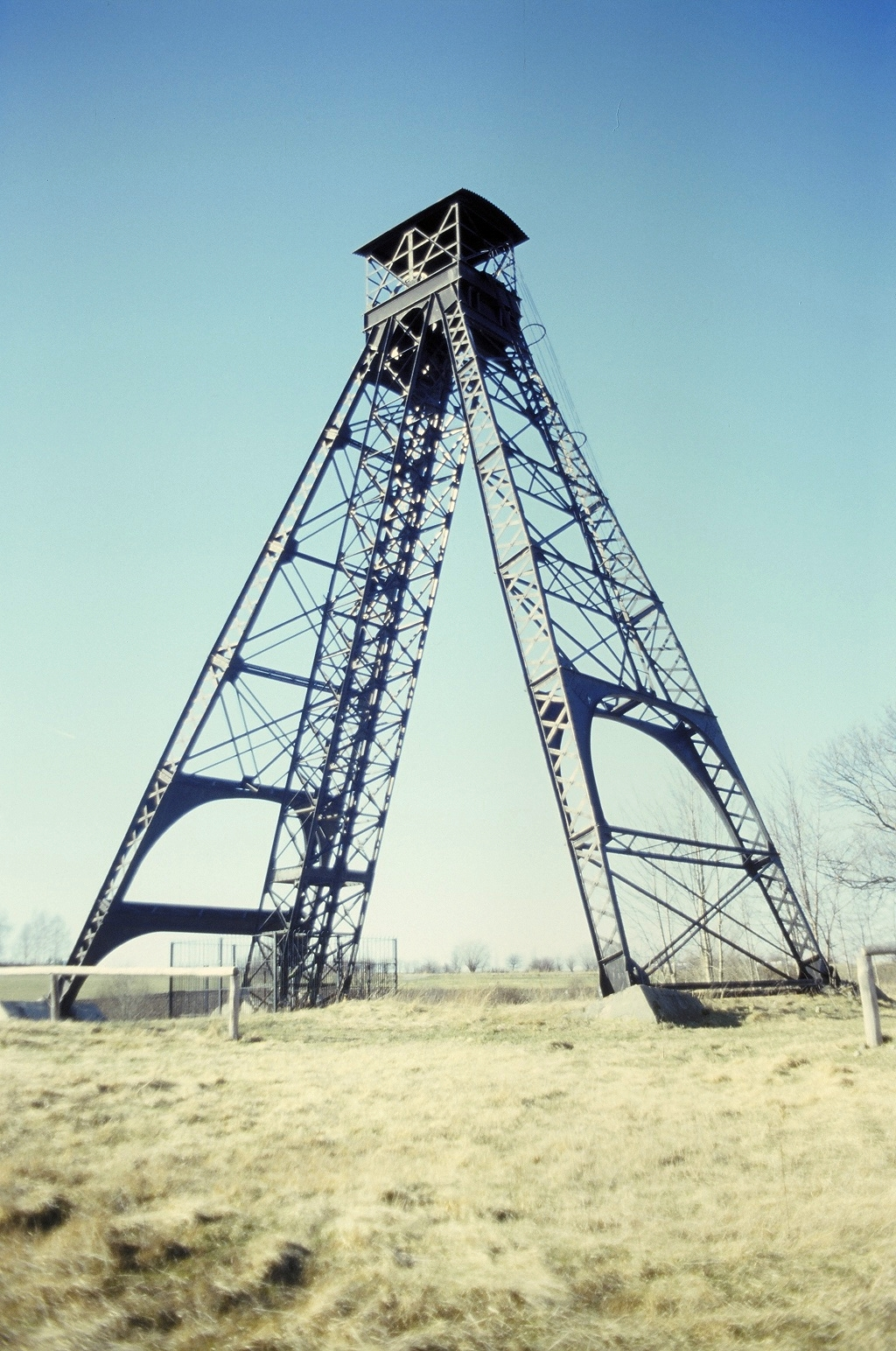
Durch die Wismut AG genutzter Türkschacht mit seinem Stahlfördergerüst aus dem 19. Jahrhundert in Zschorlau bei Schneeberg

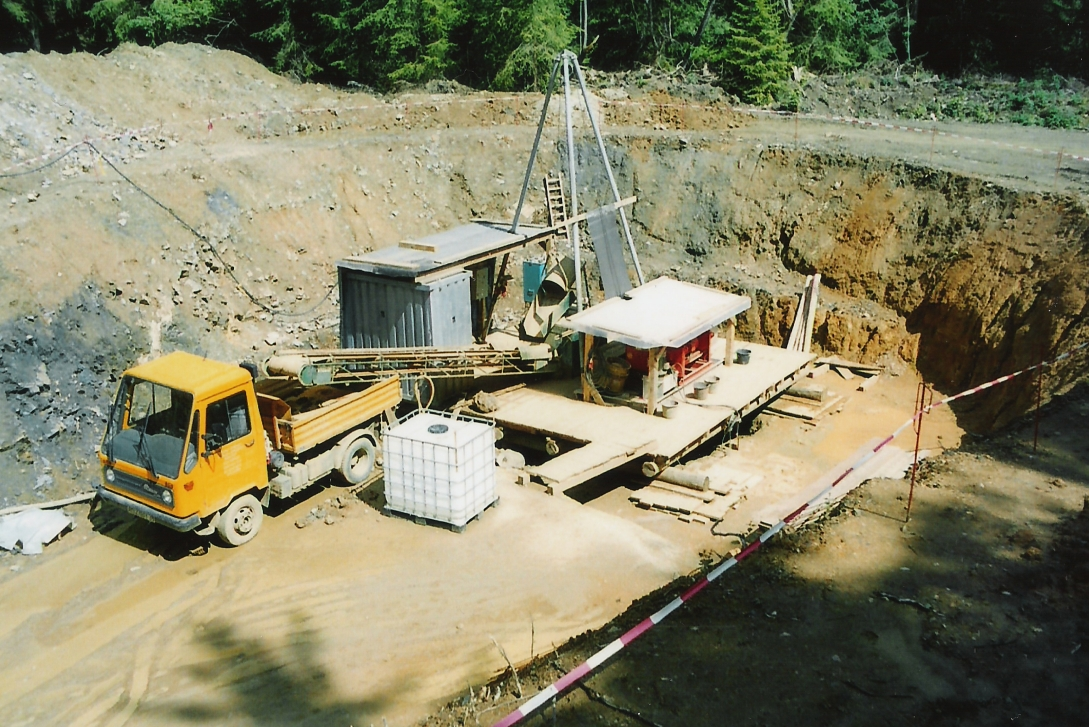
Sanierungsarbeiten am Schacht 26 (Waldschacht) nahe dem Filzteich in Schneeberg

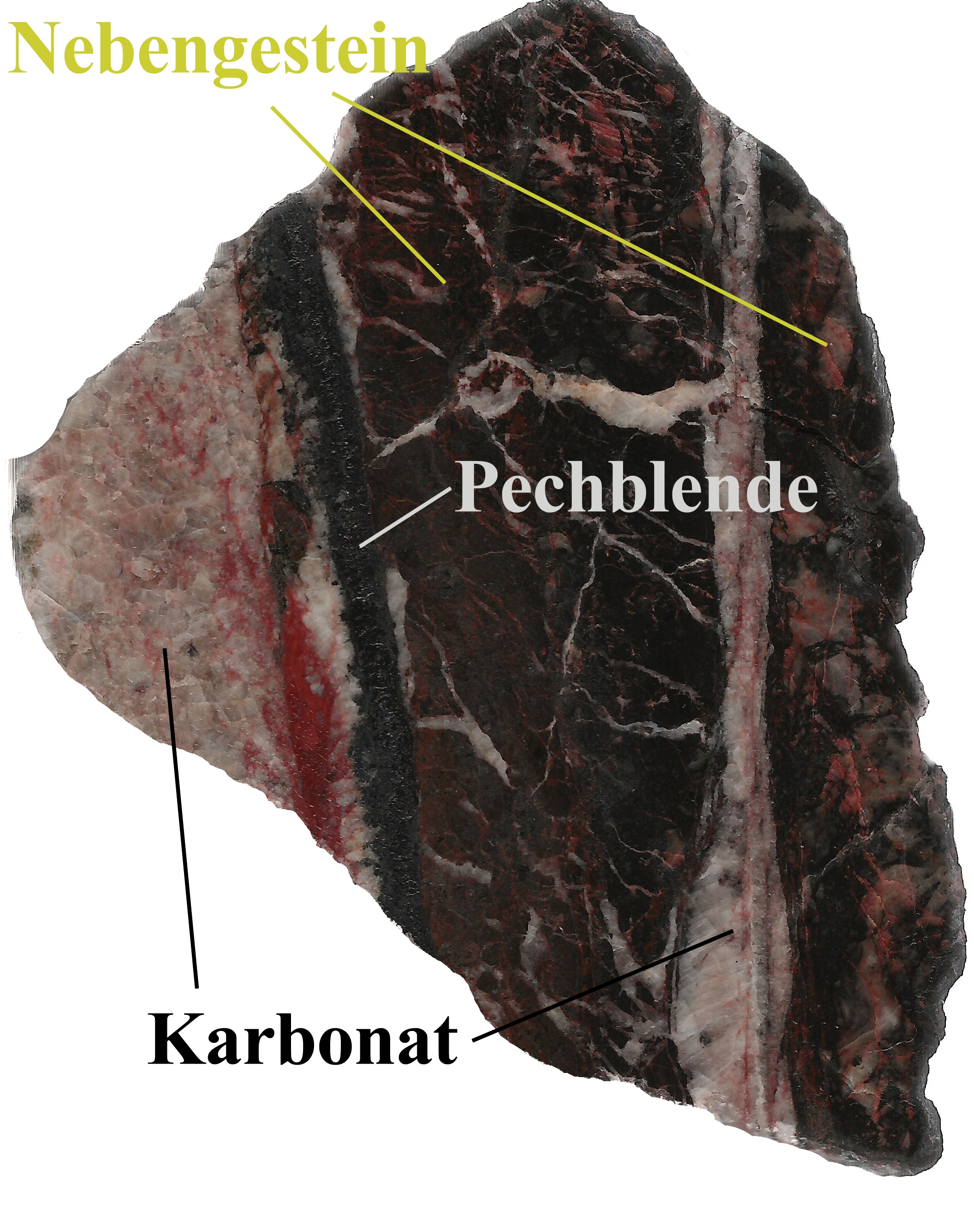
Uranerz aus Niederschlema-Alberoda

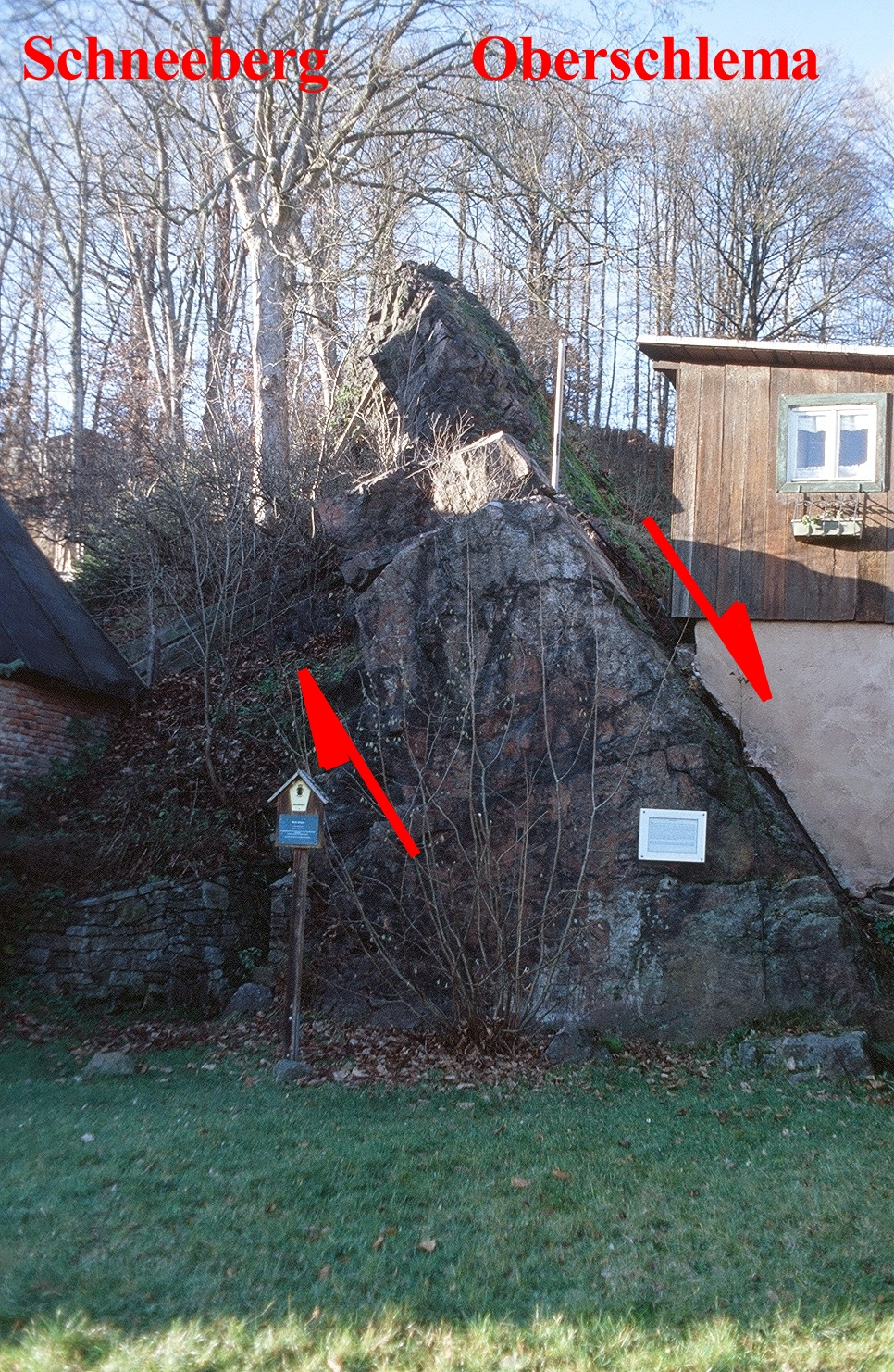
Roter Kamm in Bad Schlema, die geologische Grenze zwischen den Lagerstättenteilen Schneeberg und Oberschlema

Die hydrothermale Ganglagerstätte im Westerzgebirge setzt sich aus den drei Teillagerstätten Schneeberg, Oberschlema und Niederschlema-Alberoda zusammen. Die Lagerstätte mit ihren Bergbauanlagen erstreckt sich über Teile der Städte und Gemeinden Schneeberg, Zschorlau, Lindenau, Bad Schlema, Aue mit dem Ortsteil Alberoda, Lößnitz und Hartenstein.
Der Bergbau in Schlema und Schneeberg begann bereits im 14. Jahrhundert. Zuerst wurden Kupfer und Eisen gewonnen; mit der Entdeckung von reichen Silbervererzungen unter dem Schneeberg entwickelte sich das Gebiet zu einer bedeutenden Bergbauregion in Sachsen. Mit dem Nachlassen der Silberproduktion folgte Bergbau auf Kobalt, Wismut und Nickel. Als Besonderheit ist der Abbau von Kaolin in der Weißerdenzeche St. Andreas in Aue zu nennen, die lange Zeit die einzige Rohstoffquelle für das Meißener Porzellan war. In Hartenstein, unweit des späteren Hauptschachts 371 der Wismut, fand auch der einzige Bergbau auf Quecksilber in Sachsen statt.
Das Antreffen starker radioaktiver Wässer auf dem Marx-Semler-Stolln unter Oberschlema führte zur Gründung des gleichnamigen Radiumbades. Nach dem Zweiten Weltkrieg war dieser Stolln Ausgangspunkt für die Uranerkundung, die zur Gründung des Wismut Objekt 02 (Oberschlema) und des Wismut Objekt 03 (Schneeberg) führte. Im Zuge der Urangewinnung in Oberschlema wurde 1949 die Teillagerstätte Niederschlema-Alberoda (Wismut Objekt 09, 1967 in Bergbaubetrieb Aue umbenannt) entdeckt und aufgefahren. In Schneeberg endete der Uranbergbau 1957 mit einer Gewinnung von etwa 209 t Uran; die Gewinnungsarbeiten in Oberschlema wurden 1961 eingestellt, die Urangewinnung lag hier bei 7098 t. Der intensive oberflächennahe Abbau führte zur fast vollständigen Zerstörung von Oberschlema. Uranbergbau im Lagerstättenteil Niederschlema-Alberoda wurde bis 1990 betrieben, mit einer Gewinnung von etwa 73.105 t Uran. Die 1990 ausgewiesenen Restressourcen liegen bei etwa 2000 t Uran mit weiteren 4000 t vermuteter Uranressourcen in den Randbereichen (Bernsbach) der Lagerstätte. Als Nebenprodukte wurden in geringem Umfang auch Blei, Nickel, Kupfer, Kobalt, Wismut, Selen und Silber gewonnen. Durch den Bergbaubetrieb Aue wurde auch die Komplexlagerstätte Pöhla erkundet und mit dem Abbau begonnen.
Die Gesellschaft nutzte zuerst vorhandene Bergwerksanlagen in Schneeberg und Oberschlema wie die Gruben „Weißer Hirsch“, Türkschacht oder den „Marx-Semler-Stolln“. Die Teufen-Angaben der Lagerstätte Schlema-Alberoda beziehen sich auf den Letzteren, er ist die 0-m-Sohle. Durch die günstigen Uranfunde wurden in schneller Anzahl auch neue Schächte geteuft, die die wismuttypischen Nummern bekamen. Die Schächte der Anfangszeit hatten einen Holzförderturm und waren von hohen Holzzäunen umgeben. Neben vielen kleinen Schächten gab es aber auch in der Anfangszeit große Schächte mit zum Teil beachtlichen Kapazitäten. Die Schachtröhren hatten einen rechteckigen Querschnitt und waren mit Holz ausgebaut. Nach der primitiven Anfangszeit ging man in der Mitte der 1950er Jahre zu modernerer Technologie über. Die vielen Schächte wurden durch wenige moderne, leistungsfähige Anlagen abgelöst. In dieser Übergangsphase kam es am 16. Juli 1955 zu einem Grubenbrand auf der −480-m-Sohle im Füllortbereich des Blindschachts 208bis. Dabei fanden 33 Bergleute und Rettungskräfte den Tod. Das Unglück legte viele technische und organisatorische Defizite der SDAG Wismut in jener Zeit offen. Während der Modernisierung wurden alte Anlagen wie der Schacht 38 komplett überarbeitet (Erweiterung der Schachtröhre, neues Fördergerüst und neue Förderanlagen, Werkstätten, Sozialgebäude) oder neue Schächte geteuft. Der Schacht 366 in Aue-Alberoda wurde der erste Schacht mit runder, ausgemauerter Schachtröhre. Er war an die -540-m-Hauptfördersohle angeschlossen. Zweite neue Hauptanlage wurde der Schacht 371, der sich auf der Flur von Hartenstein befindet. Der Schacht war an die 540- und die 990-m-Sohle angeschlossen und ging 1959 in Betrieb. Mitte der 1960er Jahre verfügte der Bergbaubetrieb Aue über drei moderne Hauptschächte (38, 366 und 371) sowie mehrere leistungsfähige Wetterschächte. Zu dieser Zeit produzierte man bis zu 4000 t Uran pro Jahr. Ab den 1970er Jahren wurde die Förderung auf den Schacht 371 konzentriert, und die anderen Schächte wurden nur noch zur Materialförderung und Seilfahrt genutzt. Am Schacht 371 befand sich eine radiometrische Aufbereitungsfabrik, die das Erz vorsortierte, bevor es nach Crossen transportiert wurde. Mehrere Blindschächte erschlossen die tieferen Teile der Lagerstätte. Als letzte und tiefste wurde 1988 die 1800-m-Sohle vorgerichtet. Allerdings wurde der größte Teil des Urans aus weniger als 1200 m Teufe gefördert. Insgesamt gab es 48 Gewinnungssohlen im Abstand von 30 bzw. 45 m. Der Bergbaubetrieb hatte einen sehr hohen Bedarf an Energie, da zum einen hohe Mengen Grubenwasser ständig gehoben und zum anderen die Frischwetter gekühlt werden mussten, um das Arbeiten auf den tiefen Sohlen zu ermöglichen.
Für den Abbau des Erzes wurde das altbewährte, aber arbeitsintensive Firstenstoßbau-Verfahren eingesetzt. Dabei werden im Streichen eines Erzganges Strecken aufgefahren und über Überhauen (kleinere vertikale Grubenbaue) zwischen zwei Sohlen verbunden. Dann wird der Gang zwischen zwei Überhauen mit Bohr- und Sprengtechnik von unten nach oben bis zur nächsten Sohle abgebaut. Der Hohlraum wird während des Abbaus mit taubem Gestein verfüllt, so dass die Bergleute beim Abbau auf dem Versatz stehen. Diese Abbautechnik lässt nur eine begrenzte Mechanisierung zu, so dass die Bergleute handgeführte Bohrhämmer verwenden mussten und keine Bohrwagen wie im Streckenvortrieb einsetzen konnten. Die horizontale Förderung des Bergwerkes erfolgte gleisgebunden. Abgeworfene Strecken und Abbaue wurden abgedämmt, um den Eintrag von Radon zu minimieren. Die Gesamtlänge der horizontalen Grubenbaue in der Lagerstätte Niederschlema-Alberoda beläuft sich auf rund 4200 km, wovon Ende 1990 noch 176,3 km zugänglich waren.
Die Produktion erreichte Mitte der 1960er Jahre über 4000 t Uran pro Jahr, im letzten kompletten Betriebsjahr 1989 lag sie nur noch bei rund 585 t Uran. Hochwertiges Stufenerz machte einen hohen Anteil am Gesamturanvorkommen der Lagerstätte aus und wurde bis in die 1980er Jahre getrennt ausgehalten und direkt in die UdSSR verschickt. Ärmere Uranerze wurden anfangs im umfunktionierten Blaufarbenwerk Oberschlema aufbereitet. Ab Mitte der 1950er Jahre wurde es in die große Aufbereitungsanlage Crossen bei Zwickau gebracht. Das in Crossen produzierte Urankonzentrat (Yellow Cake) hatte einen Urangehalt von etwa 70 %. Auch wurde Erz in den letzten Betriebsjahren in Seelingstädt aufbereitet. Teilweise wurde das reichere Erz aus Niederschlema-Alberoda mit ärmeren Erzen aus Ronneburg gemischt und gemeinsam aufbereitet.
Geologisch befindet sich die Lagerstätte Schneeberg-Schlema-Alberoda im äußeren Kontakthof des Eibenstocker Granitmassives, das ein Alter von etwa 300 Millionen Jahren hat. Die Lagerstätte befindet sich auf der Gera-Jachymov-Störungszone. Das zentrale Element der Störungszone ist der Rote Kamm, eine mit Quarz und Hämatit mineralisierte Störung, die die Grenze zwischen den Teillagerstätten Schneeberg und Oberschlema markiert. Der vertikale Versatz zwischen beiden Lagerstätten beträgt 400–500 m. Der Rote Kamm ist in Oberschlema in einem hervorragenden geologischen Aufschluss sichtbar, der zu den Geotopen Sachsens gehört. Die uranführenden Gänge verlaufen in etwa parallel zum Streichen des Roten Kammes. Die drei Teillagerstätten beinhalten insgesamt etwa 2000 mineralisierte Gänge. Der Abstand zwischen den einzelnen Gängen lag in Oberschlema teilweise unter 10 m. Die Gangmächtigkeiten lagen in der Regel zwischen 0,1 m und 1 m, konnten aber in einigen Bereichen über 10 m erreichen. Das Uran wurde hauptsächlich aus drei verschiedenen Gangtypen gewonnen. Die etwa 280 bis 270 Millionen Jahre alten Uran-Quarz-Calcit-Gänge waren die primäre Uranvererzung und bildeten sich in der Spätphase der variszischen Orogenese. Sie haben in Oberschlema ihre höchste Verbreitung. Diese Gänge wurden später teilweise von der Magnesium-Uranformation mit Dolomit als Hauptgangart (Magnesium-Calciumcarbonat) überprägt. Sie lieferten das meiste Uran der Teillagerstätte Niederschlema-Alberoda. Als letzte Vererzungsetappe folgte die BiCoNi-Formation, die in Schneeberg große Bedeutung hatte. Dies sind Quarz-Karbonatgänge, die Wismut, Kobalt, Nickel, Silber und teilweise Uran führen. Das Uran ist allerdings nur aus den älteren Vererzungen umgelagert. Haupturanmineral ist die Pechblende (kollomorpher Uraninit). Coffinit (Uransilikat) machte weniger als 5 % der Uranvererzung aus.
Die Lagerstätte Schneeberg ist für ihre Vielzahl von sekundären Uranmineralen bekannt, darunter viele Erstbeschreibungen. Berühmt geworden ist ein Erzanbruch auf dem Erzgang „Walpurgis Flacher“ der Grube „Weißer Hirsch“ im Jahr 1871, der fünf neue Uranminerale lieferte (Walpurgin, Trögerit, Zeunerit, Uranospinit, Uranosphärit). Es gibt eine Vielzahl von weiteren Erzgangtypen mit Altern zwischen 300 Mio. und 5 Mio. Jahren, die für die Urangewinnung jedoch keine wesentliche Rolle spielten.
Nebengesteine der Erzgänge sind teilweise kohlenstoffreiche und kontaktmetamorphe Schiefer, Amphibolite, und Skarne. Diese meta-sedimentären und meta-vulkanischen Gesteine aus dem Silur und Ordovizium gehören der Lößnitz-Zwönitzer-Zwischenmulde an und werden von Phylliten eingerahmt. Die Erzgänge setzen sich in die Phyllite fort, sind dort aber kaum mineralisiert. Ebenso können Gangstrukturen in das unterlagernde Granit verfolgt werden, sie beinhalten im Granit aber kaum noch Uran. Allerdings ist der Granit eine potentielle Quelle für das Uran in den Gängen, ebenso wie die kohlenstoffreichen Schiefer. Weiterhin kommen magmatische Ganggesteine in Form von Kersantiten vor.
Mit einer Gesamtproduktion von über 80.000 t Uran ist die Lagerstätte Schneeberg-Schlema-Alberoda die größte ihrer Art weltweit. Der Uranbergbau in Niederschlema hält auch den Teufenrekord für Europa mit der tiefsten Sohle auf nahezu 2000 m unter Tage. Die Gesteinstemperaturen auf dieser Sohle lagen bei fast 70 °C. Der tiefste Schacht der Lagerstätte hatte eine Teufe von etwa 1400 m (Schacht 382; geflutet aber als Abwetterschacht weiterhin offen).
Nach Einstellung der Urangewinnung wurde aus dem Bergbaubetrieb der Sanierungsbetrieb Aue (heute Niederlassung Aue der Wismut GmbH). Zu den Aufgaben gehört die Verwahrung und Sicherung des untertägigen Grubengebäudes sowie der Tagesschächte, die kontrollierte Flutung des Grubengebäudes inklusive der Behandlung des Grubenwassers vor dessen Einleitung in die Zwickauer Mulde, die Sanierung und Beseitigung der übertägigen Betriebsanlagen und die Sanierung der umfangreichen Haldenflächen. Aus rechtlichen Gründen ist die Wismut GmbH nur für die Sanierung von Objekten zuständig, die nach 1962 noch im Besitz der SDAG Wismut lagen. Daher gehört der Lagerstättenteil Schneeberg nicht mit zu den Sanierungsaufgaben, ebenso die Halde 296 im Lagerstättenteil Niederschlema. Die Niederlassung Aue der Wismut GmbH hat aber in den letzten Jahren auch Aufträge zur Überwachung und Sanierung von Flächen, Halden und Anlagen in Zobes und Johanngeorgenstadt außerhalb ihres Kernauftrags erhalten. Grubengebäude anderer Standorte wie z. B. Schneeberg werden teilweise durch Firmen wie die Bergsicherung Schneeberg verwahrt. Die Halden werden ausgehend von der größten Gefährdung (Nähe zur Wohnbebauung) abgeflacht und teilweise umgelagert und anschließend mit 80 cm tonigem Material und 20 cm Mutterboden abgedeckt. Das gesamte Haldenvolumen beträgt rund 43 Mio. m³. Der heutige Autobahnzubringer Aue-Hartenstein (BAB 72) führt über das Gelände der Halde 366/186. Der Schlammteich im Borbachtal, der anfangs für die Tailings der Uranaufbereitung und später als Absatzbecken für das Grubenwasser genutzt wurde, ist trockengelegt und ebenfalls abgedeckt worden. Für die Sanierung des Schlammteiches musste ein Ersatzbiotop angelegt werden. Oberflächennahe Grubenbaue besonders im Bereich Schlema werden sicher verwahrt und teilweise verfüllt. Dafür werden das Lichtloch 15IIb (Marx-Semler-Stolln) sowie der Schacht 208 in Niederschlema genutzt. Bei der Sanierung der Grubenbaue muss darauf geachtet werden, dass ein Austritt von radonhaltigen Wettern im Bereich der Bebauung in Schlema verhindert wird. Der frühere Frischwetterschacht 382 wurde zum Abwetterschacht umgebaut und soll die Abführung des Radons außerhalb der Ortslage Schlema gewährleisten. Die Flutung des Grubengebäudes wurde schrittweise bis zur 60-m-Sohle durchgeführt (60 m unter dem Niveau des Marx-Semler-Stollns der Zwickauer Mulde). Von dort wird das Grubenwasser abgepumpt und in der Wasserbehandlungsanlage Niederschlema aufbereitet (etwa 800–1000 m³/h). Entfernt werden Uran, Radium und Schwermetalle. Das immer noch über 20 °C warme Grubenwasser wird danach in die Zwickauer Mulde eingeleitet. Eine Kolonie von Kormoranen nutzt wegen des warmen Wassers diesen Standort als Winterquartier. Bis zur Flutung der −540-m-Sohle 1997 war der Schacht 371 für Besucher zugänglich. Die Aufbereitungsrückstände werden gesondert auf der Halde 371 eingebaut. Die nicht mehr genutzten Tagesschächte werden teilweise verfüllt und verplombt und die Tagesanlagen nach und nach abgebrochen bzw. einer anderen Nutzung zugeführt. Die Sanierungskosten am Standort Schlema-Alberoda beliefen sich bis Ende 2015 auf 1.035 Millionen €.
Am Standort des Schachts 371 in Hartenstein befindet sich die Lagerstättensammlung der Wismut, die alle Lagerstätten des Unternehmens mit ihrer Geologie und Mineralogie vorstellt. Die Sammlung kann zu bestimmten Terminen und auf Anfrage besucht werden. Das Lichtloch 15IIb des Marx-Semler-Stollns in Oberschlema ist als Besucherbergwerk zu besichtigen. Zu besonderen Anlässen und auf Anfrage ist auch die Grube „Weißer Hirsch“ in Schneeberg für Besucher geöffnet. Das ehemalige Kulturhaus „Aktivist“ in Schlema ist Heimat des Uranerzbergbaumuseums. Schlema ist heute wieder Kurort (Bad Schlema) und beherbergt ein neues Radonbad mit Kurviertel im Bereich des ehemaligen Oberschlema. Das radonhaltige Wasser kommt allerdings nicht mehr direkt aus der Lagerstätte, sondern aus extra angelegten Bohrungen im Gleesberg-Granit.

### Gera/Ronneburg

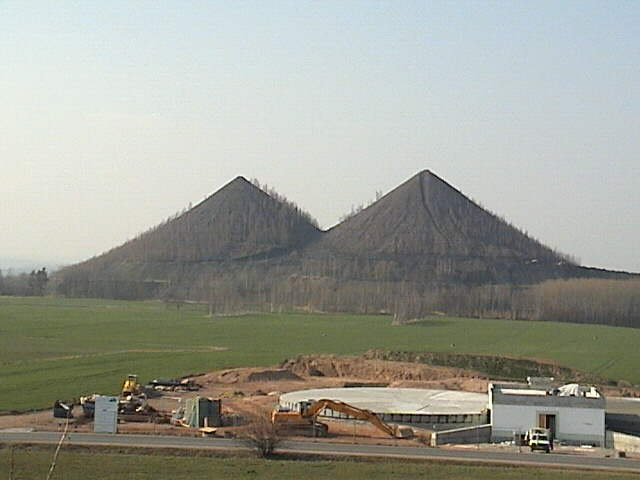
Inzwischen abgetragene Spitzkegelhalden bei Paitzdorf

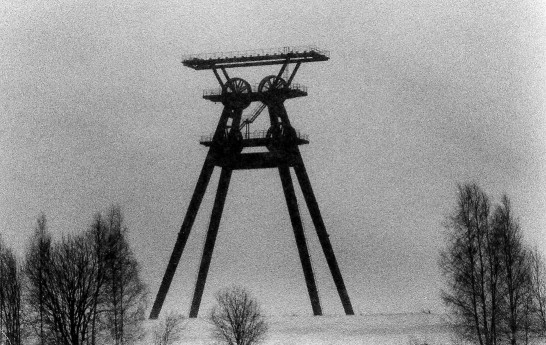
Fördergerüst des ehemaligen Schachts 403 des Bergbaubetriebes Drosen

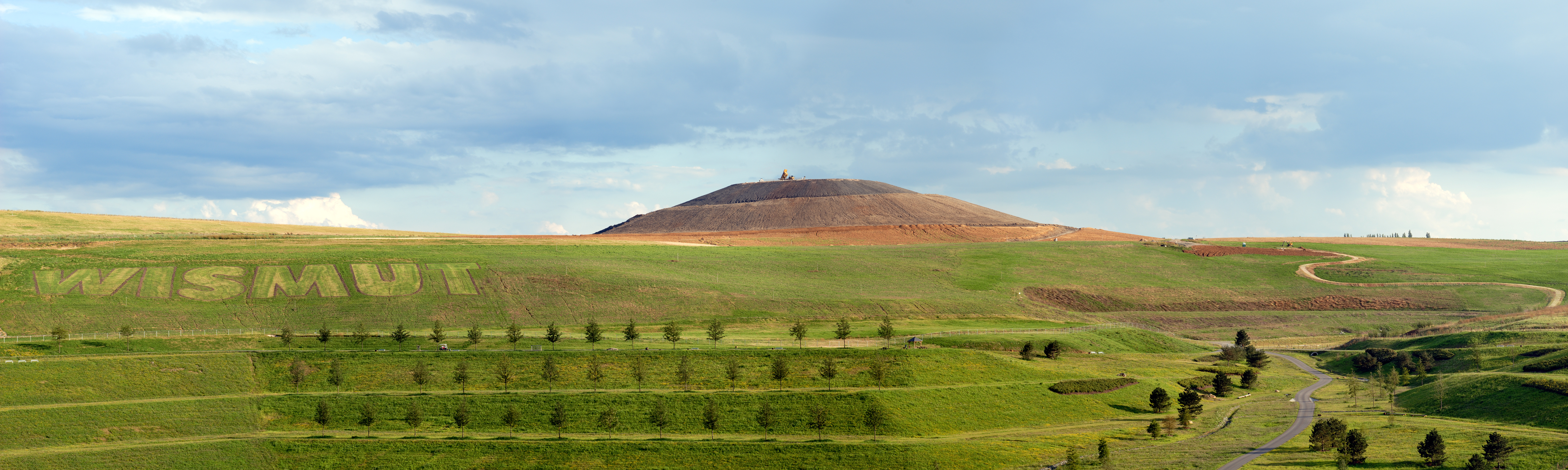
Blick über die „Neue Landschaft Ronneburg“ mit der Schmirchauer Höhe

Das Vorkommen von radioaktiven Quellen bei Ronneburg in Ostthüringen war schon vor dem Zweiten Weltkrieg bekannt, allerdings erreichten sie nie die Berühmtheit oder Stärke der Quellen von Oberschlema oder Jáchymov im Erzgebirge. 1949 begann die Wismut mit der Uranerkundung im Gebiet von Ronneburg. Die Suche führte zum Auffinden und Abbau der größten Uranressource Europas mit einem Inhalt von etwa 200.000 t Uran. Abgebaut wurden davon bis 1990 etwa 113.000 t (Ressourcenlöschung). Die Wismut wies zum 1. Januar 1991 eine gesamte Restressource von 87.243,3 t für das Erzfeld Ronneburg aus.
Die Lagerstätte liegt auf der Gera-Jáchymov-Störungszone, an die auch die Uranlagerstätten Přibram, Sokolov, Jáchymov (alle Tschechische Republik), Pöhla-Tellerhäuser, Johanngeorgenstadt, Schneeberg-Schlema-Alberoda und Hauptmannsgrün-Neumark gebunden sind. Im Gegensatz zu den genannten Lagerstätten (außer Hauptmannsgrün-Neumark) handelt es sich beim Erzfeld Ronneburg allerdings nicht um eine Ganglagerstätte, sondern um eine hydrothermal überprägte Schwarzschieferlagerstätte mit einer Uranmineralisation in paläozoischen kohlenstoffreichen Schiefern und Diabasen des Ordoviziums und Silurs. Die Lagerstätte besteht aus unzähligen, unregelmäßig geformten Erzkörpern unterschiedlichster Größe, jeder davon enthält durchschnittlich 70 t Uran. In den Körpern wird die Vererzung durch Klüfte und Störungen kontrolliert und ist stark absetzig, das heißt, die Uranverteilung ist sehr ungleichmäßig. Das Fördererz enthielt im Durchschnitt 0,07 % – 0,1 % Uran.
Bis 1970 war das Objekt 90 (ab 1967 Bergbaubetrieb Gera) für die Lagerstätte verantwortlich. In diesem Jahr wurde der Bergbaubetrieb (BB) in die Bergbaubetriebe Reust, Schmirchau und Paitzdorf aufgespalten, 1974 und 1980 kamen noch die Bergbaubetriebe Beerwalde und Drosen hinzu.
Folgende Betriebe waren auf der Lagerstätte tätig (Angabe der Gesamtbetriebszeit der Bergwerke):
- Tagebau Ronneburg (1950 bis 1953)
- Schacht Lichtenberg (1950 bis 1962, danach zum BB Reust gehörig)
- BB Reust (1957 bis 1988, danach zum BB Schmirchau gehörig)
- BB Schmirchau (1950 bis 1990, danach Sanierungsbetrieb Ronneburg)
- Brandschutzzeche (1962 bis 1969, danach zum BB Reust gehörig)
- Tagebau (BB) Lichtenberg (1958 bis 1976)
- BB Paitzdorf (1954 bis 1990, danach Sanierungsbetrieb Ronneburg)
- Tagebau Stolzenberg (1954 bis 1957)
- BB Beerwalde (Teufe 1967, selbstständig ab 1974, ab 1991 zu Sanierungsbetrieb Drosen; enthält Feldesteil Korbußen)
- Schachtbaubetrieb (1977 bis 1980; aus BB Lichtenberg)
- BB Drosen (Teufe ab 1974; selbstständig ab 1980, ab 1991 Sanierungsbetrieb Drosen)

Die Bergbaubetriebe Beerwalde und Drosen befanden sich nördlich der Bundesautobahn 4, alle anderen lagen südlich. Die einzelnen Betriebe wurden 1993 zum Sanierungsbetrieb Ronneburg mit Sitz in Paitzdorf zusammengeschlossen. Insgesamt wurden 3 Tagebaue betrieben und 63 Schächte und Blindschächte geteuft. Die Lagerstätte fiel von Süd nach Nord ein, der tiefste Bergbau fand in Drosen mit einer Teufe von rund 900 m statt. Große Probleme bereiteten in den 1950er und 1960er Jahren endogene Brände, die durch den Kohlenstoff- und Markasitgehalt in Kombination mit ungeeigneten Abbauverfahren ausgelöst wurden. Teilweise musste die Förderung auf einzelnen Sohlen und Abbaublöcken eingestellt werden, und die Brandschutzzeche wurde gegründet. Aus Erfahrungsmangel wurde in der Ronneburger Lagerstätte am Anfang eine große Vielzahl verschiedener Abbaumethoden angewendet. Vor allem Bruchbauverfahren waren dabei Ursache der endogenen Brände. Mit Einführung des Teilsohlenbaus mit Versatz hatte man ein produktives und sicheres Abbauverfahren für die Lagerstätte gefunden. In geringem Umfang setzte die Wismut auch Untertage- und Haufenlaugung in Ronneburg zur Urangewinnung ein. Die Wismut betrieb in Wolfersdorf und Kayna Sandgruben zur Gewinnung von Versatz für die Abbauhohlräume der Bergbaubetriebe.
Die Aufbereitung der Erze fand zum größten Teil in der Aufbereitungsanlage Seelingstädt 10 km südlich von Ronneburg statt. Die Erze wurden sowohl soda-alkalisch als auch sauer aufbereitet. Die Technik hing von der geochemischen Zusammensetzung (karbonat- oder silikatreich) des Erzes ab. Die Aufbereitungsanlage Seelingstädt befand sich am Ort der Uranlagerstätte Culmitzsch, die von 1951 bis 1967 abgebaut wurde. Diese Lagerstätte hing aber geologisch nicht mit dem Ronneburger Erzfeld zusammen.
Die Wismut stellte einen wesentlichen Wirtschaftsfaktor in der Region Gera dar und trug erheblich zum Wachstum der Stadt bei; so wurde zum Beispiel das Neubaugebiet Bieblach ausdrücklich als Bergarbeitersiedlung angelegt.
Nach der Einstellung der Bergbautätigkeit im Jahre 1990 begann auch hier die Sanierung. Dabei konzentrierte sich die Wismut GmbH in den ersten fünf Jahren auf die Stilllegung und Verwahrung der rund 1000 km Grubenbaue im untertägigen Betrieb. 1997 wurde mit der Flutung der Gruben begonnen. Über Tage nahm die WISMUT GmbH 1991 die Haldensanierung in Angriff. Der Schwerpunkt lag auf der Verwahrung des Tagebaus Lichtenberg durch Umlagerung der Halden. Hier rollte die größte Kipperflotte Europas und versetzte im wahrsten Sinne des Wortes Berge. Bereits 1995 verschwand so die Gessenhalde im Tagebau Lichtenberg. Diese Halde hatte einen besonders hohen Gehalt an Sulfiden und stellte damit eine potentielle Quelle für saure Lösungen dar, die die Umwelt in der Umgebung gefährden konnten. Die vier Spitzkegelhalden bei Paitzdorf und Reust, die charakteristische Landmarken waren, wurden in den Jahren 2004 bis 2006 abgetragen. Die Sanierungskosten am Standort Ronneburg beliefen sich bis Ende 2015 auf 2.220 Millionen €.
Zur Expo 2000 war die Wismut-Sanierung ein Begleitprojekt („Revitalisierung der Uranerzbergbaufolgelandschaft Ostthüringen“). An der Stelle des aufgefüllten Tagebaues Lichtenberg entstand die Neue Landschaft Ronneburg, die Ausstellungsfläche der Bundesgartenschau 2007 war. Ein BUGA-Begleitprojekt mit Bezug auf den Bergbau der Wismut war zudem die Resurrektion Aurora in Löbichau.
Der Uranerzbergbau bei Ronneburg stellte insofern einen Sonderfall dar, als dass die Wismut hier anders als im Erzgebirge und in der Sächsischen Schweiz auf keinerlei historisch gewachsene Bergbautradition zurückgreifen konnte.

### Lagerstätte Königstein

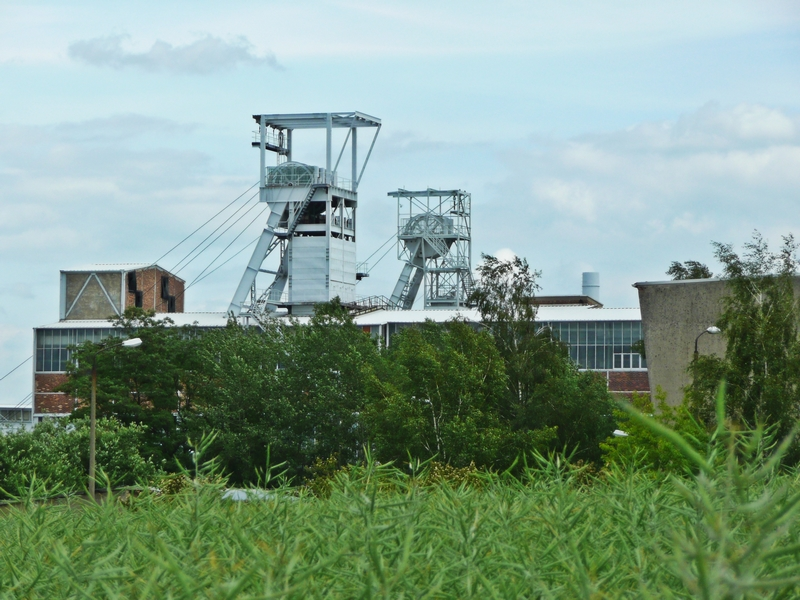
Schacht 390 und 388 (v.v.n.h.)

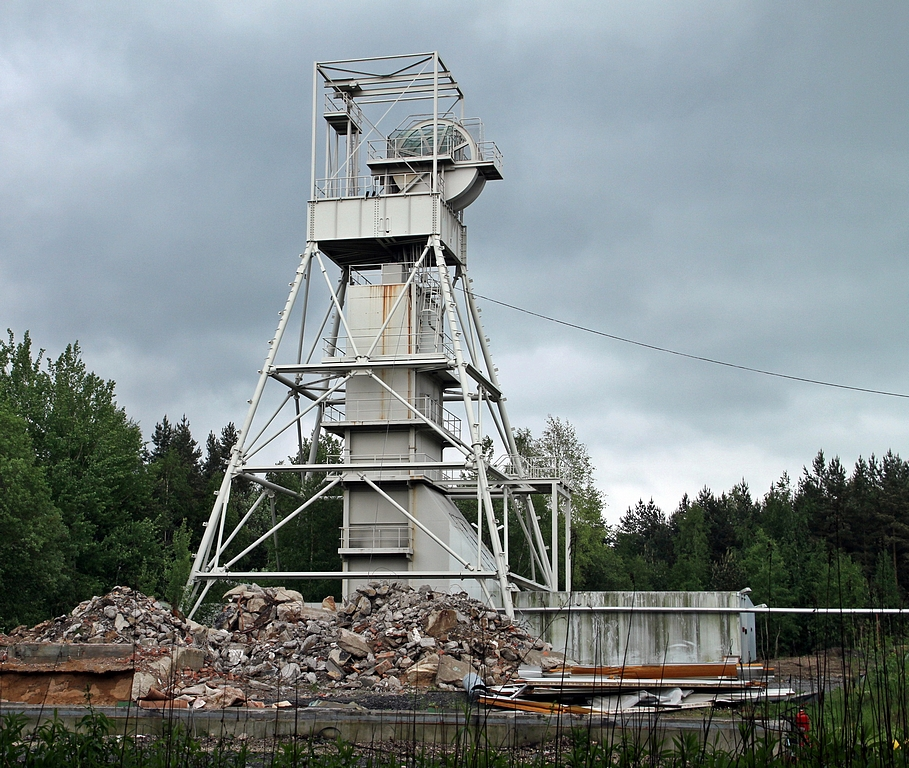
Schacht 398 (Abteuffördergerüst) vor der Demontage

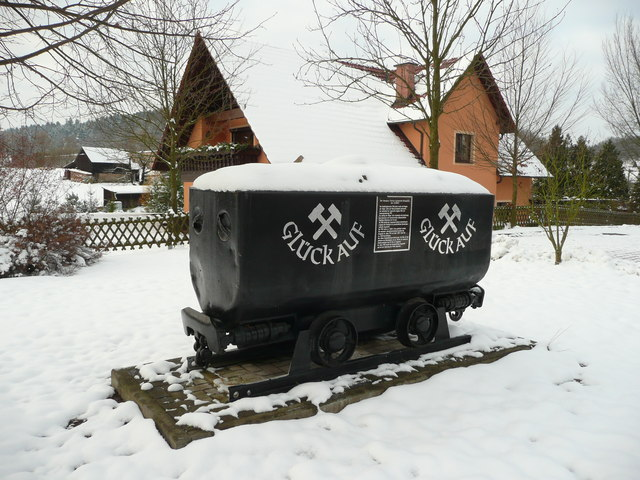
Leupoldishain: Hunt zur Erinnerung an den Uranbergbau der Wismut NL Königstein

Im Raum um Königstein und Rosenthal begannen 1961 geologische Erkundungen, die 1963 nahe Leupoldishain zum Bergbau einer abbauwürdigen Lagerstätte führten. Diese gehörte zum Typ der Sandstein-Lagerstätten. Die Uranvererzungen sind im Wesentlichen an cenomane Sedimente gebunden und als flach lagernder Erzkörper ausgebildet. Insgesamt wurde auf einer Fläche von 25 km² ein Vorrat von 30.000 t Uran erkundet. Die 1967 begonnene Förderung erschloss zwischen den Ortschaften Struppen, Königstein, Hütten, Bielatal und Langenhennersdorf ein 7,1 km² großes Grubenfeld. Aus diesem wurden bis 1990 18.006 t Uran gewonnen, darunter 12.251 t durch konventionellen Abbau und 5.755 t mittels Untertage- und Haufenlaugung sowie der Schachtwasserreinigung. Die Förderhöhepunkte waren die Jahre 1971–1978 mit jährlichen Förderleistungen von 1000 bis 1200 t. In den 1980er Jahren ging der Abbau auf ca. 450 t pro Jahr zurück. Dennoch war der Bergbaubetrieb Königstein der am kostengünstigsten arbeitende Betrieb der SDAG Wismut in dieser Zeit.
Im Zuge der Sanierung fielen seit 1990 noch Uran-Restmengen als Nebenprodukt der Grubenwasserreinigung an, die verkauft wurden. 2008 waren dies 77 t. 2011 wurden ca. 51,2 t Uran, 2012 weitere 50,3 t Uran und 2013/2014 weitere 62,4 t Uran, an die tschechische Firma Diamo s.p. zur weiteren Aufbereitung verkauft. 2016 wurden 44 Tonnen gewonnenes Uran für einen Preis von ca. 750.000 Euro an ein amerikanisches Unternehmen verkauft. Im Juni 2021 lieferte der Standort letztmals Urankonzentrat an die amerikanische Nuclear Fuels Corporation. Die Einstellung dieser Lieferungen bedeutete gleichzeitig den Ausstieg Deutschlands aus der Reihe uranproduzierender Staaten. Insgesamt wurden zwischen 1990 und 2021 rund 2.000 Tonnen Uran aus Königstein verkauft.
Die Zahl der Beschäftigten belief sich bis 1990 auf etwa 2200. Damit war das Bergwerk über lange Jahre einer der wichtigsten Arbeitgeber in der Region Sächsische Schweiz. 2005 waren noch etwa 365 Mitarbeiter, Anfang 2012 noch etwa 250 Mitarbeiter in der Sanierung beschäftigt. Bis Mai 2016 reduzierte sich die Zahl auf rund 150 Mitarbeiter.
Einige der Betriebsanlagen des Bergbaubetriebes befinden sich im unmittelbaren Sichtfeld der Festung Königstein an der B 172 nahe Leupoldishain. Hier errichtete die Wismut unter anderem zwei Schächte (390 und 388), Maschinenhäuser, ein Umspannwerk, eine Verdichterstation, Verwaltungsgebäude und Materiallagerplätze. Insgesamt gab es in Königstein fünf Schächte, außer den beiden genannten noch die bereits abgeworfenen und verfüllten Schächte 387, 392 und 398. Die Lagerstätte selbst wurde auf vier Sohlen in 25, 50, 94 und 135 m ü. NN ausgerichtet. Die +25-m-Sohle als tiefste Sohle der Grube liegt am Hauptschacht 390 rund 300 m unter Tage. Wegen der Lage des Bergwerks im bedeutsamen Landschaftsschutzgebiet Elbsandsteingebirge wurde das Aufschütten einer Hochhalde nicht genehmigt, so dass vor allem Schluchten der Umgebung (Schüsselgrund) zur Lagerung der Berge benutzt wurden.
Kompliziert gestaltete sich der Abtransport des gewonnenen Erzes zu den Aufbereitungsbetrieben in Crossen und Seelingstädt. Aufgrund des Höhenunterschiedes von 150 m konnte das Königsteiner Bergwerk nicht direkt an die Elbtalbahn angebunden werden. Verladebahnhof wurde deshalb der Bahnhof Pirna-Rottwerndorf der Gottleubatalbahn. Obwohl aus ökonomischen und ökologischen Gründen ein Untertagetransport favorisiert wurde, errichtete die Wismut aus Zeitgründen eine Seilbahn (Länge 4,4 km; 175 Gondeln à 1 m³). In der Hauptbetriebszeit verließen täglich sieben Züge zu je 13 Waggons den Verladebahnhof.
Seit Mitte der 1970er-Jahre verschlechterten sich die Abbaubedingungen durch den abnehmenden Urangehalt und ungünstiger verlaufende Streichrichtungen der Vererzungen. Deshalb entschloss sich die Wismut, den konventionellen Abbau durch chemische Gewinnungsverfahren zu ersetzen, die schon seit Ende der 1960er Jahre getestet und neben der konventionellen Gewinnung planmäßig eingesetzt wurden. 1984 wurde komplett auf die unkonventionelle Gewinnung umgestellt. Die drei Verfahren waren
- die Laugung von Armerz auf der Schüsselgrundhalde
- die Abtrennung des Urans aus dem Schachtwasser
- Untertagelaugung (als wichtigstes Verfahren).

Die Laugung durch übertägige Bohrung, wie sie bei vielen sandsteingebundenen Uranlagerstätten angewendet wird, wurde erwogen aber nicht angewendet. Bei der Laugung unter Tage wurde der uranführende Sandstein durch Sprengungen blockweise aufgelockert (magaziniert) und mit schwefelsaurer Lösung (4 g H2SO4 pro l Wasser) gelaugt. In den folgenden Jahren wurden etwa 160.000 t Schwefelsäure eingesetzt und etwa 50 Mio. t Gestein mit der Lösung kontaktiert. In Königstein wurde eine uranreiche Lösung als Zwischenprodukt aus der Laugung hergestellt und in Tankwagen per Eisenbahn nach Seelingstädt transportiert, wo man das chemische Endprodukt herstellte. Ab Beginn der 1980er Jahre wurde in Königstein eine aufwändige Ionenaustauschanlage errichtet. Das uranhaltige Auswaschwasser der Anlage wurde in Rezirkulatoren mit Bariumsalzen ausgefällt und der Uranschlamm konnte so abgeschieden werden. Damit entfiel der umständliche Transport mit Kesselwagen nach Seelingstädt. Das Ausspülen der Säurereste in den Sandsteinschichten musste nach der Abbaueinstellung 1990 weitergeführt werden. Die Flutung der einzelnen Grubenbaue konnte erst erfolgen, nachdem das Ausspülen Erfolg zeigte. Zu Beginn der 2000er Jahre wurde über Tage eine umfangreiche Neutralisationsanlage für das übrige saure Grubenwasser in Betrieb genommen. Das Hauptanliegen war, kein saures Grubenwasser oder uranhaltiges Umlaufwasser in Grundwasserschichten gelangen zu lassen.
Die Sanierung in Königstein war besonders zeit- und kostenaufwendig, da für die Außerbetriebnahme chemisch betriebener Urangruben kaum auf nutzbare Erfahrungen zurückgegriffen werden konnte. So wurde die Flutung erst nach umfangreichen Vorbereitungen 2001 schrittweise eingeleitet. Im Laufe des Jahres 2012 wurde die untertägige Sanierung abgeschlossen und der letzte Schacht abgeworfen. Die Flutung der Grube wurde Mitte 2013 durch das Sächsische Oberbergamt gestoppt, da durch die weiter aufsteigenden Grubenwässer die Gefahr der radioaktiven Kontaminierung eines Grundwasserleiters mit Uran und weiteren Schwermetallen über das zulässige Maß hinaus besteht. Seitdem wird der Wasserspiegel künstlich auf einem Niveau von 140 Metern über Normalnull gehalten. Das abgepumpte Grubenwasser wies Anfang 2017 noch einen Urangehalt von 8 Milligramm pro Liter auf, der erlaubte Grenzwert liegt hingegen bei 0,03 Milligramm pro Liter, der natürliche Urangehalt der Elbe sogar nur bei 0,001 Milligramm pro Liter.
Über Tage begann im September 2014 der Rückbau der Tagesanlagen um die Fördertürme der Doppelschachtanlage 388/390, die bis Mitte 2015 demontiert wurden. Anfang 2017 begann der Bau eines neuen Funktionsgebäudes mit Büros, Laboren, Umkleideräumen und einem Techniklager, das im Juni 2018 eingeweiht wurde. Das alte Funktions- und Verwaltungsgebäude soll zukünftig abgerissen werden (Stand 2021). Die Erneuerung der Wasseraufbereitungsanlage erfolgte bis 2020. Die Abdeckung und Begrünung der Schüsselhalde wird voraussichtlich bis 2025 abgeschlossen werden. Insgesamt soll die Kernsanierung und damit die wesentlichen übertägigen Flächensanierungen und Rückbauarbeiten bis 2025 realisiert werden, Umweltüberwachungsarbeiten werden aber laut Sanierungsprogramm auch noch darüber hinaus notwendig sein. Die neu zu errichtende Wasseraufbereitungsanlage ist für eine Betriebsdauer von 30 Jahren konzipiert.
Die Sanierungskosten am Standort Königstein beliefen sich bis Ende 2015 auf 1.070 Millionen €.

### Lagerstätte Culmitzsch

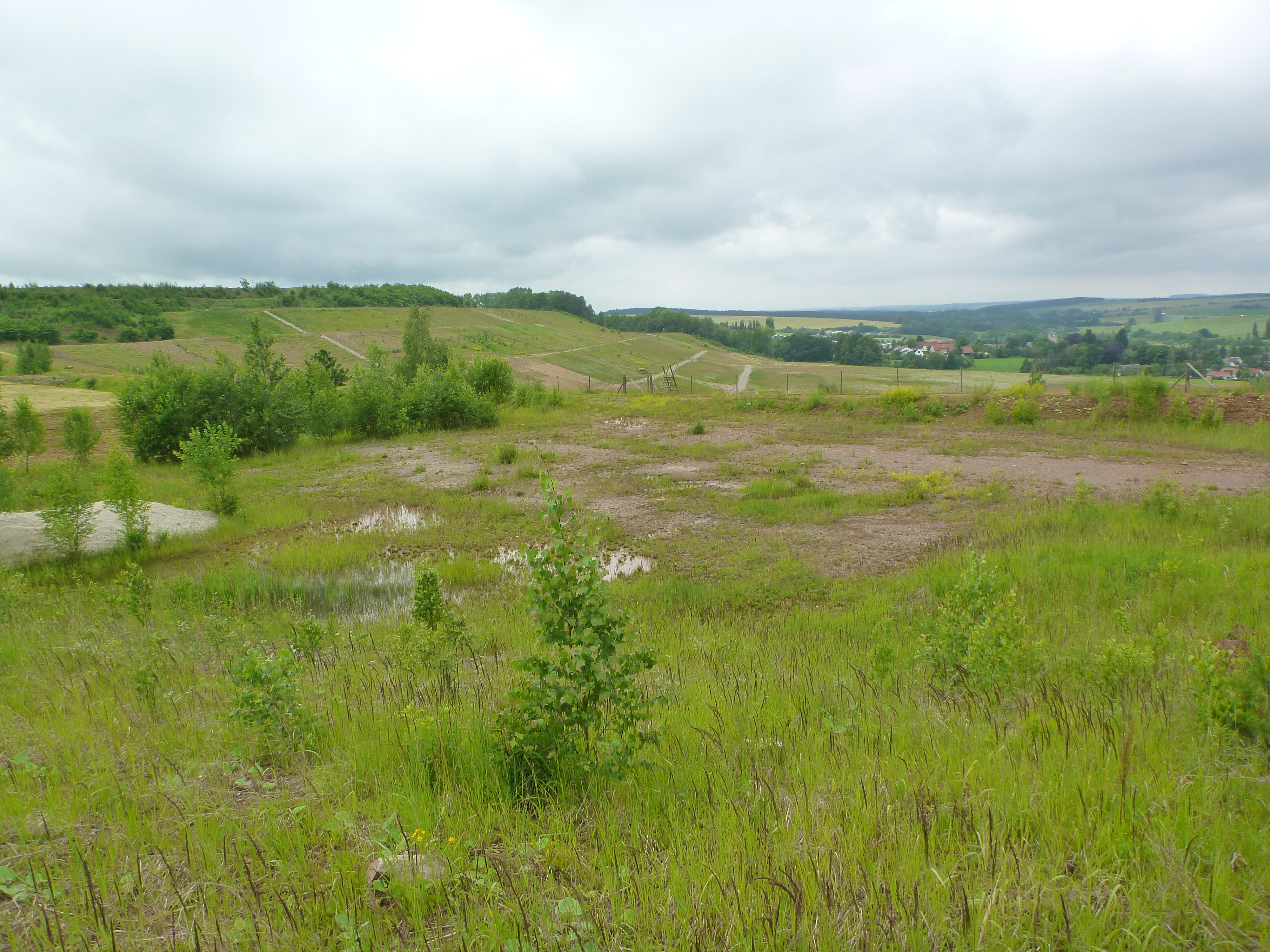
Halden der ehemaligen Lagerstätte, heute industrielle Absetzanlage Culmitzsch. Unten das Dorf Wolfersdorf

Culmitzsch stellt die viertgrößte Uranlagerstätte dar, die durch die Wismut erkundet und abgebaut wurde. Sie liegt 10 km südlich der Stadt Ronneburg im Landkreis Greiz. Sie war dem Objekt 90 mit Sitz in Gera zugeordnet. Die Produktion erfolgte aus drei Teillagerstätten:
- Sorge / Trünzig-Katzendorf (1952 bis 1957; Uranlöschung: 2294,6 t)
- Gauern (1954 bis 1957; Uranlöschung: 427,7 t)
- Culmitzsch (1955 bis 1967; Uranlöschung: 9.216,6 t)

Der durchschnittliche Urangehalt im Fördererz lag zwischen 0,059 % und 0,068 %. Die Teillagerstätten gelten als komplett abgebaut, wobei an den Flanken verbliebene Ressourcen aus wirtschaftlich/bergmännischen Überlegungen abgeschrieben wurden. Hinzu kommt das Erkundungsrevier Gera-Süd im Norden der Lagerstätte, für das am 1. Januar 1991 Ressourcen von 3350 t Uran ausgewiesen wurden. Während der untertägigen Erkundung durch den Bergbaubetrieb Reust wurden 19,4 t der Ressourcen gelöscht. Die bergmännisch nur schwer beherrschbaren geologischen Verhältnisse verhinderten weitere Gewinnungsarbeiten in diesem Lagerstättenteil.
Die Tagebaue Trünzig und Culmitzsch wurden nach Einstellung der Uranförderung als Schlammteiche für die Tailings der Aufbereitungsanlage Seelingstädt verwendet.
Die in zwei Horizonten ausgebildete Vererzung ist an Zechstein-Sedimente gebunden, die aus kohlenstoffreichem Tonstein, Sandstein und Dolomit bestehen. Die Uranmineralisation besteht aus feindispers verteilter Uranschwärze. An der Basis der Lagerstätte tritt ein Konglomerat auf, das teilweise mit Pechblende zementiert ist und mineralisierte Koniferenreste aufweist. Die Zellwände des fossilen Holzes bestehen dabei aus Pechblende, das Zellinnere aus Galenit. In der Oxidationszone der Lagerstätte trat Uranglimmer und im Erkundungsrevier Gera-Süd Coffinit auf. Uranlieferanten für die Mineralisation waren vermutlich uranreiche Verwitterungslösungen, die unter den reduzierenden Bedingungen der kohlenstoffreichen Sedimente Uran abschieden. Neben der oxidischen Uranmineralisation trat auch eine sulfidische, nicht abbauwürdige Vererzung von Zink, Blei, Kupfer, Eisen, Arsen, Kobalt, Nickel und Antimon auf.
Schon während der Uranförderung wurde die Lagerstätte auch als industrielle Absetzanlage genutzt. Feinkörnige Rückstände der Uranerzaufbereitung wurden über Rohrleitungen eingespült und eingelagert. Die Sanierung soll noch viele Jahre andauern. Das Gelände wird nach erfolgreicher Sanierung öffentlich zugänglich sein.

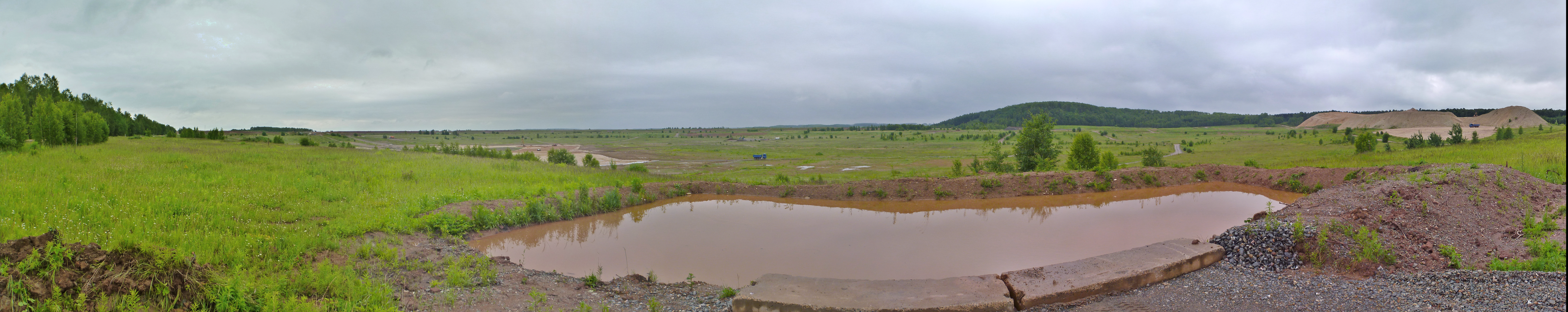
Panorama der industriellen Absetzanlage (IAA) Culmitzsch, Juni 2015

### Lagerstätte Zobes/Bergen
Die Lagerstätte Zobes/Bergen befindet sich im Vogtland nahe der Talsperre Pöhl. Sie besteht aus den bergmännisch miteinander verbundenen, aber geologisch unterschiedlichen Teilen Zobes im Osten und Bergen im Westen.
Die Erkundungsarbeiten durch die Wismut in Zobes begannen 1949. Vorher fand auf der Lagerstätte kein Bergbau statt. Das Grubenfeld umfasste etwa 6 km². Die Förderung wurde 1950 aufgenommen und erreichte 1956 ihren Höchststand mit einer Produktion von 688 t Uran. Eingestellt wurde der Bergbau 1963, nachdem 5030,9 t Uranvorräte gelöscht wurden, entsprechend einer Produktion von rund 4600 t Uran. Bergbau in Bergen wurde von 1949 bis 1959 betrieben mit einer Vorratslöschung von 197,4 t Uran, was einer Produktion von etwa 160 t entspricht. In Zobes wurde bis in eine Teufe von 733 m abgebaut, in Bergen erreichte der Bergbau nur 428 m Teufe. In geringem Umfang wurde auch Kupfererz gewonnen und in die Aufbereitung nach Mansfeld geschickt.
Die Lagerstätte Zobes befindet sich in einer als „Zobeshorizont“ bezeichneten Serie meta-sedimentärer Gesteine. Dies sind paläozoische phyllitische Tonschiefer, phyllitische Schluffschiefer mit Quarziteinschaltungen, Alaun- und Kieselschiefer mit eingelagerten Kalksteinen sowie amphibolitischen Diabasen und Spilitgesteinen. Die Lagerstätte befindet sich im Kontakthof des Bergener Granits, wodurch die Gesteine zusätzlich kontaktmetamorph überprägt sind und sich Skarne gebildet haben. Des Weiteren treten verschiedene magmatische Ganggesteine auf. Die Erzgänge haben innerhalb des Zobeshorizonts ihre höchste Uranführung. Die Uranerze kommen hauptsächlich in spätvariszischen Quarz-Calcit-Urangängen sowie untergeordnet in postvariszischen Quarzgängen mit Wismut-, Kobalt- und Nickelarseniden vor. Haupturanmineral ist Pechblende; untergeordnet kommt eine Vielzahl von sekundären Uranmineralen vor. Die Skarnhorizonte der Lagerstätte haben zum Teil interessante Gehalte an Scheelit (ein Wolframmineral) und wurden nach Einstellung der Urangewinnung dahingehend erkundet. Es wurden WO3 Vorräte von 4950 t berechnet, die Vererzung aber als nicht abbauwürdig eingeschätzt.
Die Lagerstätte Bergen befand sich innerhalb des gleichnamigen Granites. Wenige Gänge waren innerhalb des Granits ausgebildet und führten neben Pechblende verstärkt Uranglimmer. Die Lagerstätte ist vor allem für großartig ausgebildeten Uranocircit und Autunit bekannt. Auch ist das Uranphosphat Bergenit nach ihr benannt. Ein Teil der Lagerstätte ist durch einen später angelegten Granitsteinbruch aufgeschlossen.

### Lagerstätte Freital/Dresden-Gittersee

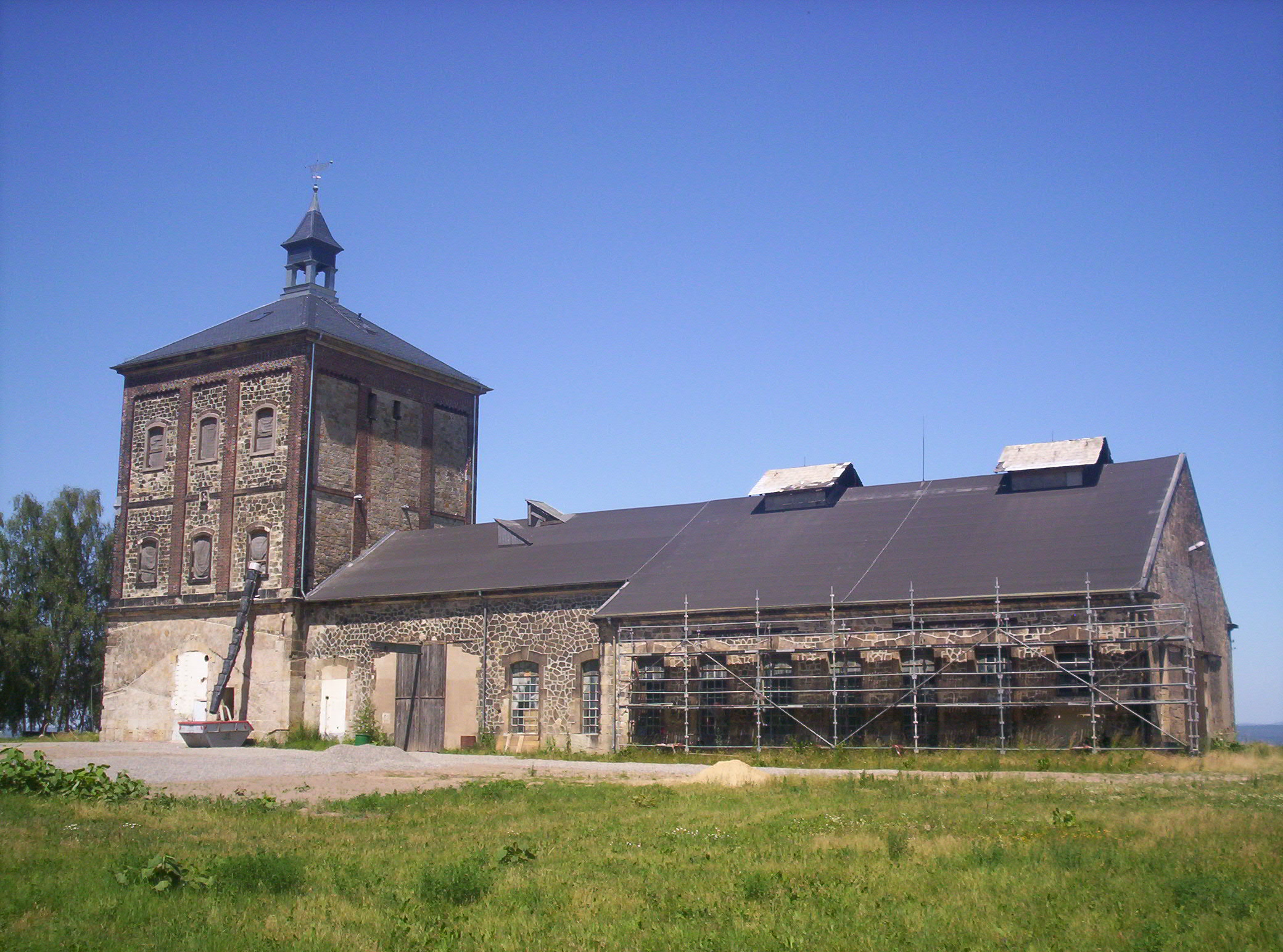
Marienschacht in Bannewitz mit Förderturm (Malakowturm) und Maschinenhaus

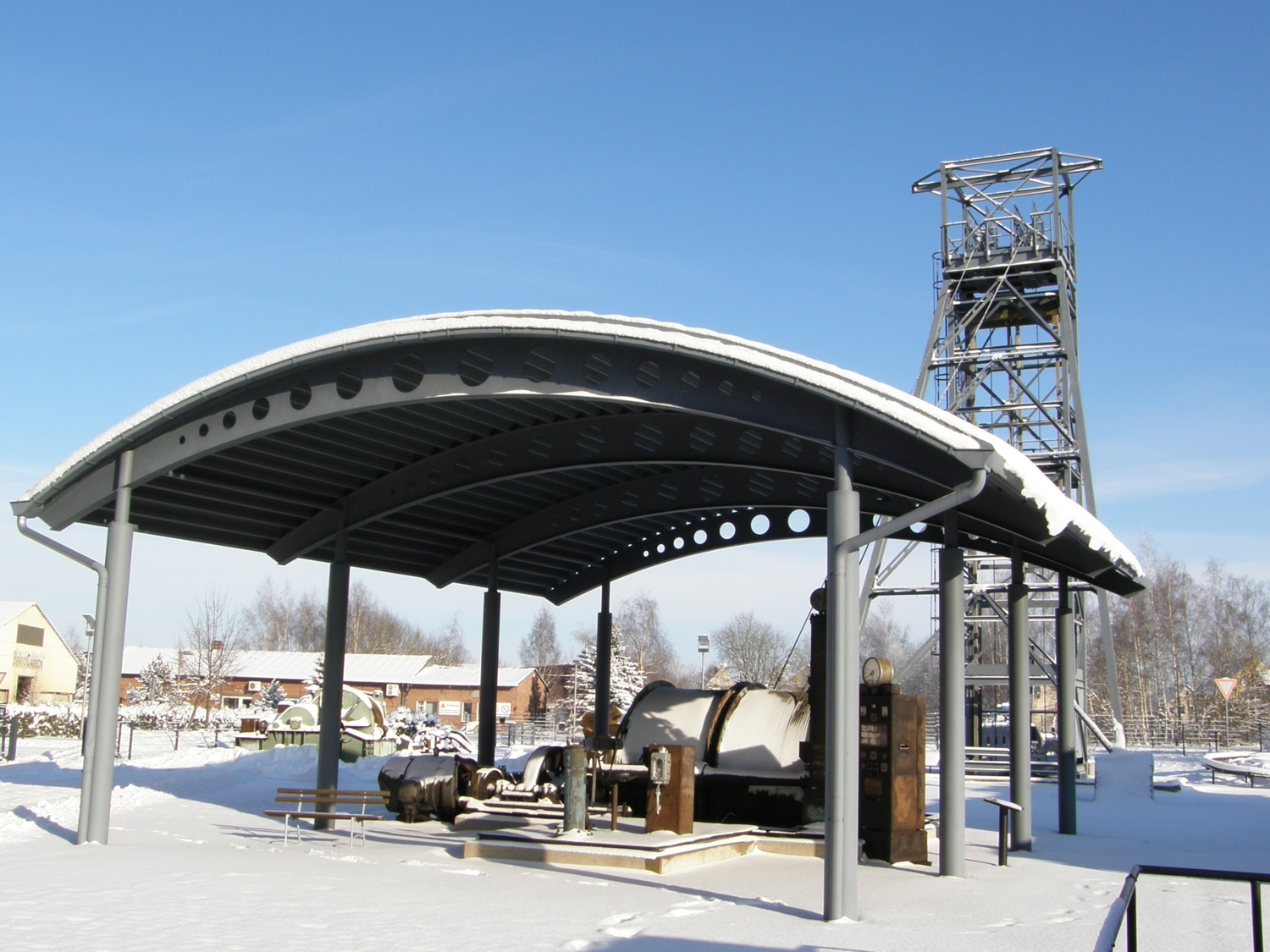
Fördermaschine von Schacht 2 und Fördergerüst von Wetterschacht 3 des Freitaler Reviers an ihrem neuen Standort am Bergbaumuseum Oelsnitz/Erzgebirge

#### Geschichte
In Freital bei Dresden wurde seit Mitte des 16. Jahrhunderts bis nach dem Zweiten Weltkrieg Bergbau auf Steinkohle betrieben. Das Freitaler Revier war nach dem Zwickauer und dem Lugau-Oelsnitzer Revier das drittgrößte sächsische Steinkohlenrevier. Nach dem Zweiten Weltkrieg gestaltete sich die Geschichte des Reviers sehr wechselvoll. Das Objekt 06 der Wismut erkundete zwischen 1947 und 1950 radioaktive Anomalien im Baufeld Heidenschanze mit mehreren Schächten und Schürfen. Erkundungsarbeiten wurden auch im Unteren Revier in Freital-Burgk, im Oppelschacht und in der Kohlsdorf-Pesterwitzer Nebenmulde durchgeführt. Ab dem 1. Januar 1950 führte das Objekt 15 die Arbeiten weiter. 1950 begann die VVB Steinkohle mit der Teufe der Schächte 1 und 2 in Dresden-Gittersee. Im Juni 1952 übernahm die Wismut die beiden in der Teufe befindlichen Schächte. Mitte 1952 übernahm das neu gegründete Objekt 49 alle Anlagen. 1953 teufte die Wismut die Schächte 360 (Schacht 3) und 361 (Schacht 4). Ende 1954 wurde der Abbau von Erzkohle eingestellt.
Ungelöste Probleme in der Aufbereitung der Erzkohlen und die Entdeckung der Lagerstätte Ronneburg veranlasste die SDAG Wismut dazu das Revier aufzugeben. Zum 31. Dezember 1955 wurden alle Arbeiten eingestellt und die Schachtanlagen an die VVB Steinkohle, VEB Steinkohlenwerk Freital, übergeben.
1958 wurde das Revier Heidenschanze abgeworfen. Zeitweilig kaufte die Wismut erzhaltige Kohle vom Steinkohlenwerk Freital an. Dazu hatte die Wismut eigene Angestellte zur Bestimmung des Urangehalts auf der Grube. 1967 wurde die Energiekohleförderung des nun „Willi Agatz“ genannten Steinkohlenwerkes in Dresden-Gittersee eingestellt. Am 1. Januar 1968 übernahm die Wismut die Anlagen wieder und förderte bis zum 30. November 1989 sogenannte Erzkohle zur Urangewinnung. Alle restlichen Ressourcen der Lagerstätte in Höhe von 1920 t wurden 1989 als Außerbilanzvorräte abgeschrieben. Der Bergbaubetrieb „Willi Agatz“ wurde 1990 unter dessen Leitung mit dem Bergbaubetrieb Königstein vereinigt.
Die Uranproduktion in den Revieren Gittersee, Heidenschanze und Bannewitz betrug insgesamt 3691 t, was einer Vorratslöschung von 3890 t Uran entspricht bei einem durchschnittlichen Urangehalt von 0,109 %. Die Steinkohlenproduktion in Freital betrug insgesamt etwa 40 Mio. t. Für die Aufbereitung der Erze war das Objekt 96 mit seinen Aufbereitungsfabriken Freital (Fabrik 93) und Gittersee (Fabrik 95) zuständig. Ab 1963 erfolgte die Aufbereitung in der Fabrik 101 in Crossen.

#### Sanierung

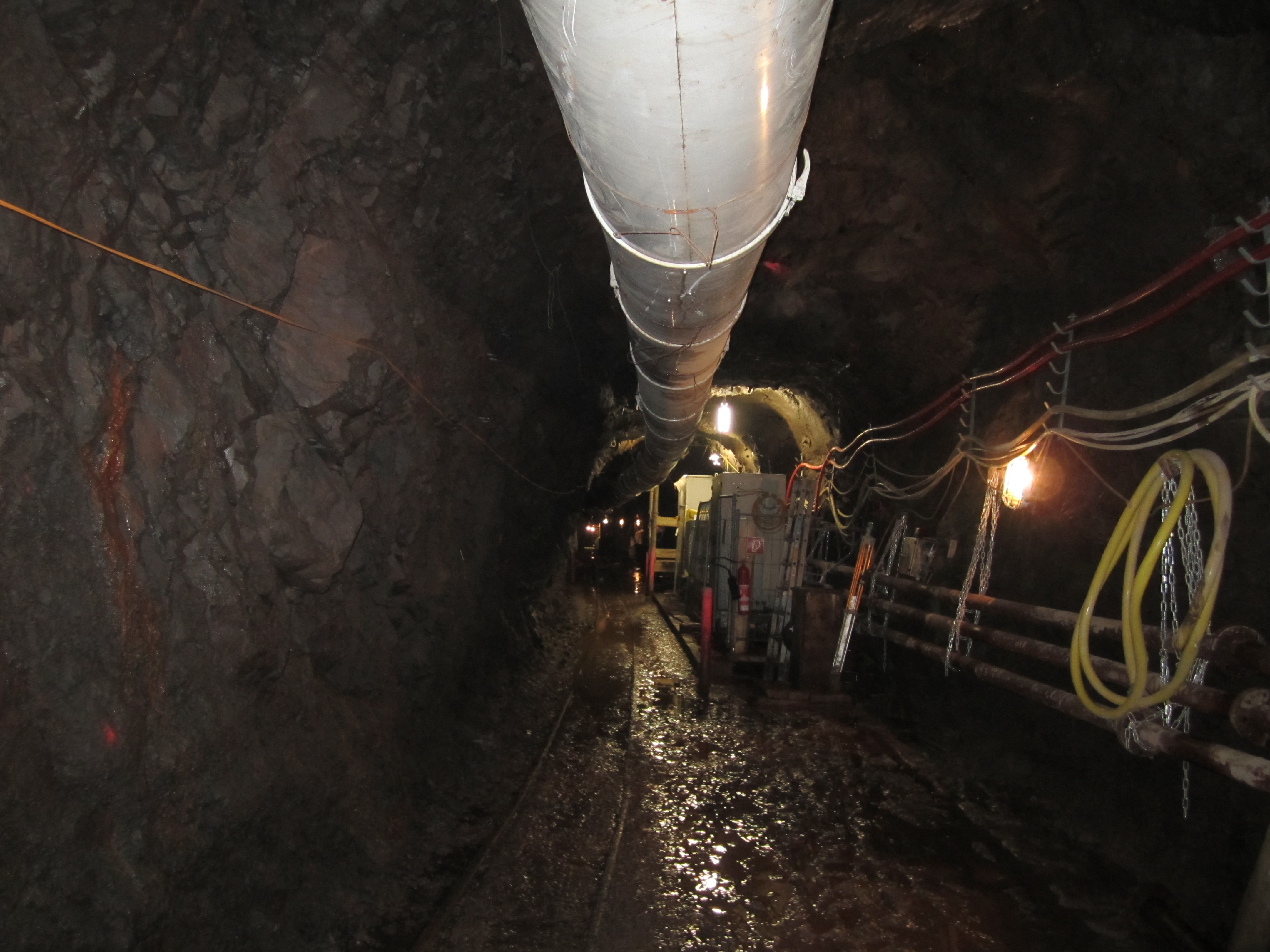
Im Wismutstolln

Die Sanierung des Standorts wurde durch die Niederlassung Königstein durchgeführt. Nach der Verwahrung der Grubenbaue und der Schächte wurde mit der gesteuerten Flutung des Reviers Gittersee begonnen. Dazu wurden Förderbohrlöcher niedergebracht, in denen leistungsstarke Pumpen installiert wurden. Diese waren so dimensioniert, dass nötigenfalls der Flutungsspiegel wieder gesenkt werden konnte. Als sich Mitte der 2000er Jahre nicht, wie vermutet, eine natürliche Wasserführung einstellte, entstanden im Stadtgebiet von Freital mehrere Quellen. Daraufhin wurde der Flutungswasserspiegel wieder abgesenkt, wodurch die Quellen wieder versiegten.
Seit 2007 wurde zur endgültigen Lösung der anstehenden Grubenwässer ein ca. 3 km langes Flügelort zwischen dem Tiefen Elbstolln und dem ehemaligen Schacht III in Freital-Zauckerode aufgefahren. Dieses Flügelort wird von der Unternehmensleitung „Wismut-Stolln“ genannt, obwohl es kein Stolln ist, da es nicht über ein eigenes Mundloch verfügt. Ende 2011 waren die Zufahrtsrampe (370 Meter lang, 60 Meter Höhenunterschied) und 320 m Stolln in südöstlicher sowie 1680 m Stolln in nordöstliche Richtung fertiggestellt. Seit Oktober 2014 werden die Grubenwässer über den „Wismut-Stolln“ zum „Tiefen Elbstolln“ abgeleitet. Die Kosten der Auffahrung des „Wismut-Stolln“ beliefen sich auf ca. 24 Millionen Euro. 2017 wurde die Kernsanierung des Standortes abgeschlossen, es wird jedoch weiterhin ein Langzeitmonitoring durchgeführt. Schon 2017 stellte man einen Anstieg des Wasserspiegels im Flutungsraum fest und es wurde eine massive Verockerung der Verbindungsbohrlöcher festgestellt. Nach einer Reinigung im Jahr 2019 konnte der Flutungsspiegel wieder gesenkt werden. Da die Verockerung anhält ist eine regelmäßige Reinigung der Verbindungsbohrlöcher zwischen dem Grubenfeld und dem „Wismut-Stolln“ notwendig. Die Sanierungskosten am Standort Gittersee beliefen sich bis Ende 2015 auf 130 Millionen €.

#### Geologie
Die Steinkohlenlagerstätte Freital befindet sich im Döhlener Becken zwischen dem Erzgebirge und dem Elbtalgraben. Die Flöze sind in einer vulkano-sedimentären Abfolge aus dem Rotliegenden eingeschaltet und damit deutlich jünger als die Flöze in Zwickau oder Oelsnitz. Die Uranvererzung kommt nur in einem begrenzten Teil des Steinkohlenreviers vor. Das Uran tritt feinverteilt in einigen Flözen, kohligen Schiefern und Arkosesandsteinen auf. Die kohlige Substanz sorgte für eine Ausfällung des Urans aus Lösungen, die möglicherweise von den sauren Vulkaniten der Umgebung geliefert wurden. Neben Uran treten auch Zink, Blei, Arsen, Molybdän, Vanadium und Germanium in erhöhten Konzentrationen auf.

### Lagerstätte Johanngeorgenstadt
Johanngeorgenstadt liegt im westlichen Erzgebirge unmittelbar an der Grenze zur Tschechischen Republik. Die Stadt hat eine lange Bergbautradition, die mit dem Abbau von Eisen und Zinn im 16. Jahrhundert begann. Mitte des 17. Jahrhunderts wurden reiche Silbererze aufgefunden. Der Berliner Apotheker und Chemiker M.H. Klaproth erhielt auch von hier Proben von Pechblende, in denen er 1789 das Element Uran entdeckte (Grube „George Wagsfort“). Die Gesamtfördermenge im Revier belief sich bis 1945 auf ca. 28 Tonnen Uranerz mit einem Metallinhalt von ca. 4,4 Tonnen.

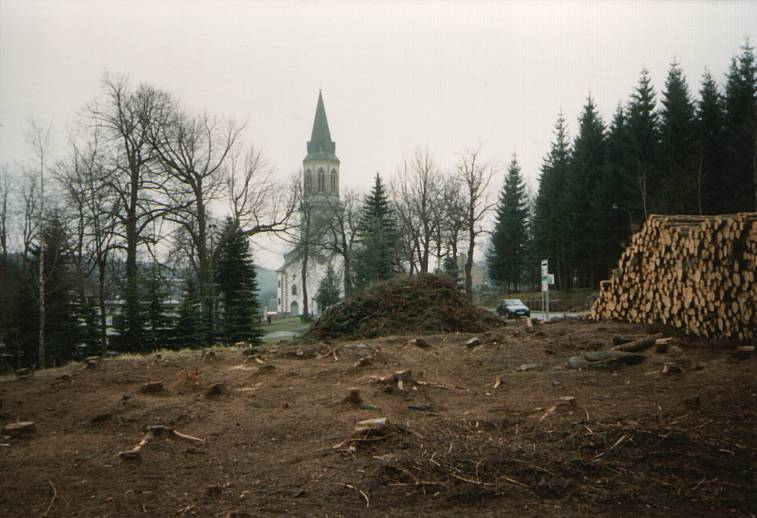
Teile der Altstadt von Johanngeorgenstadt wurden ab 1953 aufgrund von Bodensenkungen abgerissen und aufgeforstet

Nach dem Zweiten Weltkrieg war Johanngeorgenstadt die erste Lagerstätte, für die sich die sowjetischen Experten interessierten. Wahrscheinlich im September 1946 wurde mit dem Wismut Objekt 01 der erste Produktionsbetrieb der Wismut gegründet. Die Wismut nutzte zuerst vorhandene Stolln und Schächte. Der „Frisch Glück Kunst und Treibeschacht“ (Blindschacht) des Bergwerkes Vereinigt Feld im Fastenberge wurde „Schacht 1“ und ist noch heute als Besucherbergwerk zugänglich. Die erste Vorratseinschätzung nach dem Zweiten Weltkrieg ging von einer Ressource von 22,2 t Uran für die Lagerstätte aus. Die tatsächliche Vorratslöschung bei Betriebseinstellung 1958 lag bei 4100 t Uran. Daraus resultiert eine Produktion von 3770 t Uran. Darin enthalten sind 185 Tonnen Uran die aufgrund einer zwischenstaatlichen Regelung zwischen 1954 und 1958 unter der tschechoslowakischen Ortschaft Potůčky (Breitenbach) durch die Wismut abgebaut wurden. Die Tschechoslowakei betrieb zwischen 1946 und 1951 allerdings auch eigene Uranerkundung und -produktion auf ihrem Teil der Lagerstätte und förderte dabei 18,1 Tonnen Uran.
Die Lagerstätte befindet sich im Randbereich der Gera-Jáchymov-Störungszone (Finne-Störungszone). Nebengesteine der Erzgänge sind Phyllite, Amphibolite und untergeordnet Granite. Haupturanmineral ist Pechblende, im geringeren Umfang kommen auch sekundäre Uranminerale vor.
Nach der Erfahrung in der Lagerstätte Oberschlema drängte die Wismut ab 1951 auf eine Räumung und den Abriss der Altstadt. Zu diesem Zeitpunkt waren die Auswirkungen des Bergbaus auf die Johanngeorgenstädter Altstadt nicht absehbar. Durch das Fehlen einer oberflächennahen Vererzung blieben die Auswirkungen des Bergbaues auf die Altstadt allerdings überschaubar. Zwischen 1953 und 1957 wurden 4000 Einwohner umgesiedelt.

### Komplexlagerstätte Pöhla

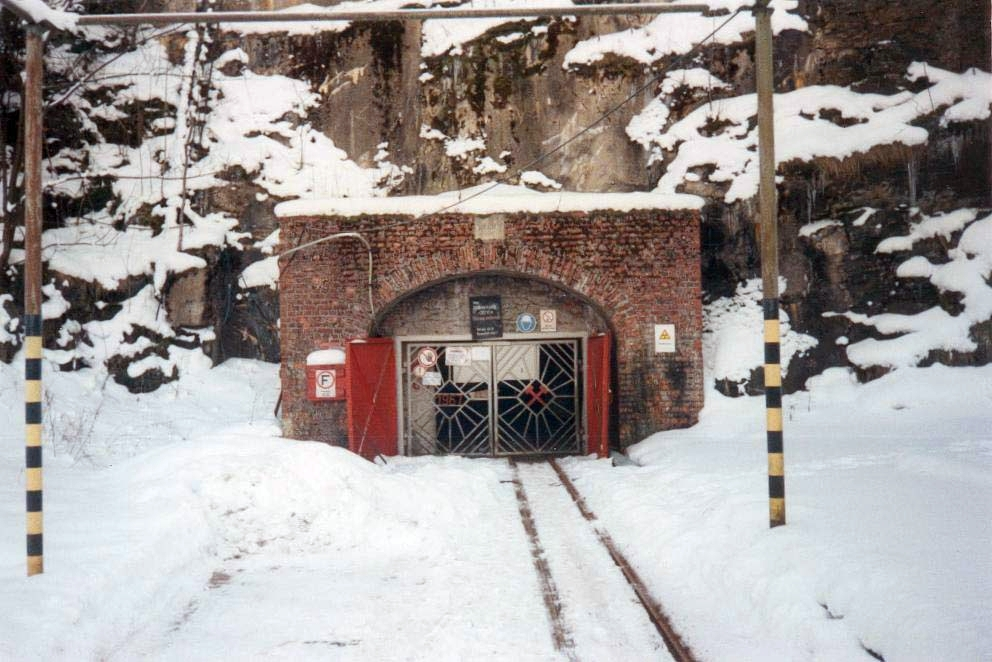
Mundloch des 1967 aufgefahrenen Stollns zu den Teillagerstätten Hämmerlein und Tellerhäuser

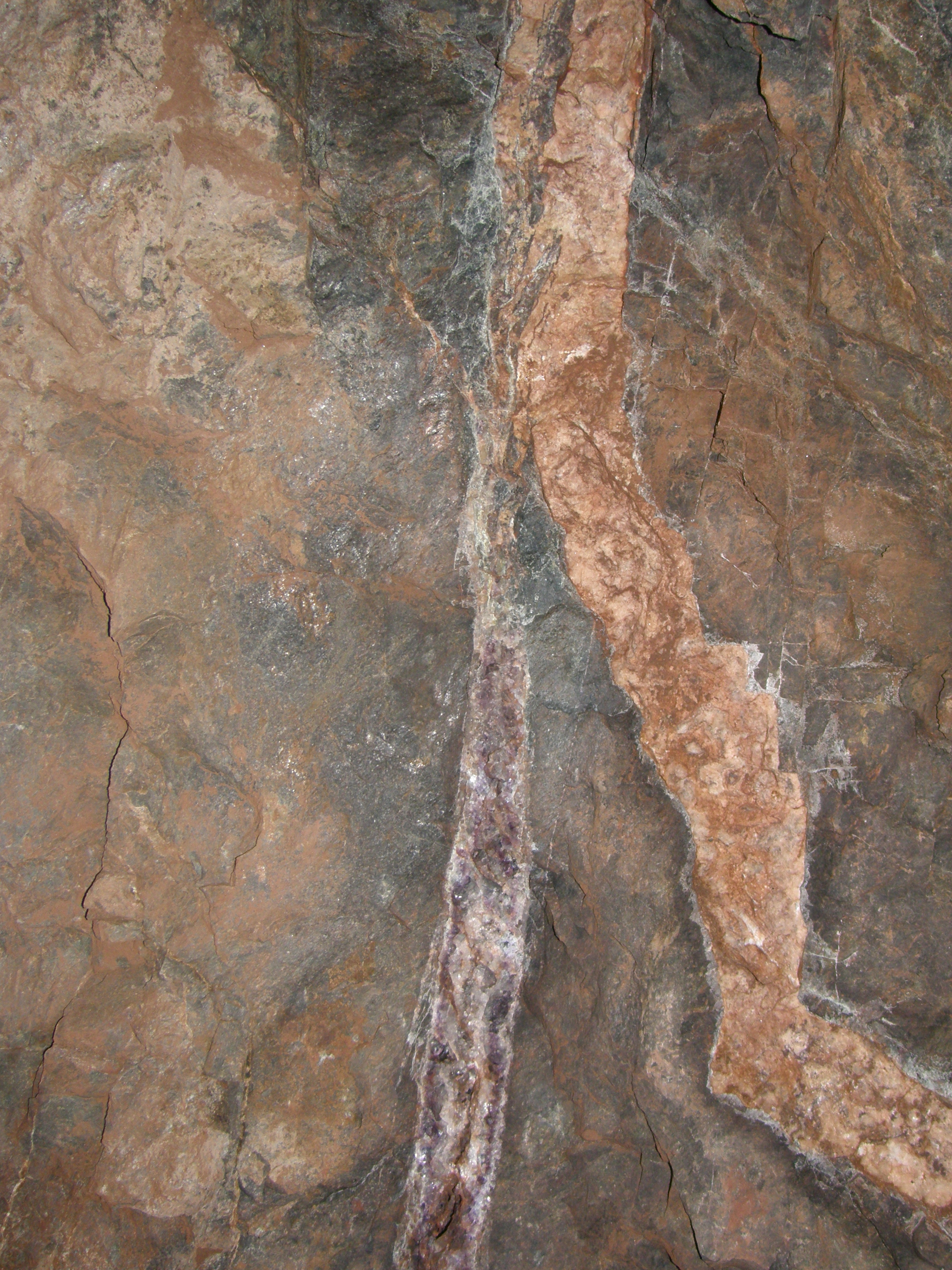
Erzgänge in Pöhla-Hämmerlein

Pöhla ist ein Ort im westlichen Erzgebirge im Erzgebirgskreis. Schon Ende der 1940er und Anfang der 1950er Jahre erkundete die Wismut die Region auf Uran und es kam zu einem geringfügigen Abbau von Uran. Diese frühen Arbeiten wurden durch das Objekt 08/103 durchgeführt. Die späteren Erkundungs- und Abbauarbeiten auf der Lagerstätte lagen in der Verantwortung des Bergbaubetriebs Aue.
Im Bereich des Ortes Pöhla befindet sich die Teillagerstätte Globenstein. Diese wurde bis 1960 von der Wismut erkundet. Eine nennenswerte Uranvererzung konnte nicht festgestellt werden, allerdings wurde eine bedeutende Skarnmineralisation mit Magnetit, Sulfiden und Kassiterit (Zinnstein) entdeckt. Der VEB Geologische Erkundung Süd, Freiberg in Zusammenarbeit mit der Maxhütte Unterwellenborn führte nach der Wismut weitere Erkundungsarbeiten in diesem Lagerstättenteil aus.
In den 1960er Jahren fand die SDAG Wismut in Bohrungen im Gebiet Hämmerlein und Tellerhäuser radioaktive Anomalien mit teilweise sichtbarer Pechblende sowie Zinnvererzungen vor. Deshalb wurde 1967 vom Luchsbachtal am Rande Pöhlas ein Stolln in Richtung Hämmerlein und Tellerhäuser aufgefahren. Dieser Stolln erreichte eine Gesamtlänge von 7.845 m, wobei bei etwa 3 km die Teillagerstätte Hämmerlein aufgeschlossen wurde. Die Teillagerstätte Tellerhäuser im hinteren Bereich des Stollns wurde über zwei Blindschächte erschlossen, mit deren Teufe man 1970 bzw. 1976 begann. Die planmäßige Urangewinnung in Tellerhäuser wurde 1983 aufgenommen und am 31. Dezember 1990 eingestellt. Es wurden 1203,6 t Uran produziert (Löschung 1307,5 t). Am 1. Juli 1991 wies die Wismut Restvorräte von 3746,9 t Uran aus. Neben der Urangewinnung wurde in geringem Umfang Magnetit abgebaut. Er wurde als Zuschlagstoff für den Beton der Kernkraftwerke in Lubmin und Stendal verwendet. Einige Bekanntheit erlangte ein relativ reicher Silberanbruch auf der +120-m-Sohle im Jahr 1990, kurz vor Einstellung des Bergbaus. Es wurden einige Tonnen Silbererz gewonnen, allerdings nicht aufbereitet. Das Erz bestand hauptsächlich aus mit gediegenem Silber verwachsenen gediegenen Arsen und (untergeordnet) Proustit. Die zuständigen Behörden der DDR hatten bereits Mitte der 1980er Jahre beschlossen, die Silbererkundung und -gewinnung in Pöhla und Niederschlema-Alberoda einzustellen, da die Aufbereitung der Erze in Crossen und Freiberg durch den hohen Arsengehalt sehr teuer und mit hohen Umweltbelastungen verbunden war.
Die Uranvererzung im Bereich Hämmerlein erwies sich als unbedeutend; während der Erkundungsarbeiten wurden 12,8 t Uran gewonnen, weitere bauwürdige Vererzungen wurden nicht angetroffen. Allerdings wurde eine umfangreiche Zinnvererzung aufgefunden und intensiv erkundet. Die positiven Ergebnisse der Zinnerkundung in Hämmerlein ließen eine Wiederaufnahme der Erkundungsarbeiten in Globenstein folgen. Auch hier wurden umfangreiche Zinnvorräte sowie eine bedeutende Wolframvererzung entdeckt. Es folgte ein experimenteller Abbau in Hämmerlein sowie Aufbereitungs- und Verhüttungsversuche des Erzes in Crossen. Die schwierige Mineralogie der Zinn- und Wolframerze in den Skarnen machte die Aufbereitung allerdings sehr aufwendig und teuer, obwohl die Gehalte der Erze besser als in den bis 1991 betriebenen Zinnlagerstätten Altenberg und Ehrenfriedersdorf sind. Im Ergebnis der Erkundungsarbeiten wies die Wismut für die drei Teillagerstätten insgesamt Ressourcen von 277.000 t Zinn, 70.000 t Wolfram, 400.000 t Zink, 7,7 Mio. t Magnetit sowie bedeutende Gehalte von Indium und Kadmium aus. Die Wisutec erhielt 2006 eine Erkundungsgenehmigung des sächsischen Oberbergamts zur erneuten Erkundung der Wolframvererzung in Globenstein, die nach drei Jahren, 2010, wegen Untätigkeit des Unternehmens widerrufen wurde.
Wie alle bedeutenden Uranvorkommen im westlichen Erzgebirge befindet sich das Lagerstättenfeld Pöhla im Bereich der Gera-Jachymov-Störungszone und im äußeren Kontakthof des Eibenstocker Granitmassives. Die Gesteine der Lagerstätte sind paläozoische Metasedimente. Darin enthaltene Karbonathorizonte wurden infolge der Granitintrusion gegen Ende der variszischen Orogenese teilweise in Skarne umgewandelt und mit verschiedenen Metallen vererzt. Nachfolgend bildeten sich eine Quarz-Kassiterit-Vererzung auf unzähligen parallelen Klüften (sogenanntes „Schiefererz“). Diese Klüfte sind auch für die Vererzung der Skarne mit Kassiterit verantwortlich. Nachfolgend kam es auf Spalten zu einer hydrothermalen Vererzung mit Uran. Die Gangtypen sind denen in Schneeberg-Schlema-Alberoda gleich. Als älteste Gänge treten Quarz-Kalzit-Uranerzgänge auf, gefolgt von Dolomit-Uranerzgängen. Jüngste Bildungen sind Quarz-Karbonatgänge mit Wismut-Kobalt-Nickelerzen sowie Silber, Arsen und untergeordnet Uran.
Die Teillagerstätte Pöhla-Hämmerlein ist als Besucherbergwerk zugänglich, und alle bedeutenden Vererzungstypen sind dort für Besucher sichtbar. Im „Morgenstern-Stolln“, einem kleinen Schaubergwerk in Pöhla unweit des Hauptstollns der Wismut, ist die Scheelit-Vererzung aufgeschlossen.

### Kleinere Betriebsstätten

#### Schwarzenberg und Umgebung (Objekt 08/103)

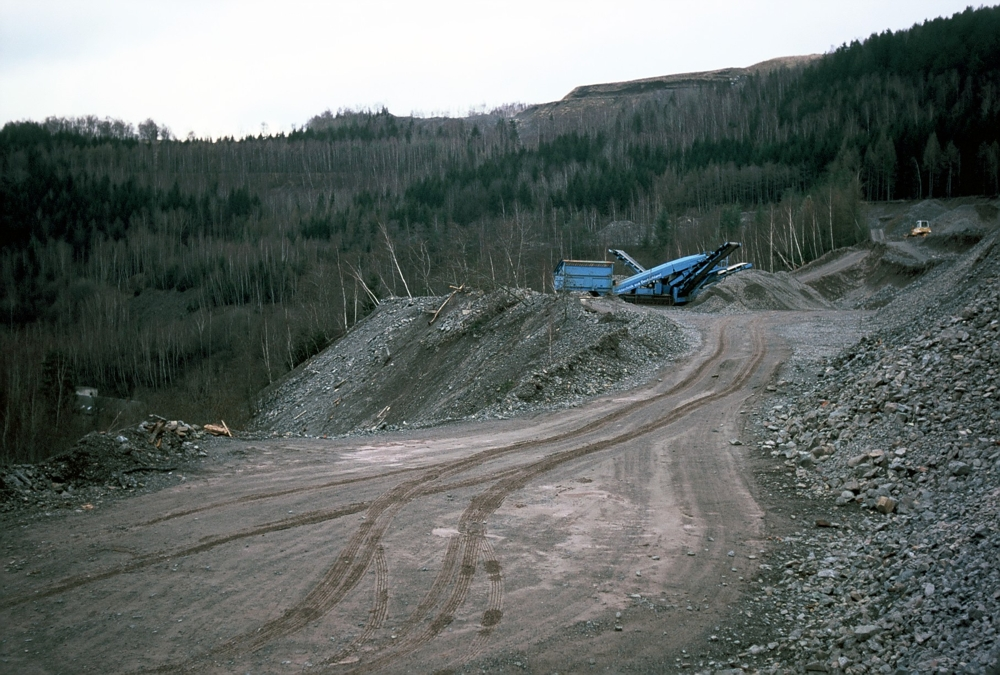
Halde des Schachts 235 in Antonsthal (Revier Weißer Hirsch) im Jahr 2008

Schwarzenberg liegt im Westerzgebirge 10 km südlich von Aue. Wie in vielen Orten des Erzgebirges gibt es auch hier eine lange Bergbautradition mit der Gewinnung von Silber, Eisen, Kupfer, Zinn und Zink. Das Objekt 08 der Wismut AG suchte ab 1946 in der Region Uran. 1950 wurde es in Objekt 103 umbenannt und 1954 an das Objekt 01 (Johanngeorgenstadt) angeschlossen. Das Objekt 08 schloss 14 kleine Grubenfelder zwischen Schwarzenberg im Norden, Raschau im Osten, der tschechischen Grenze im Süden und Antonsthal im Westen auf. Weiterhin gab es noch einige Erkundungsreviere ohne positives Ergebnis. Die Gesamtproduktion aller Bergwerke bis zur Produktionseinstellung 1959 lag bei 1365 t Uran, wovon das Feld „Weißer Hirsch“ (Schacht 235 in Antonsthal) 747 t und das Feld Seifenbach bei Rabenberg im Süden 233 t Uran lieferte. Alle weiteren Gruben hatten eine Produktion von weniger als 100 t Uran.
Nebengesteine der Erzgänge sind paläozoische Gneise, Schiefer, Skarne und Amphibolite. Bei Erkundungsarbeiten in den 1960er und 1970er Jahren stellte die SDAG Wismut prognostische Ressourcen von 28.000 t Zinn, 23.000 t Wolfram, 95.000 t Zink und anderen Metallen im Raum Antonsthal fest. Am 5. November 2007 erteilte das sächsische Oberbergamt der Deutschen Rohstoff AG (Heidelberg) die Erlaubnis zum Aufsuchen von Bodenschätzen bei Antonsthal. 2010 wurde die Erlaubnis vom Unternehmen zurückgegeben.

#### Schneckenstein/Gottesberg
Etwa 10 km südöstlich der Stadt Auerbach/Vogtl. befinden sich die beiden benachbarten, aber voneinander getrennten Uranreviere Gottesberg und Schneckenstein (Tannenbergsthal). Das kleinere Revier Gottesberg schließt sich im Südosten an die Gemeinde Tannenbergsthal an, die größere Lagerstätte Schneckenstein liegt etwa 2,5 km südlich von Tannenbergsthal. In diesem Gebiet gab es alten Bergbau auf Silber, Wismut und vor allem auf Zinn. In geringem Umfang gab es zwischen 1863 und 1873 auch eine Produktion von Uran als Nebenprodukt in Gottesberg. Erwähnenswert ist auch der Abbau auf Edelstein-Topas vom namensgebenden Topasfelsen Schneckenstein, einem geschützten Geotop.
Bereits 1946 gab es kurzfristige Untersuchungsarbeiten auf Uran im Revier in alten Gottesberger Grubenbauen, allerdings mit negativem Ergebnis. Die Uranerkundung wurde 1948 wieder aufgenommen, diesmal mit positiven Resultaten. Die Uranförderung setzte auf beiden Revieren 1949 ein. Von der zwischen den beiden Uranrevieren gelegenen und bis 1964 aktiven Zinnerzgrube Tannenberg wurde die Aufbereitungsanlage, nicht jedoch das Grubengebäude übernommen. Bis zur Einstellung der Gewinnung 1959 wurden im Revier Schneckenstein 1163 t Vorräte gelöscht (Gewinnung 953 t Uran). Das Revier Gottesberg brachte zwischen 1949 und 1955 68,6 t Uran. Der Bergbau auf Zinn in Gottesberg wurde parallel zum Uranbergbau fortgeführt und 1954 eingestellt.
Die 1946 übernommene Aufbereitungsanlage der Zinnerzgrube war die erste Aufbereitung der Wismut. Sie verarbeitete schon erzgebirgische Uranerze, bevor der Uranbergbau bei Tannenbergsthal einsetzte. Später kamen auch Erze aus Thüringen hinzu. Die Anlage wurde bis 1957 genutzt und danach teilweise abgebrochen. Nach Einstellung der Urangewinnung wurden einige Anlagen und Grubenbaue des Reviers Schneckenstein dem VEB Wolfram-Zinnerz Pechtelsgrün übergeben, der bis 1991 Baryt förderte. Zu diesem Zweck fuhr die Wismut 1960 als Auftragsarbeit einen 1200 m langen Stolln von Brunndöbra in Richtung Schacht 244 des Reviers auf, um die Barytlagerstätte besser zu erschließen.
Im Schneckensteiner Revier kommen die nordwest-streichenden Uranerzgänge in kontaktmetamorphen Meta-Sedimenten und Meta-Basiten des Ordoviziums vor. Der Kontakt zwischen den Meta-Sedimenten und dem Granit ist heute im Besucherbergwerk Tannenberg aufgeschlossen. Im Wesentlichen gibt es zwei uranführende Gangtypen: ältere Quarzgänge mit Pechblende, Hämatit und etwas Calcit sowie jüngere „biconi“-Gänge mit Quarz, Karbonaten, Arseniden, gediegenem Wismut, gediegenem Arsen und gediegenem Silber sowie umgelagerter Pechblende. Tektonisches Hauptelement ist die Barytstörung, die im Mittel 20 m (bis maximal 50 m) mächtig ist und eine jüngere Baryt-Quarz-Hämatit-Vererzung führt. Die Störung enthält etwa 3,6 Millionen Tonnen Roherz und war Ziel des Barytbergbaus. Auf der Störung selbst kommt keine Uranmineralisation vor, sie kontrolliert aber die parallel verlaufenden Uranerzgänge. Die gesamte Gottesberger Lagerstätte liegt innerhalb des Eibenstocker Granits, der zum Teil vergreist ist. Neben den zum Teil gangförmig ausgebildeten Greisen mit Zinn-Wolfram-Vererzung kommen Gänge mit Quarz, Fluorit, Hämatit und primärer Pechblende sowie Quarz-Sulfid-Gänge mit umgelagerter Pechblende vor. Die Lagerstätte hat auch eine ausgeprägte Oxidationszone mit vielen sekundären Uranmineralen ausgebildet. Das Gebiet beherbergt noch größere Ressourcen an Zinn (103.000 t) und Kupfer (64.000 t). Das Sächsische Oberbergamt erteilte der Deutschen Rohstoff AG am 5. November 2007 die Bergbauberechtigung zur Durchführung von Erkundungsarbeiten auf der Zinnlagerstätte Gottesberg.

#### Annaberg-Buchholz

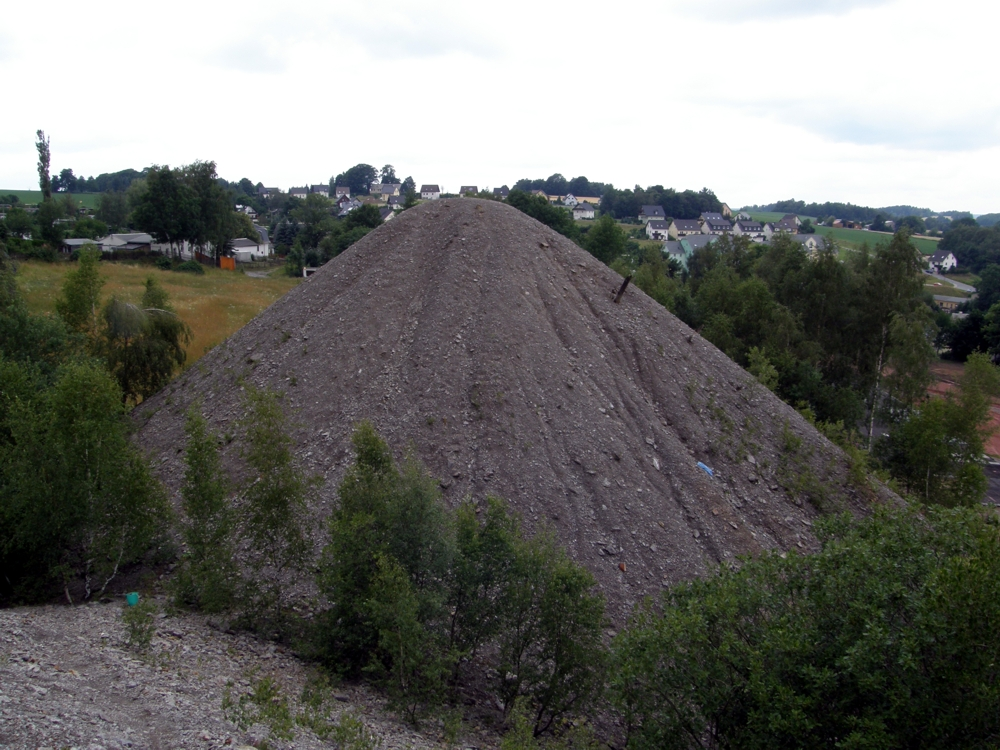
Halde des Schachts 116 in Annaberg-Buchholz

In und um Annaberg-Buchholz gab es seit dem 15. Jahrhundert Bergbau beginnend mit Kupfer und Zinn und gefolgt von Silber. Die Wismut begann mit der Erkundung und Gewinnung 1947 durch das Objekt 04 und beendete den Bergbau 1958. In diesem Zeitraum gewann man etwa 500 t Uran. Die durch die Wismut abgebauten Erzgänge in den Annaberger Gneisen enthielten vor allem Pechblende, die oftmals mit Kobalt, Nickel, Wismut und Silbermineralen verwachsen war. Eine Gewinnung dieser Nebenerze fand durch die Wismut nicht statt.
In Annaberg-Buchholz gibt es derzeit zwei Besucherbergwerke, deren Anlagen früher durch die Wismut genutzt wurden: der Markus-Röhling-Stolln und der Dorothea-Stolln.

#### Bärenstein-Niederschlag
Unmittelbar an der tschechischen Grenze im Westerzgebirge unweit von Oberwiesenthal befindet sich die Ganglagerstätte Bärenstein-Niederschlag. Die Wismut AG /SDAG betrieb hier ab 1947 Erkundung durch verschiedene Objekte, die Gewinnung wurde durch das Objekt 07 mit Sitz in Bärenstein (später verlegt nach Annaberg) durchgeführt. Der Wismut ging mindestens seit Mitte des 16. Jahrhunderts der Abbau von Silber, Eisen, Zinn und Kupfer voraus. In den 1920er und 1930er Jahren gab es bereits erfolglose Versuche, Uran abzubauen. Durch die Wismut wurden bis 1954 132,7 Tonnen Uran vor allem aus dem Südteil der Lagerstätte gewonnen. Die geschätzten Restvorräte belaufen sich auf bis zu 200 Tonnen Uran. Nach Einstellung der Urangewinnung im Jahr 1954 wurde der Lagerstättenteil Niederschlag bis 1988 auf Fluorit und Baryt erkundet und bis in eine Tiefe von 900 Metern eine bedeutende Vererzung mit diesen Industriemineralien im Liegenden der Uranvererzung festgestellt. Die nachgewiesenen geologischen Vorräte belaufen sich auf 1,4 Millionen Tonnen Fluorit und 550.000 Tonnen Baryt. 2008 erhielt die Erzgebirgische Fluss- und Schwerspatcompagnie die Abbaurechte für ein 6,8 Quadratkilometer großes Grubenfeld. Nach Ende der letzten Ausbaustufe 2014[veraltet] sollen jährlich 135.000 Tonnen Flussspat gefördert werden.

#### Reviere Dittrichshütte, Steinach und Schleusingen (Thüringen)
Im Süden von Thüringen wurde Anfang der 1950er Jahre im thüringischen Schiefergebirge und dem Thüringer Wald kleine Uranvorkommen entdeckt. In Folge wurden drei Kleinstlagerstätten abgebaut. Die Lagerstätte Dittrichshütte westlich von Saalfeld und südlich von Bad Blankenburg ist an silurische und ordovizische Schiefer gebunden. Die Arbeiten wurden durch die Objekte 27, 30 und 41 durchgeführt. 1954 wurden alle verbliebenen Anlagen dem Objekt 90 (Gera) übergeben. Die Uranvererzung tritt an Klüften, Störungen und Ruschelzonen in Form von Uranschwärze, sekundären Uranmineralen und seltener Pechblende auf. Der durchschnittliche Urangehalt lag bei 0,032 %. Die Lagerstätte wurde untertägig abgebaut, und es wurden 112,62 t Uran zwischen 1950 und 1954 produziert. In Steinach im Südosten des Thüringer Waldes betrieb die Wismut AG einen kleinen Tagebau. Auch hier tritt die Uranvererzung in paläozoischen Schiefern auf. 1953 und 1954 gewann man hier 43,55 t Uran bei einem durchschnittlichen Urangehalt von 0,041 % im Erz. Der Tagebau ist heute ein Angelgewässer. In der Nähe von Schleusingen bei Suhl erkundete die Wismut mehrere kleine Erzvorkommen, die an den triassischen Buntsandstein gebunden sind. Untertägig abgebaut wurde nur das Vorkommen Hirschbach I, das 14 t Uran lieferte. Der Bergbau wurde Ende 1953 eingestellt.

#### Lagerstätte Marienberg

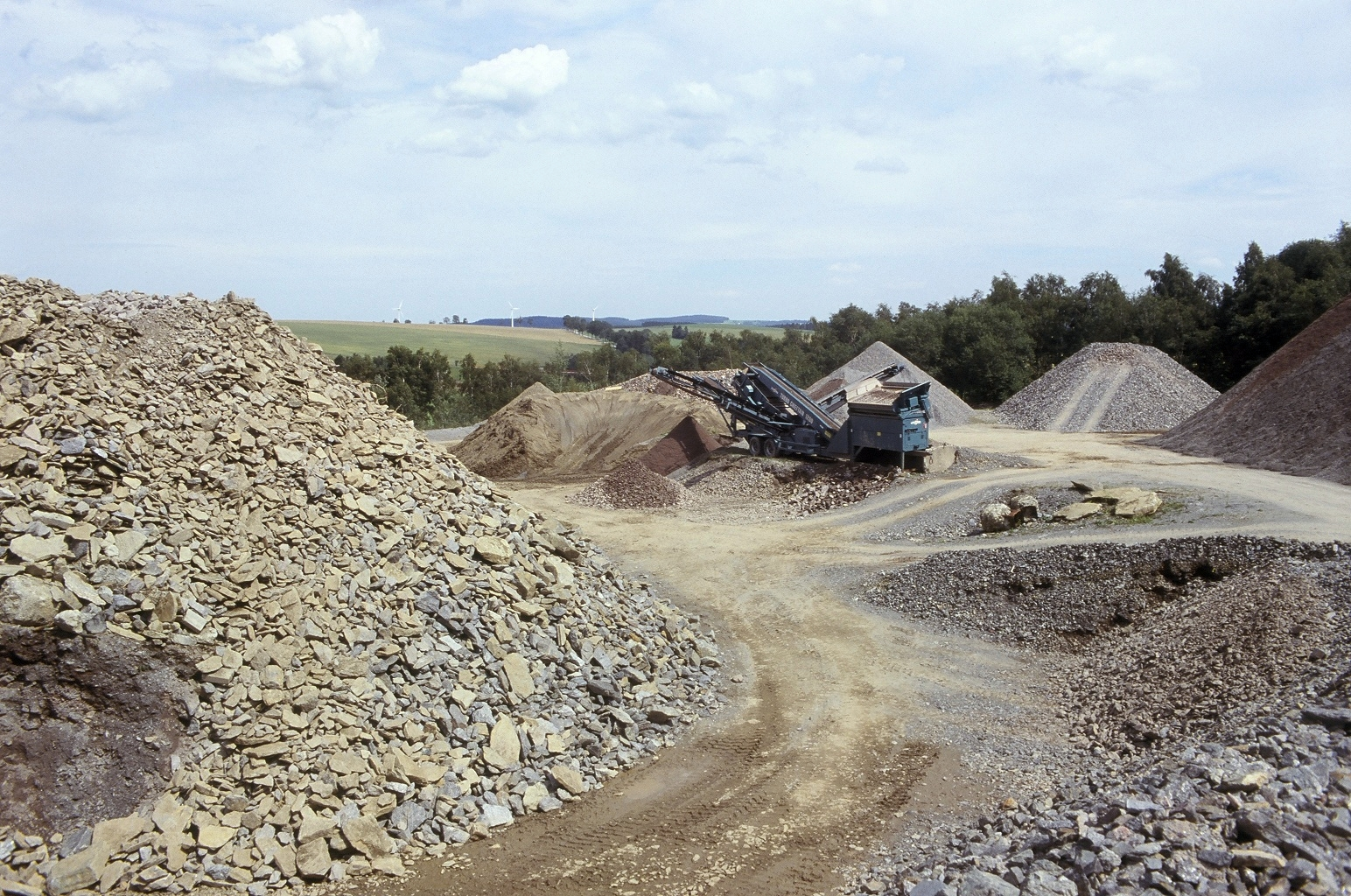
Die Halde des Schachts 139 in Lauta bei Marienberg wird als Schotter abgefahren

Die alte Bergstadt Marienberg befindet sich im mittleren Erzgebirge. Auch diese Stadt hat ihre Existenz dem Silberbergbau zu verdanken. Weiterhin wurden Zinn, Eisen, Kobalt, Nickel, Arsen, Kupfer und Uran gewonnen. Die letzte Silbergrube schloss 1899. Die Erkundung auf Uranerze durch die Wismut AG begann 1947, das Objekt trug erst die Nr. 22, dann 05 und wurde schließlich dem Objekt 111 (Zusammenschluss von Objekt 07 und 04) in Annaberg angeschlossen. Der Uranbergbau erstreckte sich von Pobershau im Osten über Marienberg bis nach Wolkenstein im Westen. Der Bergbau wurde schon 1954 wieder eingestellt mit einer Gesamtproduktion von 121 t Uran. Nach Einstellung der Urangewinnung wurden einige Anlagen der Wismut an den VEB Erzgebirgische Spatgruben Bärenstein (seit 1957 Zinn- und Spatgruben Ehrenfriedersdorf) übergeben zum Zweck der Fluoriterkundung. Es konnten große Reserven an Baryt und Fluorit festgestellt werden. Bis 1958 wurden 30.000 t Fluorit abgebaut. Die Restvorräte betragen 45.000 t. Die Sanierung des Schachts 302 wurde 2006 durch die Wismut GmbH abgeschlossen und der Stadt Marienberg zur Nachnutzung als geothermische Anlage übergeben.

#### Lagerstätte Bärenhecke (Schacht 209)
Diese 1948 erkundete Lagerstätte war Teil des ehemaligen Glashütter Bergbaureviers. Am Standort Bärenhecke wurde bereits seit 1458 Silber, Kupfer und Blei gefördert, der Abbau aber 1875 eingestellt. Bei der Neuerkundung wurden Uranvorräte im Umfang von ca. 44 t festgestellt, die bis 1954 vollständig abgebaut wurden. In dem kleinen Grubenfeld (Ausdehnung 0,85 km²) waren bis zu 388 Bergleute (1953) beschäftigt. Die Sanierung und Rekultivierung (Beseitigung von Bergschäden, Verwahrung der Grubenbaue) erfolgte in den 1960er Jahren.

#### Lagerstätte Niederpöbel
Ähnlich wie der Standort Bärenhecke konnte auch der Bergbau im Pöbeltal südlich von Schmiedeberg auf eine lange Tradition verweisen. Hier wurden seit ca. 1473 insbesondere Silber, Kupfer und Blei gefördert, der Abbau aber 1889 eingestellt. 1948 erfolgte die Erkundung einer 15 km² großen Uranerz-Lagerstätte. Das daraufhin in Betrieb genommene untertägige Grubenfeld umfasste aber nur eine Fläche von ca. 1,2 km². Bis November 1954 wurde die Lagerstätte nahezu vollständig abgebaut, die bis zu 600 Beschäftigten (1953) gewannen dabei ca. 30 t Uran. Die Sanierung und Rekultivierung erfolgte in den 1960er Jahren.

#### Lagerstätte Johnsbach
Die Lagerstätte Johnsbach umfasste ein äußerst geringes Vorkommen, das sich südlich des gleichnamigen Ortes und etwa 1,5 km westlich der Lagerstätte Bärenhecke befand. Es wurde 1949 in einer Tiefe von 100 bis 120 m entdeckt. Detaillierte Angaben über den Umfang der Erkundungs- und Bergarbeiten sind nicht erhalten geblieben.

#### Freiberger Revier (Objekt 26)
Im ältesten sächsischen Erzbergbaurevier wurde bereits vor 1945 Uran als Begleitmaterial des Silber- und Buntmetallbergbaus gefördert, allerdings nur in geringem Umfang. So umfasste der Abbau z. B. zwischen 1883 und 1897 nur etwa 4,4 t Uranerz. Ab 1947/48 erfolgten erneute Untersuchungen der alten Halden und Schächte hinsichtlich ihrer Uranhaltigkeit. Die Ergebnisse blieben aber hinter den Erwartungen zurück. So konnten aus den durchsuchten Halden nur knapp 8 kg Uran gewonnen werden. Auch die untersuchten Grubenfelder waren wenig ergiebig, eine Wiederaufnahme der Förderung erfolgte nur in wenigen Schächten. Schwerpunkt der Urangewinnung war die Himmelfahrt Fundgrube in Freiberg, eine Urangewinnung gab es auch im südlich gelegenen Brander Revier. Die Uranvererzung trat vor allem an Kreuzungsbereichen von kb-Gängen (kiesig-blendige Gänge mit Quarz sowie Buntmetallsulfiden) mit fba-Gängen (fluor-baritische Bleierzgänge mit Baryt, Fluorit und Galenit) auf. Die geringe Produktivität führte bereits 1950 zur Einstellung des Uranbergbaus im Freiberger Revier. Bis dahin wurden 5,4 t Uran gewonnen, weitere 1,9 t Vorräte wurden als unwirtschaftlich abgeschrieben.

#### Weitere Erkundungsgebiete
Bis annähernd zur Einstellung der Produktion 1990 führte die Wismut AG/SDAG Wismut Erkundungsarbeiten nach Uran durch, in die das gesamte Staatsgebiet der DDR einbezogen wurde. Neben der Erkundung von Randbereichen bekannter Lagerstätten suchte man auch in Gebieten ohne bekannte Uranmineralisationen nach neuen Vorkommen.
In jungfräulichen Erkundungsgebieten orientierte sich die Suche an den geologischen Rahmenbedingungen bekannter Uranvorkommen weltweit und versuchte davon ausgehend die Uranhöffigkeit der Erkundungsreviere einzuschätzen. Daran orientierte sich die Intensität und Aufwand der Sucharbeiten im jeweiligen Gebiet. In einigen Regionen im Norden der DDR wurden so nur grobmaschige geophysikalische Arbeiten durchgeführt und geologische Daten der Erdöl-/Erdgaserkundung ausgewertet. In anderen Regionen kam es hingegen zu intensiven Erkundungsarbeiten mit eigenem Bohrprogrammen und teilweise bergmännischen Arbeiten.
In folgenden Regionen wurden intensivere Erkundungsarbeiten durchgeführt:
- Nordsächsische Senke (Sachsen/Sachsen-Anhalt)
- Harz/Hornburger Sattel (Sachsen-Anhalt)
- Kupferschiefer- und Kalirevier (Mansfelder Land und Werra; Sachsen-Anhalt/Thüringen)
- Erzgebirgisches Becken (Sachsen)
- Erzgebirge und Vogtland (Sachsen)
- Elbtalgraben (Sachsen)
- Lausitzer Scholle (Sachsen)
- Döhlener Becken (Sachsen)
- Thüringer Becken und Culmitzscher Halbgraben (Thüringen)
- Ostthüringer Hauptsattel (Thüringen)
- Schwarzburger Sattel (Thüringen)
- Thüringer Wald (Thüringen)

Neben dem Auffinden der beschriebenen in Abbau genommenen Lagerstätten konnte die Wismut in einigen Regionen weitere Uranmineralisation- und kleinere Vorkommen nachweisen. Folgende nicht-abgebaute Vorkommen wurden als prognostische Ressourcen in der letzten Vorratsbilanz der Wismut von 1991 ausgewiesen:
- Kyhna – Schenkenberg und kleinere Vorkommen in NW-Sachsen (Region Delitzsch): 6.660 t Uran
- Hauptmannsgrün – Neumark (Vogtland): 2270 t Uran
- Rudolstadt (Thüringen): 1300 t Uran
- kleinere Vorkommen im Erzgebirge: 11.200 t Uran

### Erzverarbeitung

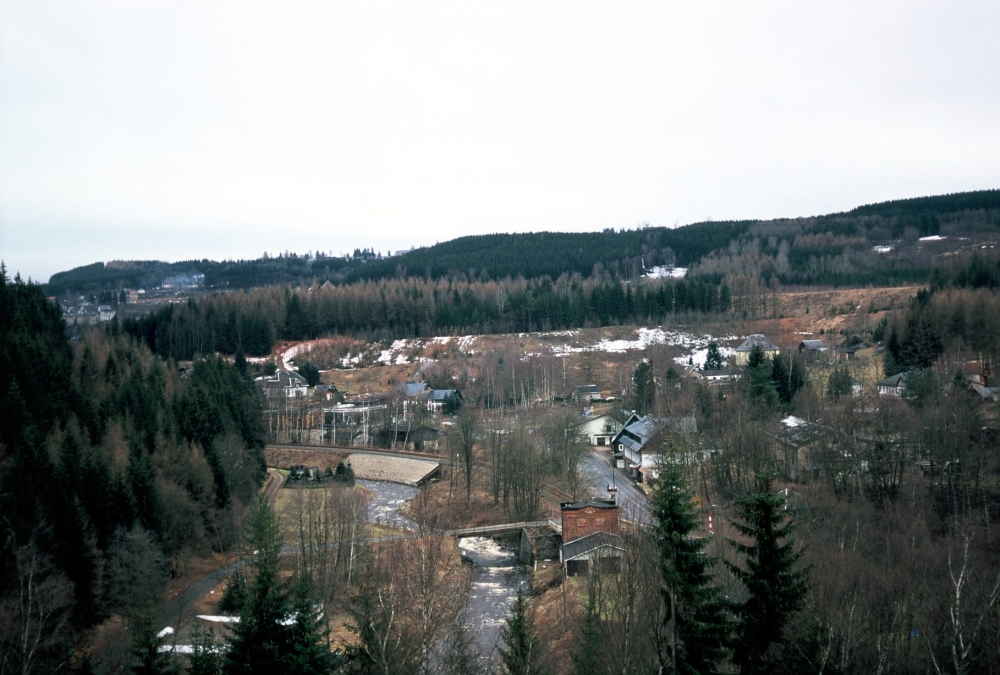
Blick zum früheren Becken für Aufbereitungsrückstände der Fabrik 79 am Stadtrand von Johanngeorgenstadt

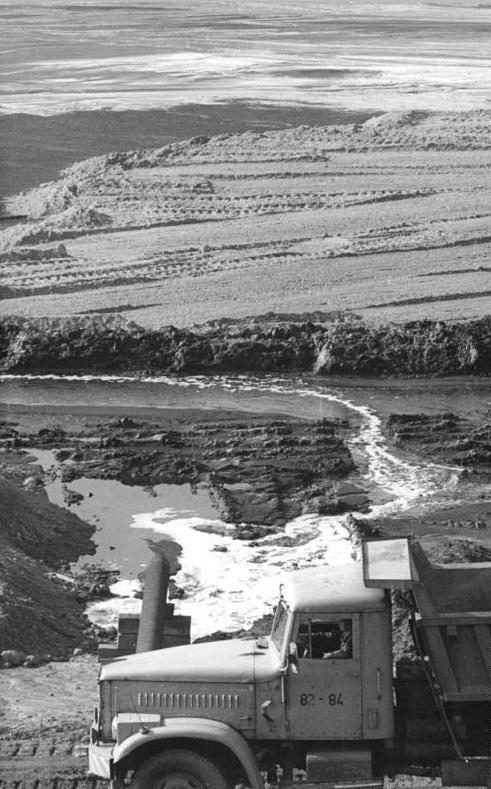
Becken für Aufbereitungsrückstände des Aufbereitungsbetriebes Seelingstädt 1990. Im Vordergrund ein KrAZ-256B

Die Wismut produzierte insgesamt 230.400 t Uran bis 1990, das in Form verschiedener Produkte an die Sowjetunion geliefert wurde. Dieses waren „Warenerze“ und chemische Konzentrate verschiedener Qualität. Der größte Teil des Urans aus den Ganglagerstätten des Erzgebirges und Vogtlandes wurde in Form von Warenerzen an die Sowjetunion geliefert. Die Produktion dieser Warenerze begann z. T. direkt auf dem Abbau beziehungsweise in Sortieranlagen an den Schächten durch Aussortieren von Erzen, die mehr als ein Prozent Uran enthielten. Der Erzgehalt wurde anhand der Gammastrahlung der Erze bestimmt. Die Warenerze wurden auf Beprobungszechen gesammelt und beprobt, bevor sie per Eisenbahn verschickt wurden. Die bedeutendste dieser Anlagen war die Zeche 50 in Aue, die bis 1980 betrieben wurde. Erze unter einem Prozent Urangehalt wurden als „Fabrikerze“ an die Aufbereitungsbetriebe geliefert, wo mechanische Konzentrate mit einem durchschnittlichen Urangehalt von etwa 5 % hergestellt und ebenfalls als Warenerze an die Sowjetunion geliefert wurden. Von den 81.000 t Uran in Warenerzen kamen etwa 15.000 t direkt von den Bergwerken und 66.000 t aus Aufbereitungsbetrieben. Die Produktion von Warenerzen wurde 1980 eingestellt, danach wurden nur noch chemische Konzentrate produziert. Erze aus den Nicht-Ganglagerstätten der Wismut wurden von Anfang an chemisch behandelt, da die relativ gleichmäßige Uranverteilung in diesen Erzen eine mechanische Sortierung uneffektiv machte.
Einige Bergwerke verfügten über radiometrische automatische Aufbereitungsfabriken (RAF) oder -sortieranlagen (RAS), in denen das Fabrikerz angereichert wurde, bevor es in die Aufbereitungsanlagen geschickt wurde. Mehrere Schächte aus der Anfangszeit der Wismut hatten RAS. Über RAF verfügte der Schacht 371 (Hartenstein), das Bergwerk Pöhla und der Bergbaubetrieb „Willi Agatz“ (Freital). Der Bergbaubetrieb Schmirchau (Ronneburg) verfügte von 1960 bis 1970 über eine Anlage zur Feinkornwaschung. Die Vorsortierung arbeitete besonders gut für die Ganglagerstätten des Erzgebirges, während es für die Ronneburger Lagerstätte nicht sehr effektiv war. Das meiste Erz aus Ronneburg wurde ohne weitere Vorbehandlung in die zentralen Aufbereitungsanlagen geschickt.
Zur Verarbeitung der Erze betrieb die Wismut mehrere Aufbereitungsanlagen, die sie in den meisten Fällen von anderen Betrieben übernommen hatte. In den Anfangsjahren waren die folgenden kleineren Anlagen in Betrieb: das Objekt 31 mit der Fabrik 75 in Lengenfeld (Vogtland, Aufbereitung der Wolframitgrube Pechtelsgrün), das Objekt 32 mit der Fabrik 60 in Tannenbergsthal (Vogtland, vormalige Zinnaufbereitung), das Objekt 96 mit den Fabriken 93 (Freital) und 95 (neu errichtet Dresden Gittersee), das Objekt 98/Fabrik 79 in Johanngeorgenstadt (neu errichtet), das Objekt 99 in Oberschlema (vormaliges Blaufarbenwerk) sowie das Objekt 100 in Aue (Nickelhütte). Die Anlagen produzierten verschiedene Produkte, zum einen wurde nach einer radiometrischen Sortierung weitere Warenerze aussortiert, ebenso nassmechanische Konzentrate und chemische Konzentrate („Yellow Cake“). Diese Anlagen verarbeiteten insgesamt etwa 18 Millionen Tonnen Erz. Die letzte dieser kleinen Aufbereitungen wurde 1962 in Freital stillgelegt. Einige wurden aber durch andere Betriebe weiter genutzt.

Laborgebäude der Wismut GmbH im Sanierungsgebiet des ehemaligen Aufbereitungswerkes 102 (AB102) der SDAG Wismut, März 2015.

Das Objekt 101 mit der Fabrik 38, die 1951 in Betrieb ging, entwickelte sich zu einem der beiden zentralen Aufbereitungsanlagen der Wismut. Sie lag in Crossen am Nordrand von Zwickau und wurde 1968 in „Aufbereitungsbetrieb 101“ umbenannt. Sie verarbeitete Erze aus allen großen Lagerstätten der Wismut und produzierte insgesamt 77.000 t Uran aus 74,7 Mio. t Erz. In Crossen wurden sowohl mechanische Konzentrate aus erzgebirgischen Erzen (vor allem vom Bergbaubetrieb Aue) als auch chemische Konzentrate durch soda-alkalische Laugung produziert. Mitte der 1980er Jahre wurden auch Versuche zur Zinnerz-Aufbereitung von Erzen aus Pöhla-Hämmerlein durchgeführt sowie eine experimentelle Silbererz-Aufbereitung für Erze aus Pöhla und Niederschlema-Alberoda in Betrieb genommen. 1989 wurde begonnen, die Aufbereitung stillzulegen, da viele ihrer Anlagen veraltet waren und die rückläufige Produktion der Wismut zu Auslastungsschwierigkeiten führte. Das Konzentrat aus dem letzten Produktionsjahr hatte einen Urangehalt von 75 % bei einer Uranausbringung aus dem Erz von 93,3 %.
Die größte und modernste Aufbereitungsanlage der Wismut befand sich in Seelingstädt (Objekt 102, ab 1968 Aufbereitungsbetrieb 102), angrenzend an die Lagerstätte Culmitzsch in Ostthüringen. Die Anlage wurde 1961 in Betrieb genommen im Ergebnis der wachsenden Bedeutung des Ronneburger Erzfeldes, das sich etwa 15 km nördlich der Anlage befindet.
Sie verarbeitete Erze aus allen Lagerstätten der Wismut mit den höchsten Lieferungen aus Ronneburg. Bis 1991 verarbeitete die Anlage 108,8 Mio. t Erz sowie Produkte aus dem Laugungsbergbau in Königstein und Schmirchau und produzierte 86.273 t Uran im Konzentrat. Es wurden zwei verschiedene chemische Verfahren zur Urangewinnung eingesetzt, in Abhängigkeit von der Geochemie des Erzes. Dies waren ein Verfahren mit soda-alkalischer Laugung und ein Verfahren mit schwefelsaurer Laugung. Beide Verfahren lieferten Konzentrate mit deutlich unterschiedlichen Urangehalten und Ausbringen des Urans aus dem Erz. Im Durchschnitt lag der Konzentratgehalt bei 60 % Uran und das Ausbringen bei 92 %. Das letzte Fass mit Yellow Cake wurde 1996 abgefüllt.
Aus den 230.400 t Uran, welche die Bergbaubetriebe der Wismut gewannen, produzierten die Aufbereitungsbetriebe bis Ende 1990 216.300 t Uran. Dies beinhaltete die als chemische Konzentrate wie auch die als Warenerze verschickten mechanischen Konzentrate.
Nach Einstellung der Uranproduktion wurden die beiden Aufbereitungsanlagen ab 1991 zum Sanierungsbetrieb Seelingstädt zusammengefasst. Die Tailings-Teiche (Industrielle Absetzanlagen – IAA) stellen eine der größten Herausforderungen bei der Sanierung der Wismutstandorte dar. Die schlammartigen Rückstände der Aufbereitungsbetriebe enthalten den größten Teil der ursprünglichen Radioaktivität des Uranerzes in Form von Radium und anderen Zerfallsprodukten des Urans sowie erhöhte Anteile von Stoffen wie Uran, Arsen und weiteren Schwermetallen. Es gibt insgesamt vier große Tailings-Teiche an beiden Standorten mit einem Gesamtvolumen von 152 Mio. m³. Die Urangehalte der Tailings liegen zwischen 50 und 300 g/t, die Arsengehalte bei 50–600 g/t und die Radiumgehalte bei 7 bis 12 Bq/g. Die Gesamtaktivität des Radiums in den Tailings liegt bei etwa 1.5*1015 Bq.

Vertikaldränage-Entwasserungsanlage auf dem Tailings-Teich der Industriellen Absetzanlage des ehemaligen Aufbereitgswerkes 102 (AB102) der SDAG Wismut, am 25. Juni 2016

Neben den Absetzanlagen gab es an beiden Standorten feinkörnige Bergehalden von der Erzsortierung. Bergematerial aus Crossen wurde zu DDR-Zeiten als Baustoff verkauft. Die Reste der Bergehalde wurden nach Betriebseinstellung in die IAA Helmsdorf umgelagert und werden dort mit den Tailings abgedeckt.

### Hilfs- und Zulieferbetriebe

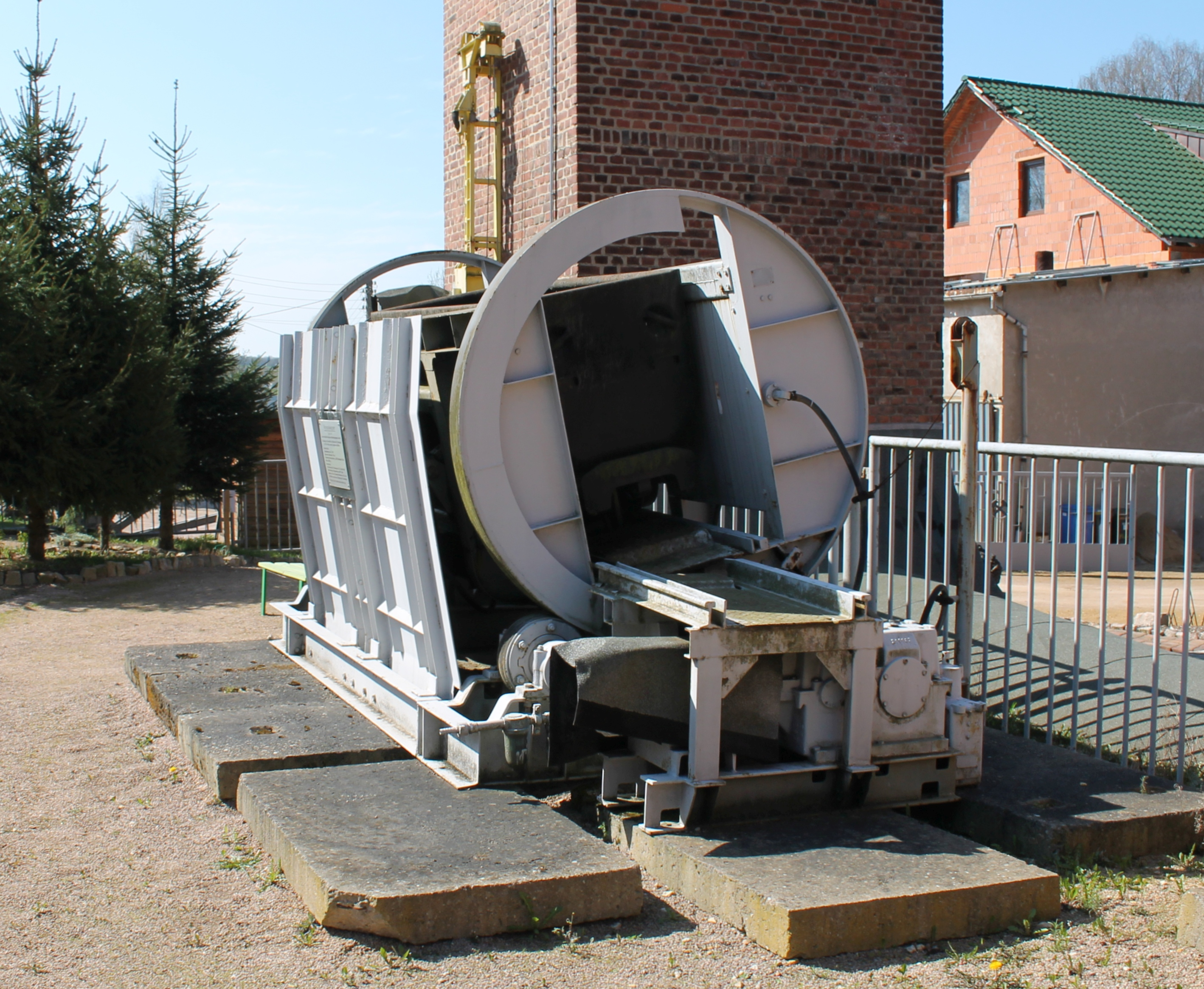
Kreiselwipper VU 151 aus dem BAC Cainsdorf

Die Wismut AG/SDAG Wismut unterhielt mehrere Hilfs- und Zulieferbetriebe zur Unterstützung der Uranproduktion. Nach 1990 wurden diese Betriebe als Fertigungs- und Anlagenbau GmbH (DFA) aus der Wismut ausgegliedert.
Der Betrieb für Bergbauausrüstungen Aue (BBA) fertigte vor allem Technik für den Untertageeinsatz wie Bohrwagen, Grubenlokomotiven oder Fahrlader. Nach 1992 wurde der Betrieb Teil der DFA. Er wurde 1992 liquidiert, da die Abnahme von Bergbauausrüstung zusammengebrochen war und kein Investor gefunden wurde. Auch eine begonnene nicht-Bergbau-bezogene Radlader-Produktion konnte den Betrieb nicht retten. Noch heute sind unzählige Grubenlokomotiven aus Aue in Besucherbergwerken und Parkeisenbahnen/ Feldbahnen im Einsatz.
Der Betrieb für Bergbau- und Aufbereitungsanlagen Cainsdorf (BAC) (Betrieb 536) in Zwickau ging aus der „Königin-Marien-Hütte Cainsdorf“ hervor. Er fertigte verschiedenste Ausrüstungsgegenstände für die Bergbau- und Aufbereitungsbetriebe der Wismut, unter anderem Behälter, Rohrleitungen, Seilscheiben, Ausbauelemente, Getriebe oder Sprengloch-Ladegeräte. Er fertigte auch für andere Bergbauunternehmen in der DDR. Teile des Betriebes wurden nach 1990 privatisiert.
Der Kraftfahrzeugreparaturbetrieb (KRB) hatte seinen Sitz in Chemnitz-Siegmar. Er ging aus dem dort ansässigen Teil der enteigneten Auto Union AG hervor. Die Wismut AG vergab zuerst nur Aufträge an den Betrieb, ab 1948 wurde er Teil des Unternehmens. Hauptaufgabe des Betriebes war die Reparatur von Fahrzeugen der Wismut sowie die Fertigung von Sonderfahrzeugen, Aufbauten und Zulieferteilen für die Automobilindustrie der DDR. Reste des Betriebes wurden 1992 durch die Belgische Firma Renders N.V. übernommen.
Der Bau- und Montagebetrieb 17 (BMB 17) war für die Erbringung von Bauleistungen im Übertagebereich und untergeordnet Untertagebereich verantwortlich. Im Laufe der Zeit nahm er auch verstärkt Aufträge außerhalb der Wismut an. Ab 1990 bot der Bereich Bauwesen Leistungen auf dem freien Markt an.

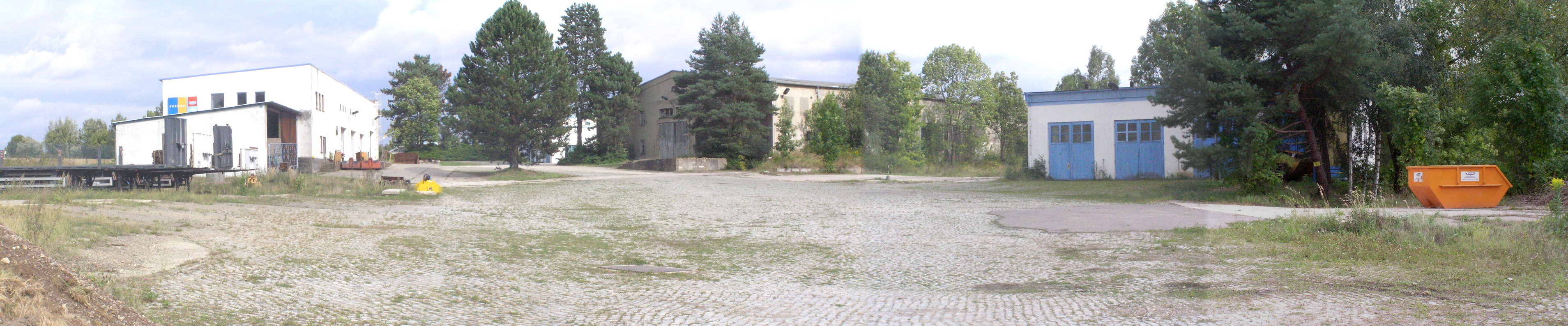
Ehemaliger Reparaturbetrieb des BMB17/BP80 (Produktionsbereich 80) in Zwitzschen bei Seelingstädt, seit 2003 eine Niederlassung der SWECON

Vor allem der Verkauf von Baustoffen (Sand aus der Grube Kayna) war erfolgreich, aber ausstehende Forderungen machten dem Betrieb zu schaffen. 1992 wurde er Teil der DFA.
Der Transportbetrieb der Wismut war für den Personen- und Materialtransport der Wismut AG/SDAG Wismut zuständig. Er verfügte über Autobasen an allen wichtigen Wismutstandorten sowie ein ausgedehntes Busnetz für den Belegschaftstransport. Er wurde 1992 Teil der DFA als Sparte Logistik.
Der Zentrale Geologische Betrieb (ZGB) mit Hauptsitz in Siegmar (Anfangs in Grüna) wurde 1966 gegründet und hatte als Hauptaufgabe die Erhöhung der Uranvorräte der SDAG Wismut. Die Tätigkeit des Betriebs führte zur Aufnahme von 100.800 t Uran in die Bilanzvorräte der Wismut. Er führte aber auch Bohrarbeiten für andere Betriebe der SDAG Wismut durch (z. B. beim Teufen von Schächten) sowie Erkundungsarbeiten auf Zinn, Wolfram, Seltene Erden und Flussspat. Außerhalb der Wismut erkundete er für andere Stellen der DDR auf Braunkohle, Steine und Erden sowie Trinkwasser. Der Betrieb wurde zum 1. Januar 1991 abgewickelt.
Der Projektierungsbetrieb (PB) mit Hauptsitz in Grüna, später in Siegmar, konzipierte Aufbereitungs- und Bergbau- sowie andere Anlagen für die Wismut. Es stellte seine Tätigkeit am 31. Dezember 1990 ein.
Das Wissenschaftlich-Technische Zentrum (WTZ) entwickelte Technologien und Verfahren für die Urangewinnung der Wismut AG/SDAG Wismut. Hierzu zählten unter anderem Abbau- und Ausbauverfahren, Aufbereitungstechnologien, Arbeitssicherheit/ -gesundheit oder Automatisierung und Rationalisierung von Prozessen. Das Zentrum stellte 1990 seine Tätigkeit ein.

## Bedeutung für die Wirtschaft der DDR
Die Wismut AG/SDAG Wismut war eines der größten Industrieunternehmen in der DDR mit anfangs über 100.000 und später rund 45.000 Mitarbeitern. Die finanziellen und materiellen Aufwendungen für das Unternehmen stellten eine große Herausforderung für das Land dar. Die Kosten für den Abbau musste bis 1954 die DDR vollständig tragen, danach nur noch teilweise. Der Aufbau der großen Bergbauanlagen mit dem damit verbundenen Bedarf an Infrastruktur, Energieversorgung, Wohnraum und Kulturangeboten in zuvor meist ländlich geprägten Gebieten war mit großen Aufwendungen verbunden. Der Bergbau war besonders in Ostthüringen einer der Hauptarbeitgeber. Die gesamte Infrastruktur war praktisch auf diesen Wirtschaftszweig ausgerichtet. In Gera wurden die Neubaugebiete Bieblach, Lusan (ab 1972) und Bieblach-Ost (ab 1986) errichtet, und viele Straßen, Krankenhäuser und Schulen verdankten ihre Existenz dem Bergbau. Für den Transport des Erzes in die Aufbereitungsanlagen wurde zwischen Ronneburg und Seelingstädt eine neue Bahnstrecke, die Wismut-Werkbahn, gebaut. Die Belange der Wismut hatten oftmals Vorrang vor allen anderen Dingen in der DDR. So wurde z. B. die Eisenbahnstrecke Zwickau-Aue-Johanngeorgenstadt zweigleisig ausgebaut, während andernorts in der SBZ/DDR ein Gleis zweigleisiger Strecken als Reparationsleistung für die UdSSR demontiert wurde.
Später wurde die SDAG Wismut immer stärker in die DDR-Wirtschaft eingeflochten und erbrachte auch Leistungen außerhalb ihres eigentlichen Tätigkeitsbereichs. Diese Leistungen wurden vor allem durch die Hilfs- und Zulieferbetriebe der Wismut erbracht: Der Zentrale Geologische Betrieb der Wismut erbrachte Erkundungs- und Bohrleistungen sowohl für andere Bergbaubetriebe als auch für die Wasserwirtschaft der DDR; der Baubetrieb der Wismut wurde zum Bau von Wohn- und Kultureinrichtungen landesweit eingesetzt; der Fahrzeugreparaturbetrieb baute Spezialanfertigungen (u. a. Pistenraupen) und Teile für die Nutzfahrzeugproduktion von IFA, und der Betrieb für Bergbauausrüstung Aue lieferte Maschinen für alle großen Bergbaubetriebe der DDR.
Trotzdem blieb die Wismut eine Belastung für die Wirtschaft der DDR und konnte zu keinem Zeitpunkt Uran zu Weltmarktpreisen liefern. 1984 berechnete die Wismut die Selbstkosten pro kg für die Restressourcen des Unternehmens (inklusive Erkundungsreviere). Diese schwankten zwischen 321,60 Mark (Bergbaubetrieb Königstein) und 1005,60 Mark (Baufeld Freital-Heidenschanze). Im Durchschnitt lagen sie für alle bewerteten Uranressourcen bei 471,60 Mark/kg und bei 506 Mark/kg Gesamtkosten für Uran im chemischen Konzentrat. Auf DM-Basis gibt es nur eine Bewertung für die Ressourcen des jüngsten Bergbaubetriebes der Wismut Drosen durch Interuran/Cogema. Diese ermittelten Gewinnungskosten von 369 DM/kg bei einem Schwellengehalt (Cut-Off) von 0,03 % Uran und 203 DM/kg bei einem Cut-Off von 0,1 % Uran.
Die Bedeutung der Wismut für die DDR wurde dadurch unterstrichen, dass die SED-Parteiorganisation im Unternehmen, die Gebietsleitung Wismut, den Rang einer SED-Bezirksleitung hatte.
Die Industriegewerkschaft Wismut (IGW) war die Gewerkschaftsorganisation der Mitarbeiter der SDAG Wismut.

## Gehälter und Versorgung
1947 lag der Bruttoverdienst unter Tage in den verbreitetsten Lohngruppen bei 1,28 Mark pro Stunde. Zu diesem Zeitpunkt wurden 48 Stunden pro Woche gearbeitet. Hinzu kamen das kostenlose warme Mittagessen, Verpflegungsmarken, kostenlose Zigaretten, kostenlose Unterkunft und bei Normübererfüllung weitere Gutscheine, Verpflegungspakete und Prämien. In den Jahren 1986 bis 1989 lag der vergleichbare Stundenlohn bei 4,05 Mark, und es wurden 40 Stunden pro Woche gearbeitet. Der Monats-Bruttolohn für alle Mitarbeiter der Wismut lag 1959 bei durchschnittlich 815 Mark und 1989 bei 1419 Mark. Die bestbezahlte Berufsgruppe waren die Hauer, die 1989 2111 Mark brutto im Monat verdienten. Hinzu kamen anfangs Sach- und später Geldprämien für Normübererfüllung, langjährige Betriebszugehörigkeit und Ähnliches.

In Fragen der Versorgung hatten die Angestellten der Wismut eine privilegierte Stellung inne. So gab es teilweise Geschäfte nur für sie, genannt HO-Wismut oder Wismut-HO (HO für Handelsorganisation), in denen Produkte zu kaufen waren, die im normalen Handel kaum oder gar nicht erhältlich waren. Wismut-Kumpel bekamen bis in die 1970er Jahre besondere Marken, die zum billigeren Einkauf berechtigten. Besonders begehrt und legendär war der akzisefreie Trinkbranntwein, der sogenannte „Kumpeltod“ oder „Wismut-Fusel“, mit 32 % Alkohol in der 0,7-Liter-Flasche und nur auf Bezugsschein für 1,12 M bis 1990 erhältlich. Obwohl alle Bergarbeiter in der DDR Anspruch auf den „Kumpeltod“ hatten, wird dieses Getränk besonders stark mit der Wismut assoziiert. Die Grundzuteilung für Bergleute der Wismut betrug 2 l im Monat, mit Zusatzzuteilung konnten es bis zu 4 l pro Monat sein. Die Bezugsscheine waren bei der Bevölkerung sehr begehrt und wurden gehandelt, obwohl dies verboten war.

## Arbeitsunfälle

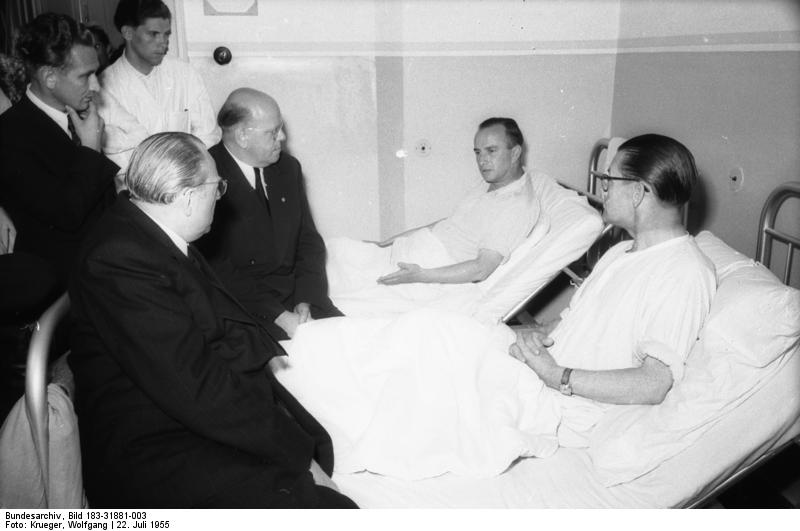
22. Juli 1955: Otto Grotewohl und Karl Schirdewan im Gespräch mit verletzten Bergleuten; Wettersteiger Friedrich Bruseberg und der stellvertretende Reviersteiger Helmut Tischendorf, beide vom Schacht 66

Die Bergarbeiter waren schweren gesundheitlichen Gefährdungen ausgesetzt. Die minderwertige technische Ausstattung sowie mangelnde Erfahrung und Ausbildung der verpflichteten Arbeiter waren der Grund für die hohe Zahl von Arbeitsunfällen vor allem in den 1940er und 1950er Jahren. Für die Jahre 1946 bis 1948 existiert nur eine Schätzung von 200 tödlichen Arbeitsunfällen, für die Jahre 1949 bis 1964 werden 376 tödliche Arbeitsunfälle angegeben, die die 33 Toten der Brandkatastrophe von Niederschlema im Jahre 1955 beinhalten. Bei diesem Grubenunglück am 16. Juli 1955 kam es zu einem Kabelbrand am Blindschacht 208bis. Durch die schlechte Organisation im Bereich Arbeitssicherheit und des Grubenrettungswesens verloren 33 Menschen ihr Leben und 106 wurden verletzt. Zu den Toten gehörte auch eine hohe Zahl von Rettungskräften. Nach diesem Unglück rückte die Arbeitssicherheit mehr in den Mittelpunkt und alle untertägig Beschäftigten und Besucher der Gruben mussten CO-Selbstretter mit sich führen. Es kam zu weiteren Bränden in den Bergbaubetrieben; vor allem in Ronneburg stellten die endogenen Brände, verursacht durch unzureichende Abbauverfahren, ein Problem bis Mitte der 1960er Jahre dar, allerdings gab es keine weiteren Todesopfer durch Grubenbrände. Die Gesamtanzahl der tödlichen Arbeitsunfälle in den Jahren 1946 bis 1990 liegt inklusive der Schätzungen für die ersten Jahre bei 772.

## Berufskrankheiten

### Silikose
Als Berufskrankheiten bei der Wismut stellt die Silikose die größte Gefahr für die Mitarbeiter der Wismut dar. Die Silikose wird durch feinsten Staub ausgelöst, der beim Bohren, beim Transport und bei der Bearbeitung des Erzes bzw. des Nebengesteins entsteht. Vor allem die quarzreichen Erze und Gesteine (Gneise und Glimmerschiefer) des Erzgebirges und Vogtlandes stellten hierbei die größte Silikosegefahr dar; die quarzarmen Gesteine des Ronneburger Erzfeldes waren weniger, wenn auch nicht gänzlich unproblematisch. Die Gefahr durch Staub war schon vor dem Zweiten Weltkrieg bekannt, und es gab entsprechende gesetzliche Regelungen für den Arbeitsschutz in Sachsen seit 1929. Effektive Maßnahmen zur Staubbekämpfung sind das Nassbohren (das heißt, das Bohrklein wird mit Wasser statt mit Pressluft aus dem Bohrloch ausgetragen) sowie eine effektive Wetterführung. Zu Beginn des Uranbergbaus in Ostdeutschland gab es aber keine entsprechende technische Ausrüstung, und es mangelte an Ausbildung und Sensibilisierung der meist unerfahrenen Bergleute und der sowjetischen Grubenleiter für das Problem. So wurde auch von vielen Bergleuten auf Nassbohren verzichtet, falls die technische Ausrüstung vorhanden war, um höhere Leistungen und damit Prämien zu erzielen. Erst ab Mitte der 1950er Jahre wurden das Trockenbohrverbot in der Wismut und eine effektive Wetterführung konsequent umgesetzt. Ebenso wurde beim Transport und der Verarbeitung des Haufwerkes auf Staubvermeidung durch z. B. Berieselungsanlagen geachtet, und es wurden Stellen in der Staubmessung und Staubbekämpfung auf den Betrieben geschaffen. Trotzdem blieb Quarzstaub an vielen Arbeitsstellen weiterhin bis zur Produktionseinstellung 1990 ein Gesundheitsrisiko. Zum Stand vom 31. Januar 1997 wurden im Zeitraum 1952 bis 1990 14.592 Fälle von Silikose als Berufskrankheit bei der Wismut anerkannt.
Auch aktuelle Untersuchungen der BAuA wurden weiterhin zur Thematik mit erweiterten Fragestellungen zum Beispiel nach möglicher Häufung von Herzinfarkten durchgeführt.

### Strahleninduzierter Lungenkrebs
Der durch ionisierende Strahlung ausgelöste Lungenkrebs folgt an zweiter Stelle der Berufskrankheiten bei der Wismut. In der Zerfallsreihe von Uran-238 und Uran-235 kommen die Isotope des Edelgases Radon vor. Dieses wird über Klüfte aus dem Gestein sowie aus dem gebrochenen Erz an die Grubenluft abgegeben. Radon selbst zerfällt weiter zu den radioaktiven Isotopen der Schwermetalle Polonium und Wismut (Radonfolgeprodukte – RFP; Alpha-Strahler). Diese können an Staubteilchen haftend eingeatmet werden und sich in der Lunge der Bergarbeiter festsetzen und so das Lungengewebe radioaktiver Strahlung aussetzen. Wie auch bei der Silikose spielen bei der Reduzierung der Gefahr durch Radonfolgeprodukte die Staubbekämpfung und eine entsprechende Wetterführung eine große Rolle. Schon 1949 wurden die erste Vorschriften zur Wetterführung durch die Wismut AG erlassen. Am 30. Dezember 1952 wurde die erste gesetzlich Vorschrift für die Bewetterung im Erzbergbau durch die DDR erlassen. Ab 1955 wurden Messungen zur Radonbelastungen durchgeführt. Ab 1957 begann die systematische Radonüberwachung. Diese Messwerte wurden allerdings längere Zeit den für die Anerkennung von Berufskrankheiten zuständigen Ärzten aus Geheimhaltungsgründen nicht zur Verfügung gestellt, so dass diese die Fälle nur aufgrund der Länge der Beschäftigung bei der Wismut sowie der Arbeitsplatzcharakteristik bewerten konnten. Aufgrund fehlender Messergebnisse in der Zeit von 1946 bis 1956 wurden Messergebnisse des Erzbergbaus im Erzgebirge aus den 1930er und 1940er Jahren zur Bewertung der Fälle herangezogen.
Zum Stand vom 31. Januar 1997 wurden im Zeitraum 1952 bis 1990 5.275 Fälle von Bronchialkrebs durch ionisierende Strahlung als Berufskrankheit bei der Wismut anerkannt. Eine Anzahl an Silikose verstorbener Bergleute wies ebenso ein Lungenkarzinom auf, was bei Silikosefällen außerhalb des Uranbergbaus untypisch ist. Eine verstärkende Wirkung der radioaktiven Belastung ging von Arsenstäuben aus. Eine hohe Anzahl der Erkrankten arbeitete in der Frühzeit und dann auch nur relativ kurz bei der Wismut. Die späteren Beschäftigten waren durch Kontroll- und Bewetterungsmaßnahmen besser vor Radon und RFP geschützt.
Von 1991 bis 2011 bestätigte die Deutsche Gesetzliche Unfallversicherung insgesamt 3.700 Lungenkrebsfälle als Berufskrankheit. Dazu kamen 100 Menschen mit Kehlkopfkrebs und 2.800 mit Silikose. Für Entschädigungen flossen bis 2011 fast eine Milliarde Euro von der DGUV an ehemalige Wismutmitarbeiter.

### Weitere Berufskrankheiten
Weitere bergbautypische Berufskrankheiten bei der Wismut waren Vibrations- und Überlastungsschäden, Gehörschäden, Hauterkrankungen und Erkrankungen durch toxische Stoffe. Im Gegensatz zu den Lagerstätten Königstein, Freital und Ronneburg ließ sich die Arbeit auf den Ganglagerstätten im Erzgebirge nur schwer mechanisieren durch den angewendeten Firstenstoßbau mit seinem geringen Platzangebot für größere Technik. Bei diesem Abbauverfahren mussten die Bergleute die Bohrhämmer mit der Hand führen, wobei sie ständig im direkten Kontakt mit dem Gerät waren und sich die Vibrationen auf die Gelenke der Bergleute übertrugen und so zu entsprechenden Gesundheitsschädigungen führten. Versuche, Techniken einzuführen, um den Bergmann vom direkten Kontakt mit dem Bohrgerät zu lösen, blieben weitgehend erfolglos.

## Gesundheitswesen Wismut
Ab 1954 gewannen Sicherheit und Gesundheitsschutz an Bedeutung. Neben dem staatlichen Gesundheitswesen der DDR gab es das separate Gesundheitswesen Wismut. Das Gesundheitswesen Wismut betrieb insgesamt 45 medizinische Einrichtungen, darunter 21 Betriebsambulatorien, sieben Polikliniken, Bergarbeiterkrankenhäuser in mehreren Städten und Sanatorien in Bad Elster, Warmbad, Bad Liebenstein, Schlema und auch Bad Sulza. Das „Wismut-Sanatorium“ in Bad Sulza – das heutige Klinikzentrum Bad Sulza – wurde zwischen 1964 und 1969 errichtet. Wismut-Krankenhäuser und -Kliniken waren zunächst wesentlich besser ausgestattet als die medizinischen Einrichtungen in der übrigen DDR. Von 1968 bis 1989 war das „Wismut-Sanatorium“ in Bad Sulza, das der Behandlung chronischer Atemwegserkrankungen diente, die zentrale Rehabilitationseinrichtung der SDAG Wismut und auch die modernste Rehabilitationsklinik der DDR. Die Mitarbeiter der SDAG Wismut hatten das Recht auf eine Rehabilitationsmaßnahme pro Jahr.

## Umweltschäden und Sanierung

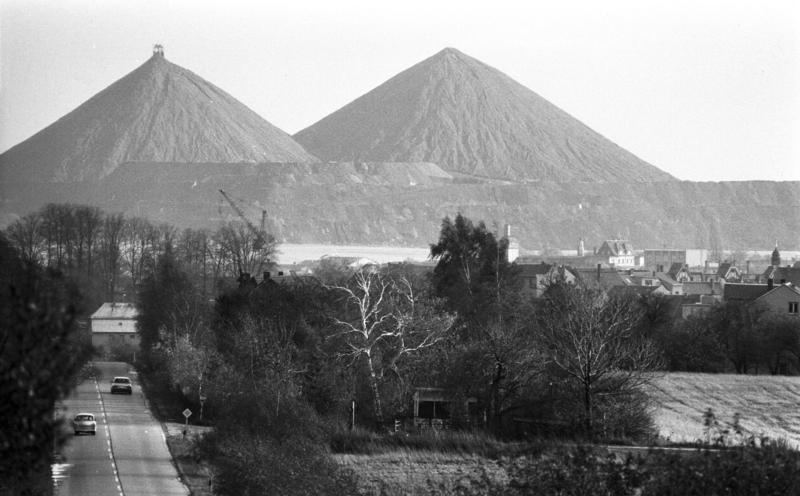
Die beiden Abraumhalden des BB Reust (im Volksmund „Ronneburger Titten“ genannt), November 1990

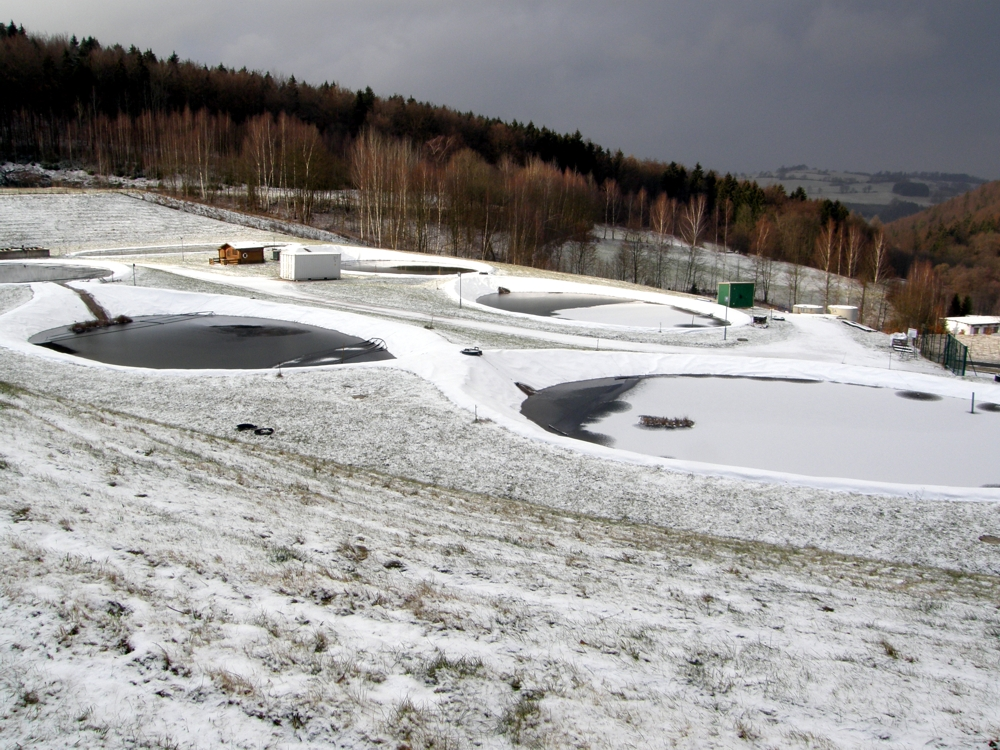
Biologische Wasserbehandlungsanlage am Standort Pöhla, Erzgebirge

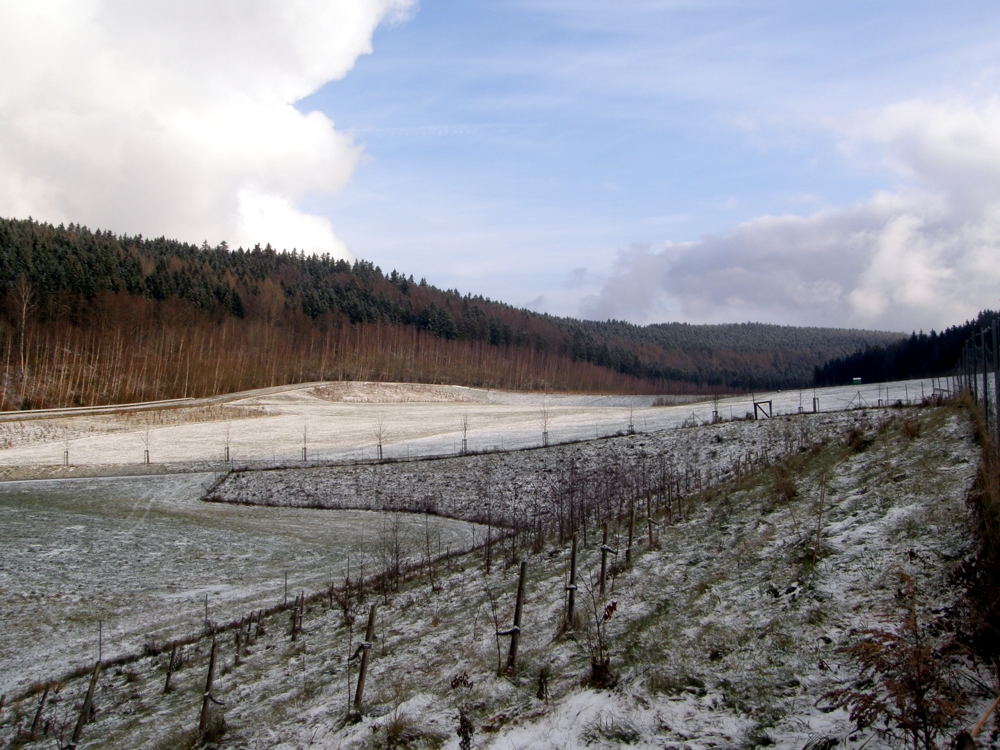
Saniertes Haldengelände am Standort Pöhla, Erzgebirge

Der Uranbergbau der Wismut AG/SDAG Wismut stellte einen tiefen Eingriff in die Natur und Kulturlandschaft der betroffenen Gebiete dar. Viele Gebäude Oberschlemas und die meisten im Stadtzentrum von Johanngeorgenstadt mussten wegen Bergschadensgefahr durch den oberflächennahen Abbau von Erzgängen abgerissen werden. Im Ronneburger und Culmitzscher Revier mussten mehrere Dörfer den Halden und Tagebauen weichen. Der potentielle Eintrag von Schadstoffen in den Luft- oder Wasserpfad ist jedoch das längerfristig größere Problem des Uranbergbaus. Die Hauptschadstoffe sind Uran, Radium, Radon und seine Folgeprodukte und je nach Mineralogie der verschiedenen Lagerstätten Elemente wie Arsen, Eisen oder Mangan. Diese Stoffe können als Staub oder durch Sickerwasser aus den Halden und Absetzanlagen ausgetragen werden oder direkt durch das Grubenwasser in das Grundwasser oder die Vorfluter gelangen. Für Wohnbebauung in unmittelbarer Nähe der Lagerstätten und Halden stellt Radon ein großes Problem dar, da Radon und seine Folgeprodukte sich in geschlossenen Räumen ansammeln können. Weiterhin tritt eine Umweltgefährdung wie bei anderen Industrie- und Bergbaubetrieben durch Betriebsstoffe wie Kraftstoffe, Fette und Öle auf.
Bei der Stilllegung von älteren Standorten durch die Wismut AG/SDAG Wismut beinhalteten die Sanierungsmaßnahmen meist nur den Abbruch der Betriebsanlagen, eine Verwahrung der Schächte sowie gegebenenfalls eine Konturierung und Aufforstung der Haldenkomplexe. Mit dem Beschluss zur Stilllegung der Aufbereitungsanlage Crossen und des Bergbaubetriebes Willi Agatz in Dresden-Gittersee wurde durch die SDAG Wismut erstmals ein Sanierungskonzept für zwei große Betriebsstandorte erarbeitet. Durch die Ereignisse 1990 und die Einstellung der Uranproduktion im selben Jahr wurde ab 1991 für alle Standorte der Wismut ein Konzept erarbeitet und umgesetzt. Die im selben Jahr gegründete bundeseigene „Wismut GmbH“ war dabei für die Sanierung aller Standorte der Wismut verantwortlich, die zum 30. Juni 1990 im uneingeschränkten Besitz der Wismut waren. Dies waren Flächen mit einer Gesamtausdehnung von 37 km², 310 Mio. m³ Abraumhalden und rund 150 Mio. m³ Aufbereitungsrückständen. Zum Unternehmen gehörten 1990 fünf Bergbaustandorte und zwei Aufbereitungsbetriebe. Zu den Schwerpunkten der Tätigkeit der Wismut GmbH gehören:
- die sichere Verwahrung der Grubenbaue und Schächte
- Behandlung des Flutungswassers
- Dekontaminierung und Rückbau der Betriebsanlagen
- Sanierung der Halden und Tagebaue
- Sanierung der Industriellen Absetzanlagen

Die Aufgaben wurden von eigenständigen Sanierungsbetrieben (später Niederlassungen) der Wismut GmbH durchgeführt:
- Sanierungsbetrieb Ronneburg (Bergbaurevier Ronneburg)
- Sanierungsbetrieb Aue (Lagerstätten Niederschlema-Alberoda und Pöhla)
- Sanierungsbetrieb Königstein (Lagerstätten Königstein und Freital)
- Sanierungsbetrieb Seelingstädt (Aufbereitungsbetriebe Seelingstädt und Crossen)

Die Sanierungsumfänge richten sich unter anderem nach dem Nachnutzungskonzept für die Flächen. Ein Großteil wird zur forstwirtschaftlichen Weiternutzung an andere Träger übergeben, aber auch Naherholung und Freizeit (z. B. Kurpark Oberschlema) und gewerbliche Nutzung sind vertreten. Der südliche Teil der Lagerstätte Ronneburg mit den sanierten Halden- und Tagebauflächen war 2007 ein Bestandteil der Bundesgartenschau Gera-Ronneburg.
Bis Ende 2006 waren 85 % der geplanten Sanierungsmaßnahmen durchgeführt und dafür 4,8 Milliarden Euro der bereitgestellten Mittel verwendet.
Standorte, die vor dem 31. Dezember 1962 von der Wismut an andere Träger abgegeben wurden und 1990 nicht mehr im Besitz des Unternehmens waren, müssen durch die Wismut GmbH bzw. ihren Träger nicht saniert werden. Allerdings wurde für die sächsischen Altstandorte 2003 ein Verwaltungsabkommen zwischen dem Freistaat Sachsen und dem Bund getroffen, mit dem Ziel der Sanierung dieser Objekte durch die Wismut GmbH. Diese Maßnahmen werden allerdings nicht aus dem 6,4-Milliarden-Euro-Budget der Wismut finanziert.
Nach Wismut-Angaben wurden bis Ende 2016 rund 6,2 der insgesamt geplanten 6,4 Milliarden Euro ausgegeben. Davon entfielen ca. 3,2 Milliarden Euro auf die Thüringer Sanierungsstandorte Ronneburg und Seelingstädt und ca. 3,2 Milliarden Euro auf die sächsischen Sanierungsstandorte Crossen, Pöhla, Schlema, Königstein und Dresden-Gittersee. Damit sind die ursprünglich 1990/91 zu Beginn der Sanierung angesetzten Mittel eigentlich aufgebraucht. Die Wismut geht jedoch bis 2045 von weiteren anfallenden Sanierungskosten in Höhe von ca. 2 Milliarden Euro aus.
Für die Sanierung, die in ihrem Umfang einzigartig ist, musste die Wismut GmbH eine Reihe neuer Technologien erarbeiten, wie z. B. für die Abdeckung der Industriellen Absetzanlagen. Diese zum Teil neu entwickelten Techniken werden heute von der 2002 gegründeten Tochtergesellschaft „Wisutec GmbH“ vermarktet.

## Ressourcentabelle der Wismut AG/SDAG Wismut
Die Zahlen dieser Tabelle stellen den Ressourcenstand zum 1. Januar 1991 dar und wurden, wo nicht anders angegeben, der Quelle entnommen. Alle Angaben sind in Tonnen Uran. Die gesamten Restressourcen entsprechen den Bilanzvorräten plus den prognostischen Ressourcen. Das Gesamtpotenzial entspricht den gesamten Restressourcen plus der Ressourcenlöschung.
Nach 1990 fand in Ronneburg, Niederschlema-Alberoda und Pöhla ein geringer „Entsorgungsbergbau“ statt, um die Kontaktfläche zwischen anstehendem Uranerz und dem späteren Flutungswasser zu minimieren. In Königstein fällt bei der Grubenwasseraufbereitung bis heute Uran an, das durch Verkauf „entsorgt“ wird. Für Königstein beträgt diese Entsorgung zwischen 1991 und 2008 größenordnungsmäßig 1.500 t Uran. Die Zahlen des Entsorgungsbergbaus ab 1991 sind in der folgenden Tabelle nicht enthalten.
| Lagerstätte/Vorkommen                          | Produktionszeit                 | Typ                                     | Produktion | Ressourcenlöschung | Bilanzvorräte C1 + C2 | prognostische Ressourcen | gesamte Restressourcen | Gesamtpotenzial | Nebenressourcen                                               |
| ---------------------------------------------- | ------------------------------- | --------------------------------------- | ---------- | ------------------ | --------------------- | ------------------------ | ---------------------- | --------------- | ------------------------------------------------------------- |
| Erzfeld Ronneburg (Ostthüringen)               | 1950–1990                       | Schwarzschiefer                         | 91.354     | 112.914            | 51.820                | 35.423                   | 87.243                 | 200.157         | keine                                                         |
| Schmirchau / Reust                             | 1952–1990 / 1957–1988           | Schwarzschiefer                         | ?          | 65.265             | 6.623                 | 1.513                    | 8.145                  | 73.410          | keine                                                         |
| Paitzdorf                                      | 1954–1990                       | Schwarzschiefer                         | ?          | 22.563             | 6.187                 | 0,0                      | 6.187                  | 28.749          | keine                                                         |
| Tagebau Stolzenberg                            | 1954–1957                       | Schwarzschiefer                         | ?          | 176                | 0,0                   | 0,0                      | 0,0                    | 176             | keine                                                         |
| Tagebau Lichtenberg                            | 1958–1976                       | Schwarzschiefer                         | ?          | 14.115             | 0,0                   | 0,0                      | 0,0                    | 14.115          | keine                                                         |
| Beerwalde (Löbichau) (inkl. Korbußen)          | 1974–1990                       | Schwarzschiefer                         | ?          | 7.658              | 15.913                | 0,0                      | 15.913                 | 23.571          | keine                                                         |
| Drosen                                         | 1982–1990                       | Schwarzschiefer                         | 2.941      | 3.138              | 23.098                | 3.760                    | 26.858                 | 29.996          | keine                                                         |
| Paitzdorf Flanken                              | Erkundungsfeld                  | Schwarzschiefer                         | 0,0        | 0,0                | 0,0                   | 367                      | 367                    | 367             | keine                                                         |
| Zeitz-Baldenhain                               | Erkundungsfeld                  | Schwarzschiefer                         | 0,0        | 0,0                | 0,0                   | 16.000                   | 16.000                 | 16.000          | keine                                                         |
| Kauern                                         | Erkundungsfeld                  | Schwarzschiefer                         | 0,0        | 0,0                | 0,0                   | 453                      | 453                    | 453             | keine                                                         |
| Prehna                                         | Erkundungsfeld                  | Schwarzschiefer                         | 0,0        | 0,0                | 0,0                   | 8.531                    | 8.531                  | 8.531           | keine                                                         |
| Untitz                                         | Erkundungsfeld                  | Schwarzschiefer                         | 0,0        | 0,0                | 0,0                   | 2.000                    | 2.000                  | 2.000           | keine                                                         |
| Crimmitschauer Störungszone                    | Erkundungsfeld                  | Schwarzschiefer                         | 0,0        | 0,0                | 0,0                   | 2.560                    | 2.560                  | 2.560           | keine                                                         |
| Lichtenberg-Nord                               | Erkundungsfeld                  | Schwarzschiefer                         | 0,0        | 0,0                | 0,0                   | 230                      | 230                    | 230             | keine                                                         |
| Erzfeld Schlema (Westerzgebirge)               | 1946–1990                       | Ganglagerstätte                         | 80.414     | 90.554             | 1.032                 | 5.017                    | 6.049                  | 96.603          | Ag, Co, Ni, Bi, Pb, Zn, Se, Fe                                |
| Niederschlema-Alberoda                         | 1949–1990                       | Ganglagerstätte                         | 73.105     | 82.609             | 1.032                 | 1.017                    | 2.049                  | 84.658          | Ag, Co, Ni, Bi, Pb, Zn, Se                                    |
| Oberschlema                                    | 1946–1960                       | Ganglagerstätte                         | 7.099      | 7.945              | 0,0                   | 0,0                      | 0,0                    | 7.945           | Cu, Fe                                                        |
| Schneeberg                                     | 1946–1956                       | Ganglagerstätte                         | 210        | >210               | 0,0                   | 0,0                      | 0,0                    | >210            | Ag, Co, Ni, Bi                                                |
| Bernsbach                                      | Erkundungsfeld                  | Ganglagerstätte                         | 0,0        | 0,0                | 0,0                   | 4.000                    | 4.000                  | 4.000           | keine                                                         |
| Königstein (sächsische Schweiz)                | 1967–1990                       | sedimentär (Sandstein)                  | 17.756     | 19.257             | 4.304                 | 4.251                    | 8.555                  | 27.812          | keine                                                         |
| Erzfeld Culmitzsch (Ostthüringen)              | 1951–1967                       | sedimentär (Mergel, Ton- und Kalkstein) | ?          | 11.956             | 0,0                   | 3.350                    | 3.350                  | 15.306          | keine                                                         |
| Culmitzsch                                     | 1955–1967                       | sedimentär (Mergel, Ton- und Kalkstein) | ?          | 9.217              | 0,0                   | 0,0                      | 0,0                    | 9.217           | keine                                                         |
| Sorge-Trünzig                                  | 1951–1957                       | sedimentär (Mergel, Ton- und Kalkstein) | ?          | 2.292              | 0,0                   | 0,0                      | 0,0                    | 2.292           | keine                                                         |
| Gauern                                         | 1953–1957                       | sedimentär (Mergel, Ton- und Kalkstein) | ?          | 428                | 0,0                   | 0,0                      | 0,0                    | 428             | keine                                                         |
| Gera-Süd                                       | Erkundungsfeld                  | sedimentär (Mergel, Ton- und Kalkstein) | ?          | 19,4               | 0,0                   | 3.350                    | 3.350                  | 3.369           | keine                                                         |
| Zobes (Vogtland)                               | 1949–1963                       | Ganglagerstätte                         | 4.673      | 5.031              | 0,0                   | 0,0                      | 0,0                    | 5.031           | Cu, W                                                         |
| Freital (Döhlen Becken)                        | 1947–1953; 1952–1955; 1968–1989 | sedimentär (Steinkohle)                 | 3.766      | 3.977              | 0,0                   | 0,0                      | 0,0                    | 3.977           | Steinkohle                                                    |
| Johanngeorgenstadt (Westerzgebirge)            | 1946–1958                       | Ganglagerstätte                         | 3.585      | 4.100              | 0,0                   | 0,0                      | 0,0                    | 4100            | Ag, Bi, Co, Ni                                                |
| Pöhla (Westerzgebirge)                         | 1957–1990                       | Ganglagerstätte                         | 1.217      | 1.322              | 766                   | 4.577                    | 5.343                  | 7.882           | Magnetit, Sn, Zn, W, In, Cd, Ag, As                           |
| Tellerhäuser (Westerzgebirge)                  | 1983–1990                       | Ganglagerstätte                         | 1.204      | 1.308              | 766                   | 4.577                    | 5.343                  | 7.854           | Magnetit, Sn, Zn, W, In, Cd, Ag, As                           |
| Hämmerlein                                     | Erkundungsfeld                  | Ganglagerstätte                         | 12,8       | 14,0               | 0,0                   | 0,0                      | 0,0                    | 14,0            | Sn, Zn, W, In, Cd                                             |
| Globenstein                                    | 1957–1960                       | Ganglagerstätte                         | 0,6        | 0,6                | 0,0                   | 0,0                      | 0,0                    | 0,6             | Magnetit, Sn, W                                               |
| Erzfeld Schwarzenberg (Westerzgebirge)         | 1947–1959                       | Ganglagerstätte                         | 1.347      | 1.446              | 0,0                   | 0,0                      | 0,0                    | 1.446           | Magnetit, Sn, Zn, W                                           |
| Antonsthal (Weißer Hirsch)                     | 1949–1959                       | Ganglagerstätte                         | 748        | 827                | 0,0                   | 0,0                      | 0,0                    | 829             | Magnetit, Sn, Zn, W                                           |
| Seifenbach                                     | 1947–1955                       | Ganglagerstätte                         | 230        | 280                | 0,0                   | 0,0                      | 0,0                    | 280             | keine                                                         |
| Tannenbaum (September)                         | 1948–1955                       | Ganglagerstätte                         | 90,0       | 100                | 0,0                   | 0,0                      | 0,0                    | 100             | keine                                                         |
| Neuoberhaus                                    | 1947–1955                       | Ganglagerstätte                         | 62,0       | 70,0               | 0,0                   | 0,0                      | 0,0                    | 70,0            | keine                                                         |
| Mai                                            | 1949–1955                       | Ganglagerstätte                         | 50         | >50                | 0,0                   | 0,0                      | 0,0                    | >50             | keine                                                         |
| Unruhe-Halbe Meile                             | 1950–1953                       | Ganglagerstätte                         | 47,0       | 55,0               | 0,0                   | 0,0                      | 0,0                    | 55,0            | keine                                                         |
| Tellerhäuser-Kaffenberg                        | 1950–1954                       | Ganglagerstätte                         | 42,0       | 50,0               | 0,0                   | 0,0                      | 0,0                    | 50,0            | keine                                                         |
| Rabenberg (Juni)                               | 1949–1955                       | Ganglagerstätte                         | 32         | >32                | 0,0                   | 0,0                      | 0,0                    | >32             | keine                                                         |
| Raschau-Grünstädtl                             | 1950–1954                       | Ganglagerstätte                         | 22,0       | 25,0               | 0,0                   | 0,0                      | 0,0                    | 25,0            | keine                                                         |
| Rittersgrün (Segen Gottes)                     | 1948–1954                       | Ganglagerstätte                         | 20,4       | 24,0               | 0,0                   | 0,0                      | 0,0                    | 24,0            | keine                                                         |
| Erla-Crandorf                                  | 1948–1954                       | Ganglagerstätte                         | 12,3       | 15,0               | 0,0                   | 0,0                      | 0,0                    | 15,0            | keine                                                         |
| Breitenbrunn (Margarethe)                      | 1946–1951                       | Ganglagerstätte                         | 7,0        | >7,0               | 0,0                   | 0,0                      | 0,0                    | >7,0            | keine                                                         |
| Bermsgrün                                      | 1950–1953; 1956                 | Ganglagerstätte                         | 2,1        | >2,1               | 0,0                   | 0,0                      | 0,0                    | >2,1            | keine                                                         |
| Schneckenstein (Vogtland)                      | 1949–1959                       | Ganglagerstätte                         | 953        | 1.136              | 0,0                   | 0,0                      | 0,0                    | 1.136           | Baryt                                                         |
| Annaberg-Buchholz (mittleres Erzgebirge)       | 1947–1958                       | Ganglagerstätte                         | 450        | 520                | 0,0                   | 0,0                      | 0,0                    | 520             | Ag, Co, Bi, Ni                                                |
| Bergen (Vogtland)                              | 1949–1959                       | Ganglagerstätte                         | 162        | 197                | 0,0                   | 0,0                      | 0,0                    | 197             | keine                                                         |
| Niederschlag-Bärenstein (mittleres Erzgebirge) | 1947–1954                       | Ganglagerstätte                         | 133        | 155                | 0,0                   | 0,0                      | 0,0                    | 155             | Fluorit, Baryt                                                |
| Marienberg (mittleres Erzgebirge)              | 1947–1954                       | Ganglagerstätte                         | 121        | >121               | 0,0                   | 0,0                      | 0,0                    | >121            | Fluorit, Baryt, Ag, Co, Ni, Bi                                |
| Dittrichshütte (Südthüringen)                  | 1950–1953                       | Schwarzschiefer                         | 113        | 163                | 0,0                   | 0,0                      | 0,0                    | 163             | keine                                                         |
| Gottesberg (Vogtland)                          | 1949–1955                       | Ganglagerstätte                         | 56,4       | 68,6               | 0,0                   | 0,0                      | 0,0                    | 68,6            | Sn, W                                                         |
| Steinach (Südthüringen)                        | 1953–1954                       | Schwarzschiefer                         | 43,6       | 59,7               | 0,0                   | 0,0                      | 0,0                    | 49,7            | keine                                                         |
| Niederpöbel (Osterzgebirge)                    | 1948–1953                       | Ganglagerstätte                         | 30         | >30                | 0,0                   | 0,0                      | 0,0                    | 30              | keine                                                         |
| Bärenhecke (Osterzgebirge)                     | 1949–1954                       | Ganglagerstätte                         | ?          | 44,2               | 0,0                   | 0,0                      | 0,0                    | 44,2            | keine                                                         |
| Schleusingen (Südthüringen)                    | 1950–1953                       | sedimentär (Sandstein)                  | 14,0       | 27,0               | 0,0                   | 0,0                      | 0,0                    | 27,0            | keine                                                         |
| Freiberg (Osterzgebirge)                       | 1948–1950                       | Ganglagerstätte                         | ?          | 5,4                | 0,0                   | 0,0                      | 0,0                    | 5,4             | keine                                                         |
| NW-Sachsen                                     | Erkundungsrevier                | Vulkanitgebunden                        | 0,0        | 0,0                | 0,0                   | 6.660                    | 6.660                  | 6.660           | W, REE, Nb, Ta, Phosphat                                      |
| Kyhna-Schenkenberg                             | Erkundungsrevier                | Vulkanitgebunden                        | 0,0        | 0,0                | 0,0                   | 2.500                    | 2.500                  | 2.500           | keine                                                         |
| Werben                                         | Erkundungsrevier                | Vulkanitgebunden                        | 0,0        | 0,0                | 0,0                   | 2.500                    | 2.500                  | 2.500           | keine                                                         |
| Serbitz                                        | Erkundungsrevier                | Vulkanitgebunden                        | 0,0        | 0,0                | 0,0                   | 1.000                    | 1.000                  | 1.000           | keine                                                         |
| „südliches Vorkommen“                          | Erkundungsrevier                | Vulkanitgebunden                        | 0,0        | 0,0                | 0,0                   | 660                      | 660                    | 660             | keine                                                         |
| Hauptmannsgrün-Neumark (Vogtland)              | Erkundungsrevier                | Schwarzschiefer                         | 0,0        | 0,0                | 0,0                   | 2.270                    | 2.270                  | 2.270           | keine                                                         |
| Erzgebirge und Vogtland                        | Erkundungsreviere               | Ganglagerstätten                        | 0,0        | 0,0                | 0,0                   | 11.200                   | 11.200                 | 11.200          | keine                                                         |
| NW-Flanke Pöhla                                | Erkundungsrevier                | Ganglagerstätte                         | 0,0        | 0,0                | 0,0                   | 6.050                    | 6.050                  | 6.050           | keine                                                         |
| mittleres Erzgebirge                           | Erkundungsreviere               | Ganglagerstätten                        | 0,0        | 0,0                | 0,0                   | 2.384                    | 2.384                  | 2.384           | keine                                                         |
| Westerzgebirge (ohne Schlema und Pöhla)        | Erkundungsreviere               | Ganglagerstätten                        | 0,0        | 0,0                | 0,0                   | 1.471                    | 1.471                  | 1.471           | keine                                                         |
| Osterzgebirge                                  | Erkundungsreviere               | Ganglagerstätten                        | 0,0        | 0,0                | 0,0                   | 1.295                    | 1.295                  | 1.295           | keine                                                         |
| Rudolstadt (Südthüringen)                      | Erkundungsrevier                | Schwarzschiefer                         | 0,0        | 0,0                | 0,0                   | 1.300                    | 1.300                  | 1.300           | keine                                                         |
| Wismut gesamt (bis 1990)                       | 1947–1990                       |                                         | 216.300    | 251.510            | 57.922                | 74.078                   | 132.000                | 383.510         | Sn, W, Zn, Fe, Cu, Bi, Co, Ni, Ag, As, In, Cd, Baryt, Fluorit |

- vgl. Liste aller Wismutschächte

## Rezeption in der Kultur
- Konrad Wolf: Sonnensucher (1958 verbotener und erst 1972 gezeigter Spielfilm)
- Werner Bräunig: Rummelplatz (zwischen 1959 und 1965 geschriebener, aber erst 2007 vollständig veröffentlichter Roman)
- Herbert Jobst: Der Glücksucher. Der dramatische Lebensweg des Adam Probst, 4. Teil des Romanzyklus'

### Gesamtdarstellung / Zeitgeschichte
- J. Waury, K. H. Wieland: Chronik der Gebietsorganisation Wismut der Freien Deutschen Jugend für die Jahre 1946–1961 (= Schriftenreihe zur Geschichte der Gebietsorganisation Wismut der FDJ). Karl-Marx-Stadt 1985.
- Paul Reimar: Das Wismut-Erbe. Geschichte und Folgen des Uranbergbaus in Thüringen und Sachsen. Die Werkstatt, Göttingen 1991, ISBN 3-923478-55-0.
- Rainer Karlsch, Harm Schröter (Hrsg.): Strahlende Vergangenheit. Studien zur Geschichte des Uranbergbaus der Wismut. Scripta Mercaturae, St. Katharinen 1996, ISBN 3-89590-030-3.
- Rainer Karlsch: Der Aufbau der Uranindustrien in der SBZ/DDR und CSR als Folge der sowjetischen Uranlücke. In: ZfG. Band 44, 1996, S. 15.
- Andrew Port: When Workers Rumbled: The Wismut Upheaval of August 1951 in East Germany. In: Social History. Band 22/2, Mai 1997, S. 145–173; Zeitschrift für Geschichtswissenschaft. 44. Jg., Heft 1, 1996, S. 5–24.
- Wismut GmbH (Hrsg.): Chronik der Wismut. Chemnitz 1999 (2. Auflage, Chemnitz 2011).
- Mario Kaden: Uranprovinz – Zeitzeugen der Wismut erinnern sich. Druck- und Verlagsgesellschaft, Marienberg 2000, ISBN 3-931770-26-5.
- Johannes Böttcher: Seilfahrt – Auf den Spuren des sächsischen Uranerzbergbaus. Bode, Haltern 2001, ISBN 3-925094-40-7.
- Ralf Engeln: Uransklaven oder Sonnensucher? Die sowjetische AG Wismut in der SBZ/DDR 1946–1953. Klartext, Essen 2001, ISBN 3-88474-988-9.
- Rainer Karlsch, Zbynek Zeman: Urangeheimnisse. Das Erzgebirge im Brennpunkt der Weltpolitik 1933–1960. Links, Berlin 2002, ISBN 3-86153-276-X.
- Klaus Beyer, Mario Kaden, Erwin Raasch, Werner Schuppan: Wismut – Erz für den Frieden. Druck- und Verlagsgesellschaft, Marienberg 1995. (7. Auflage. 2007, ISBN 978-3-931770-02-0)
- Rainer Karlsch: Uran für Moskau. Die Wismut – Eine populäre Geschichte. Links, Berlin 2007, ISBN 978-3-86153-427-3.
- Annerose Kirchner: Spurlos verschwunden: Dörfer in Thüringen – Opfer des Uranabbaus. Links, Berlin 2010, ISBN 978-3-86153-569-0.
- Juliane Schütterle: Kumpel, Kader und Genossen. Leben und Arbeiten im Uranbergbau der DDR. Die Wismut AG. Paderborn 2010, ISBN 978-3-506-76922-0.
- Bundesministerium für Wirtschaft und Technologie (Hrsg.): 20 Jahre Wismut GmbH. Sanieren für die Zukunft. Berlin 2011 (PDF; 5,4 MB (Memento vom 17. Dezember 2011 im Internet Archive)).
- František Šedivý: Uran für die Sowjetunion. Mit einer Einführung von František Bártík. Evangelische Verlagsanstalt, Leipzig 2015, ISBN 978-3-374-04033-9.[60][61]
- Stefan Kunze: Erz, Wismut oder Uran? Der Uranbergbau der AG/SDAG Wismut in DDR-Publikationen. 1. Auflage. Lukas, Berlin 2021, ISBN 978-3-86732-394-9 (168 S.).

### Einzelne Reviere, Betriebsstätten und Standorte
- Bergbautraditionsverein Wismut: Die Pyramiden von Ronneburg – Uranerzbergbau in Ostthüringen. 3.,leicht geänderte Auflage. Wismut, 2014, ISBN 978-3-00-019899-1.
- Klaus Beyer: Uran, Zinnerz, Magnetit – Ein Beitrag zur Geschichte des Uranerzbergbaues im Pöhlwassertal und im Erzfeld Pöhla – Tellerhäuser (= Schriftenreihe des Museums Uranbergbau. Heft 12). Bad Schlema 2004.
- Klaus Beyer: Der Uranerzbergbau der SAG / SDAG Wismut im Raum Annaberg, Marienberg, Bärenstein-Niederschlag (= Schriftenreihe des Museums Uranbergbau. Heft 14). Bad Schlema 2004.
- Rainer Bode: Vor Ort Ronneburg, Beerwalde, Drosen, Paitzdorf, Reust, Seelingstädt – Über den Uranbergbau bei Ronneburg, Thüringen. 2. Auflage. Bode, Haltern 2007, ISBN 978-3-925094-41-5.
- Karl Demmler, Klaus Beyer: Der Uranerzbergbau der SAG / SDAG Wismut von 1948 bis 1964 im Sächsischen Vogtland (= Schriftenreihe des Museums Uranbergbau. Heft 8). Bad Schlema 2003.
- Rudolf Dietel: Johanngeorgenstadt – eine Kurzfassung über den Verlauf des Uranerzbergbaues der SAG/SDAG Wismut in den Jahren von 1946 bis 1958 (= Schriftenreihe des Museums Uranbergbau. Heft 11). Bad Schlema 2004.
- Bernd Duschek, Helmar Sittner: Urangewinnung Bergwerk Drosen. In: Bergbau. Zeitschrift für Rohstoffgewinnung, Energie, Umwelt. Jg. 60, Nr. 7, 2009, S. 309–313. (PDF; 57,2 MB (Memento vom 21. Februar 2014 im Internet Archive))
- Steffen Hamann, Wolfgang Schreiber: Vor Ort – Über den Uranerzbergbau bei Ronneburg. Bode, Haltern 2001, ISBN 3-925094-41-5.
- Kristin Jahn: Rund um den Schacht Drosen. Zeitzeugen erzählen. Sutton, Erfurt 2007, ISBN 978-3-86680-117-2.
- Rolf Lange: Die Wismut in Marienberg. Band 1: Bergbau und Geologie. Rolf Lange, Marienberg 2006, ISBN 3-00-019626-9.
- Rolf Lange: Die Wismut in Marienberg. Band 2: Bergleute berichten vom Uranbergbau. Rolf Lange, Marienberg 2006, ISBN 3-00-019627-7.
- Karl-Heinz Linkert: Das Uranerzfeld Schneeberg – Schlema – Alberoda im sächsischen Westerzgebirge (= Schriftenreihe des Museums Uranbergbau. Heft 15). Bad Schlema 2006.
- Ekkehard Riedl: Die Wismut in Ronneburg. Sutton, Erfurt 2003, ISBN 3-89702-531-0.
- Sächsisches Landesamt für Umwelt und Geologie / Sächsisches Oberbergamt (Hrsg.): Die Uranlagerstätte Königstein. (= Bergbau in Sachsen. Band 7). Freiberg 2000, urn:nbn:de:bsz:14-qucosa-79166.
- Sächsisches Landesamt für Umwelt und Geologie / Sächsisches Oberbergamt (Hrsg.): Die Uranerz-Baryt-Fluorit-Lagerslagerstätte Niederschlag bei Bärenstein nebst benachbarten Erzvorkommen (= Bergbau in Sachsen. Band 6). Freiberg 2001, urn:nbn:de:bsz:14-qucosa-82742.
- Sächsisches Landesamt für Umwelt und Geologie / Sächsisches Oberbergamt (Hrsg.): Das Döhlener Becken bei Dresden. Geologie und Bergbau. (= Bergbau in Sachsen. Band 12). Freiberg 2007, ISBN 978-3-9811421-0-5, urn:nbn:de:bsz:14-qucosa-79315.
- Sächsisches Landesamt für Umwelt und Geologie / Sächsisches Oberbergamt (Hrsg.): Geologie und Uranbergbau im Revier Schlema-Alberoda. (= Bergbau in Sachsen. Band 14). Freiberg 2008, ISBN 978-3-9811421-3-6, urn:nbn:de:bsz:14-qucosa-78919.
- Sächsisches Landesamt für Umwelt, Landwirtschaft und Geologie / Sächsisches Oberbergamt (Hrsg.): Die Komplexlagerstätten Tellerhäuser und Hämmerlein. Uranbergbau und Zinnerkundung in der Grube Pöhla der SDAG Wismut. (= Bergbau in Sachsen. Band 17). Freiberg 2012, ISBN 978-3-9811421-4-3. (Digitalisat)
- Oliver Titzmann: Uranbergbau contra Radiumbad. Über die Auswirkungen des Uranbergbaus. Bad Schlema 2003.
- Axel Hiller, Werner Schuppan,: Das Lagerstättengebiet Zobes-Bergen im Vogtland. In: Sächsisches Landesamt für Umwelt, Landwirtschaft und Geologie (Hrsg.): Bergbaumonografie. 1. Auflage. Band 18, 31. Mai 2016 (164 S., publikationen.sachsen.de [PDF; abgerufen am 27. November 2016]).
- Karl-Heinz Bommhardt: „Die Wismut am Königstein: Uranbergbau in der Sächsischen Schweiz. Ein unbekanntes Kapitel.“, ISBN 978-3-95958-296-4, Bild und Heimat Verlag, 2020.

### Umwelt, Radioaktivität, Gesundheit
- Autorenkollektiv: Uranerzbergbau contra Umwelt? SDAG Wismut, Karl-Marx-Stadt 1990.
- Michael Beleites: Pechblende. Der Uranbergbau in der DDR und seine Folgen. Wittenberg 1988 (PDF; 3,3 MB; eingeschränkte Copyright-Bestimmungen).
- Michael Beleites: Altlast Wismut. Ausnahmezustand, Umweltkatastrophe und das Sanierungsproblem im deutschen Uranbergbau. Frankfurt am Main 1992 (PDF; 1,2 MB; eingeschränkte Copyright-Bestimmungen).
- Frank Lehmann u. a.: Belastung durch ionisierende Strahlung im Uranerzbergbau der ehemaligen DDR. Abschlußbericht zu einem Forschungsvorhaben. Sankt Augustin 1998, ISBN 3-88383-524-2.
- C. A. E. Overmanns: Qualität anamnestischer und lungenfunktionsanalytischer Daten zur Prüfung des Risikos der chronisch obstruktiven Bronchitis und/oder des Lungenemphysems bei Bergleuten im Uranerzbergbau. Dissertationsarbeit, Medizinische Fakultät der Rheinisch-Westfälischen Technischen Hochschule Aachen, Aachen 2007.
- Agemar Siehl (Hrsg.): Umweltradioaktivität. (= Geologie und Ökologie im Kontext). Ernst & Sohn, Berlin 1996, ISBN 3-433-01813-8.
- Juliane Schütterle: Gesundheit im Dienste der Produktion? Das betriebliche Gesundheitswesen und der Arbeitsschutz im Uranbergbau der DDR. In: Deutschland Archiv. 8/2011 (bpb.de).
- Strahlenschutzkommission: Die Strahlenexposition durch den Bergbau in Sachsen und Thüringen und deren Bewertung. Bonn 1990. (PDF; 36 kB [abgerufen am 8. Dezember 2018]).

### Geologie
- Ludwig Baumann, Ewald Kuschka, Thomas Seifert: Lagerstätten des Erzgebirges. Enke, Stuttgart 2000, ISBN 3-13-118281-4.
- Carl Schiffner: Uranmineralien in Sachsen. Köhler, Freiberg 1911.
- Helmut Tonndorf: Metallogenie des Urans im ostdeutschen Zechstein – Ein Beitrag zum Nachweis und zur Charakteristik stofflicher Umverteilungs- und Anreicherungsprozesse (= Abhandlungen der sächsischen Akademie der Wissenschaften zu Leipzig, Mathematisch-naturwissenschaftliche Klasse. Band 58. Heft 3). Akademie-Verlag, Berlin 1994, ISBN 3-05-501621-1.
- Reiner Brumme: Zentraler Geologischer Betrieb der SDAG Wismut (ZGB), Sowjetisch-deutsche Uran-Geologie zwischen Prikas und Vertrag, Chemnitz 2021, ISBN 978-3-00-069674-9

### Sonstige
- Autorenkollektiv: Uranbergbau im Erzgebirge und Kalter Krieg. Ausgewählte Beiträge des RADIZ-Workshops vom 10. und 11. Oktober 1997 in Schlema, RADIZ-Information 16/98, RADIZ e. V., Schlema.
- Mathias Buchner, Bernd Neddermeyer (Hrsg.): Die Wismut-Werkbahn. Die Geschichte der Werkbahn der Sowjetisch-Deutschen Aktiengesellschaft im ostthüringer Uranerzbergbaurevier. Regionale Verkehrsgeschichte, EK, Freiburg 2000, ISBN 3-88255-439-8.
- Antje Gallert: Resurrektion Aurora. Offizielles Begleitprojekt zur Bundesgartenschau 2007 des Landkreises Altenburger Land. Herausgegeben vom Landratsamt Altenburger Land, Altenburg 2007.
- Franz Kirchheimer: Das Uran und seine Geschichte. E. Schweizerbartsche Verlagsbuchhandlung, Stuttgart 1963.
- Karl Schiffner: Die Radioaktivitätsverhältnisse im Königreich Sachsen. In: Radium in Biologie und Heilkunde. Band 2, Heft 7, 1913, S. 193–219.
- Carl Schiffner: Radioaktive Wässer in Sachsen. Band 1 (1908), Band 2 (1909), Band 3 (1911), Band 4 (1912).
- Verein zur Förderung, Bewahrung und Erforschung der Traditionen des sächsisch/thüringischen Uranbergbaus e. V. (Hrsg.): 10. Bergmännische Tage in Bad Schlema 30. Juni bis 2. Juli 2006. Tagungsband. Aue 2006. (Digitalisat) (Memento vom 30. September 2007 im Internet Archive) (PDF; 5,1 MB).
- Wismut GmbH: Infopaket Sanierungsstandorte: Wismut – ein Bundesunternehmen, Aue, Königstein, Ronneburg, Tagebau Lichtenberg, Industrielle Absetzanlagen. Chemnitz 2006–2007.
- Boris P. Laschkow: Auf Uransuche hinter der Elbe. Sowjetische Geologen bei der Wismut. Bildverlag Böttger, Witzschdorf 2013, ISBN 978-3-937496-60-3.
- Wolfram Ette u. a. (Hrsg.): Strahlungen: Literatur um die Wismut. Königshausen und Neumann, Würzburg 2012, ISBN 3-8260-4978-0.
- Günter Ducke: Wismutgeschichten – Uran und Menschen. Sowjetische Bergbauspezialisten erzählen. Bildverlag Böttger, Witzschdorf 2018, ISBN 978-3-937496-90-0.

## Medien
DVD-ROM und DVD-Video
- Wismut GmbH: Wismut – Perspektiven durch Sanierung. Der Uranerzbergbau und die Sanierung seiner Hinterlassenschaften. 2006.

Spielfilm
- Sonnensucher. Regie: Konrad Wolf, Drehbuch: Karl Georg Egel, Paul Wiens, DDR 1958, verboten und erst 1972 aufgeführt. Als Filmerzählung 1974 im Henschelverlag, Berlin/DDR, erschienen.
- Columbus 64. Regie: Ulrich Thein. Drehbuch: Ulrich Thein, vierteiliger Fernsehfilm mit Armin Mueller-Stahl, Deutscher Fernsehfunk, Erstsendung: 1. bis 5. Oktober 1966
- Sankt Urban, Regie: Helmut Schiemann, Drehbuch: Martin Viertel, Helmut Schiemann, vierteiliger Fernsehfilm mit Wolfgang Dehler, Deutscher Fernsehfunk, Erstsendung: 30. Oktober 1969
- Der Uranberg. Regie: Dror Zahavi, Drehbuch: Hans-Werner Honert, Thomas Schulz, ARD-Fernsehproduktion, D 2011

Dokumentarfilm
- Die Wismut, Regie: Volker Koepp, 1993, s/w 112 Minuten. Preis der Deutschen Filmkritik 1993, Dokumentarfilmpreis Duisburg 1993, Hessischer Filmpreis 1994.
- Wildwest bei der Wismut – Atombomben aus dem Erzgebirge, Jürgen Ast und Kerstin Mauersberger, 2011, 45 Minuten, ARD
- Yellow Cake – Die Lüge von der sauberen Energie (2005–2010, 108 Min.) Ein Film von Joachim Tschirner. arte 2010